# 沖縄戦
沖縄戦（おきなわせん）または沖縄の戦い（おきなわのたたかい）とは、第二次世界大戦末期の1945年（昭和20年）、沖縄諸島に上陸した米軍と英軍を主体とする連合国軍と日本軍との間で行われた戦いの総称である。連合軍側の作戦名はアイスバーグ作戦（英: Operation Iceberg、氷山作戦）。琉球語では、Ucinaaikusa 【ウチナー〈沖縄〉いくさ〈戦、軍〉】ともいう。

## 概要
沖縄戦は1945年（昭和20年）3月26日から始まり、主な戦闘は沖縄本島で行われ、沖縄本島での組織的な戦闘は4月1日に開始、6月23日に終了した。連合国軍の目的は、日本本土攻略のためのマリアナの基地と共同体制をとれる対日本本土爆撃のための航空基地確保と、九州南部および関東平野の侵攻作戦（ダウンフォール作戦）の補給基地の確保であった。日本軍の目的は、大本営（主に日本海軍軍令部） が特別攻撃隊を主力とする航空攻撃により連合国軍に大打撃を与えて、有利な条件で講和を結ぼうという『一撃講和』を目指していたのに対し、現地の第32軍司令部は当時想定されていた本土決戦 に向けた持久戦を意図するという不統一な状況であった。第32軍はサイパンの戦いなどで失敗した水際防御を避け、ペリリューの戦い・硫黄島の戦いで行われた内陸部に誘い込んでの持久戦（縦深防御）を基本方針として戦い、特に首里（現・那覇市の一部）北方で激戦となった。海上では大本営の決戦構想に基づき特別攻撃隊を中心とした日本軍航空部隊が攻撃を繰り返し、戦艦「大和」などの日本海軍残存艦隊による「沖縄特攻」も行われた。
1945年（昭和20年）5月末に第32軍の首里司令部は陥落し、日本軍は南部に撤退したが6月下旬までに組織的戦力を失い、6月23日には牛島満司令官らが自決。その後も掃討戦は続き、連合国軍は7月2日に沖縄戦終了を宣言し、最終的な沖縄守備軍の降伏調印式が行われたのは9月7日である。
陸海空において両陣営の大兵力が投入された。連合国軍のアメリカ軍側の最高指揮官であった第10軍司令官サイモン・B・バックナー・ジュニア中将が日本陸軍の攻撃で戦死するなど、フィリピンの戦いや硫黄島の戦いと並び太平洋戦域のみならず第二次世界大戦における最激戦地のひとつとなった。使用された銃弾・砲弾の数は、連合国軍側だけで2,716,691発。このほか、砲弾60,018発と手榴弾392,304発、ロケット弾20,359発、機関銃弾3,000万発弱が発射された。地形が変わるほどの激しい艦砲射撃が行われたため「鉄の暴風（英: Typhoon of Steel）」等と表現される。残された不発弾は、70年を経た2015年（平成27年）でも23トンにものぼり、陸上自衛隊などによる処理が続く。1トン爆弾も本土復帰の1972年（昭和47年）以降だけでも6件見つかっている。
沖縄での両軍および民間人を合わせた地上戦中の戦没者は20万人とされる。その内訳は、沖縄県生活福祉部援護課の1976年3月発表によると、日本側の死者・行方不明者は188,136人で、沖縄県外出身の日本軍兵士が65,908人、沖縄出身者が122,228人、そのうち94,000人が民間人で28,228人が現地召集の将兵である。戦前の沖縄県の人口は約49万人であり、この戦闘によって実に沖縄県民の約4人に1人が亡くなったことになる。アメリカ軍側は死者・行方不明者20,195人となったが、これは1944年12月に戦われた、西部戦線最大の激戦の1つであるバルジの戦いの戦死者最大約19,000人を上回り、アメリカ史上でも、オーヴァーロード作戦、第一次世界大戦におけるムーズ・アルゴンヌ攻勢に次いで3番目に死者が多い戦いであった。戦傷者は最大で55,162人、戦闘外傷病者26,211人を加えた人的損失は実に投入兵力の39％という高水準に達したため、ハリー・S・トルーマン大統領らアメリカの戦争指導者たちは大きな衝撃を受けて、のちの日本本土侵攻作戦「ダウンフォール作戦」の方針決定に大きな影響を及ぼした。 イギリス軍は死者85人であった。（日本側被害の詳細は#住民犠牲についてを参照）
北海道の占守郡における「占守島の戦い」や樺太庁全域における「樺太の戦い」、また東京都硫黄島村（現小笠原村）の硫黄島に於ける「硫黄島の戦い」などと並び太平洋戦争末期の日本領土における主要な地上戦のひとつであり、2010年（平成22年）に日本政府は国会質問への答弁書をつくる際、「経験を風化させることなく、次の世代に継承することが重要であると認識している。」と回答している。

## 背景

### 日本軍の戦略

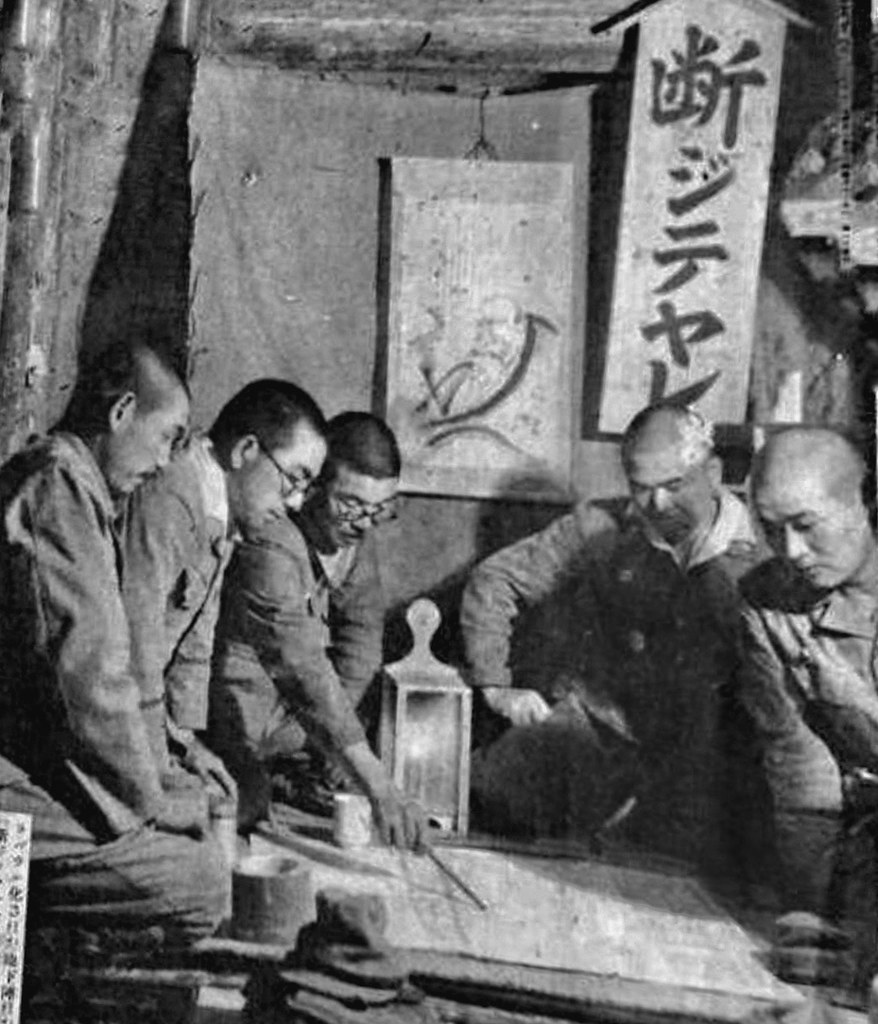
作戦会議を行う第32軍司令部。一番左が司令官の牛島、中央で指揮棒を持って説明しているのが参謀長の長

1944年（昭和19年）に入りトラック島空襲など連合国軍の太平洋正面での反攻が本格化してくると、マリアナ諸島などを前線とする絶対国防圏での決戦を構想していた当時の日本軍は、後方拠点として南西諸島の防備に着手した。同年2月に日本陸軍は沖縄防衛を担当する第32軍を編成、司令官には渡辺正夫中将が任命された。もっとも、この時点での第32軍の主任務は飛行場建設であり、奇襲に備えた警備程度の兵力であった。同年4月には、海軍も沖縄方面根拠地隊を置いたが、その司令官は九州・沖縄間のシーレーン防衛を任務とする第4海上護衛隊司令官を兼務し、防衛戦力というより後方組織としての性格が強かった。

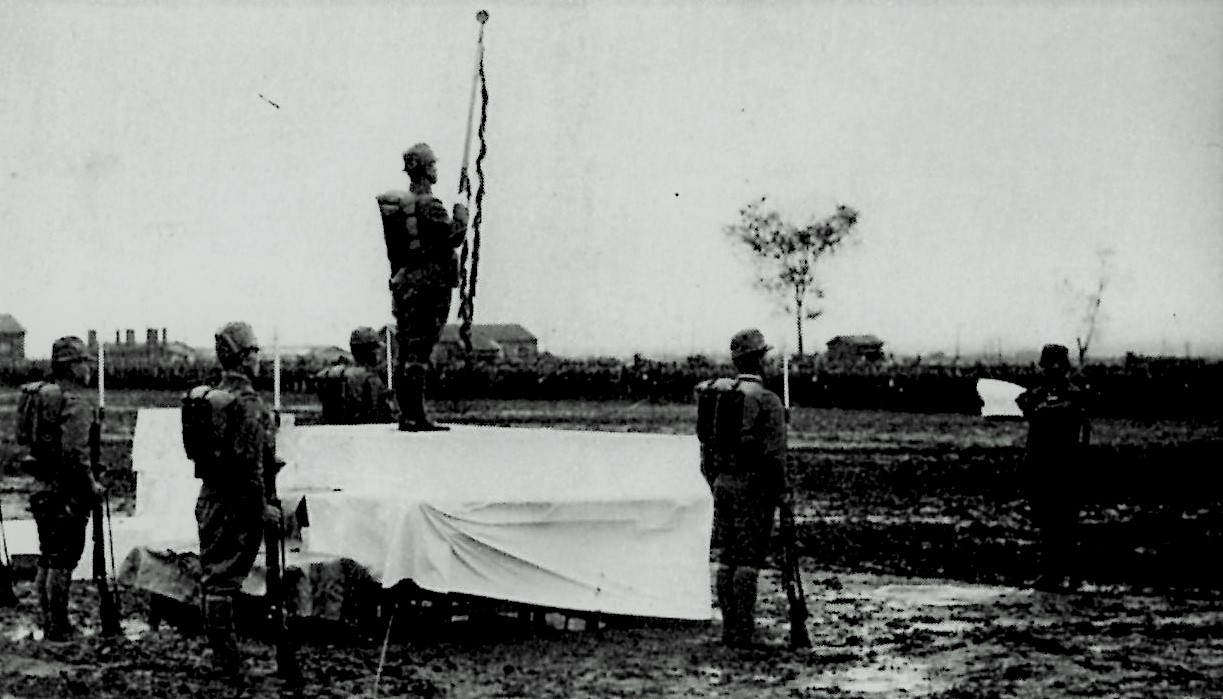
沖縄に配置となった第24師団歩兵第22連隊の満州での出陣式

日本軍が本格的に沖縄地上戦の準備に取り組んだきっかけは、1944年（昭和19年）7月にアメリカ軍の攻撃を受け絶対国防圏の要であるサイパン島が陥落したことであった。大本営は、捷二号作戦を立案して沖縄周辺海上での航空決戦を企図するとともに、陸上の第32軍の増強にも着手した、1944年（昭和19年）7月に第32軍の参謀長に就任した 長勇少将は、早速大本営参謀本部に乗り込むと「沖縄本島には5個師団を増強せよ！吾輩の意見を採用せず、ために沖縄が玉砕するようになれば、参謀本部は全員腹を斬れ」と怪気炎を上げている。参謀本部も長の要求に応えるかのように、同月に沖縄本島に第9師団、同月末に宮古島に第28師団、8月に第24師団と第62師団を増派、諸砲兵部隊を統括する第5砲兵司令部も配置、その司令官には砲兵の権威だった和田孝助中将が充てられるなど、沖縄本島を中心とする南西諸島には4個師団、混成5個旅団、1個砲兵団の合計18万人の大兵力が配置されることとなった。その中で増援の独立混成第44旅団が乗った軍隊輸送船「富山丸」がアメリカ軍潜水艦に撃沈され、4,000人近くが戦死、到達したのは約600人という、先行きを不安視させる事件も起きている。
戦力増強が進む中で司令官の渡辺は疲労により持病の胃下垂が悪化、病床につくこととなってしまった。渡辺の希望により病状は中央に伏せられていたが、病状が一向に回復しなかったため、長らはやむなく軍中央に渡辺の病状を報告し、8月11日に陸軍士官学校の校長であった牛島満中将が新たな第32軍司令官として着任した。牛島は同郷（鹿児島県）の偉人西郷隆盛に例えられるような 泰然自若とした父親のような人物であり、部下将兵からは尊敬されていた。陸軍士官学校や陸軍公主嶺学校などの校長を歴任した教育畑の経歴ながら、歩兵第36旅団旅団長として日中戦争では武功を重ねており、アメリカ軍からは「牛島将軍は、物静かな、極めて有能な人で、全将兵が心服していた。」と評価されている。
第32軍の高級参謀は八原博通大佐であった。八原は最年少で入学した陸軍大学校（第41期）を優等で卒業し、アメリカへの留学歴もあるエリート軍人で、尚且つ理性的で知己的な欧米型の思考を持つ軍人であり、理詰めで地味だが確実に成功する戦術を唱える、日本陸軍では異端の軍人であった。のちにその作戦に苦戦させられることになったアメリカ軍からは、八原は｢すぐれた戦術家としての名声をほしいままにし、その判断には計画性があった｣と高く評価されることとなった。
当初、八原は充実した戦力で、敵上陸時に主力を機動させての決戦を計画した。連合国軍の上陸点を小禄、牧港、嘉手納のいずれかと想定、3か所の上陸予想地点にそれぞれ1個師団ずつを配置し、連合国軍が上陸してきたら、その担当師団が構築した陣地に立て籠もり上陸軍を橋頭堡にて阻止、その間に2個師団が上陸地点に向けて進軍し集結（移動は敵航空機の攻撃のない夜間）、上陸2日目の夜に砲兵の全力を結集し橋頭堡の殲滅射撃を実施、その後歩兵が突撃し上陸軍を粉砕するという作戦を考え、各師団に機動の猛訓練を行わせた。
長は、海際で上陸軍を阻止する強固な陣地構築に必要な鑿岩機20台の支給を要求し、大本営も確約したが、いつまで待っても鑿岩機が到着しないため、長は大本営や陸軍中央から何らかの要求や連絡があるたびに鑿岩機をしつこく要求し続けた。その内大本営や陸軍中央では、長と言えば鑿岩機が連想されるほど有名となった。
第32軍首脳陣は、マリアナやフィリピン戦での航空作戦の経過を見て航空作戦に疑念や不信を抱いており、飛行場より地上戦備強化に注力していたが、航空作戦重視の大本営はそれを「手抜き」と厳しく第32軍を非難した。大本営陸軍部はまず作戦課航空班長の鹿子島中佐を沖縄に派遣、鹿子島は第32軍参謀を「今回、貴軍に強力な地上兵力を増加したが、航空作戦準備に十分な協力をされない場合は、増加した地上兵力を他に移さねばなりません。」と脅すと、第32軍もさすがに折れて、大本営の方針を受け入れることとした。大本営は飛行場作りの名人と言われた飛行場設定練習部部員釜井中佐を第32軍参謀に補職し、戦闘部隊を建設作業へ大規模投入して飛行場設営が急ピッチで進められた。
飛行場の扱いについては、航空決戦の為の飛行場重視の大本営などの中央と、地上戦備重視の第32軍の考えの違いが連合国軍上陸後の作戦にも大きく影響することとなった。
第32軍の作戦準備と並行して、沖縄島民の疎開も進められた。（#アメリカ軍上陸前の住民の動き（避難））

#### 第9師団の転出

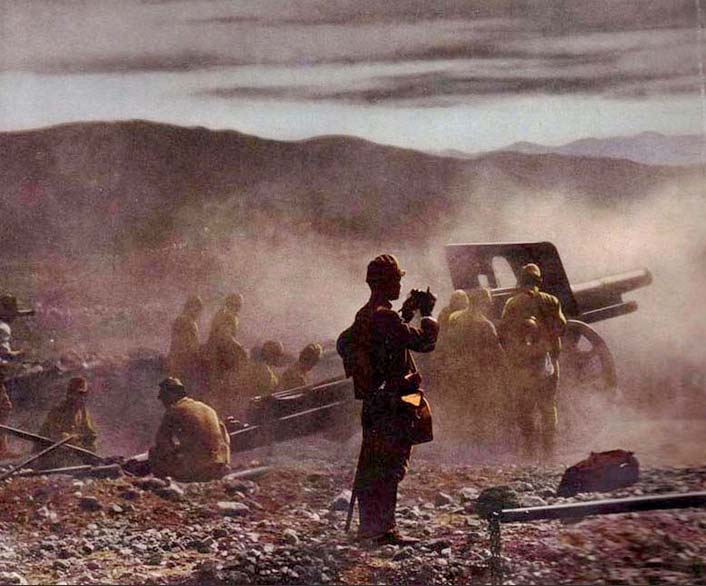
沖縄に第24師団を残留させる要因となった同師団が装備していた四年式十五糎榴弾砲

1944年（昭和19年）10月にフィリピンでレイテ島の戦いが起こると、状況は一変した。レイテ島の戦いに先立つ台湾沖航空戦で日本海軍が誤報した連合国空母多数撃沈の過大戦果を前提に、大本営は捷一号作戦（フィリピン決戦）を決意し、レイテ島への戦力増派に進んだ。大本営は沖縄から1個師団、姫路から1個師団、朝鮮から1個師団、満州から1個師団、台湾から1個師団の合計5個師団のレイテ投入を考え、第32軍に「第32軍より、1兵団を比島（フィリピン）方面に転用することに関し、協議したきにつき、八原大佐を11月3日夕刻まで台北に参集せしめられたし」という電文を打った。受け取った第32軍は激高し、八原が作成し牛島が裁可した「沖縄から1兵団を抽出されたら、沖縄の防衛に責任は持てない」「抽出するなら宮古島の第28師団であれば可」「沖縄より1個師団抽出し他から1個師団を沖縄に補充する計画なら、その師団を直接比島に増派すべき」「沖縄から1個師団を抽出されるぐらいなら、むしろ第32軍主力が国軍の決戦場比島にはせ参じることを希望する」という返答を準備し、1944年（昭和19年）11月3日に台北の第10方面軍司令部で開催された、大本営、第10方面軍、第32軍の会議に八原を出席させた。
会議ではまず最精鋭の第10師団のフィリピン転出を打診されている第10方面軍の市川参謀が「台湾軍は既に1個師団引き抜かれており、さらに第10師団まで持っていかれたのでは、後に残るのは2流師団3個だけで、これでは戦えない。沖縄と比較して台湾は広大であるから、沖縄から1個師団引き抜くと言うなら台湾にいただきたい。」と意見を述べた。市川の次に八原は持参した返答を読み上げたが、その後は長から台湾への出発前に「黙っているのが最上」と訓示された通り、何の意見も言わなかった。この会議に大本営から出席した服部卓四郎第2作戦課長は、姫路の第84師団をフィリピンではなく、1個師団を抽出された後の沖縄に転用する腹案を持っていたが、八原ら第32軍の大本営の方針を一笑し一蹴する意見具申にその腹案を提示することもできず、また八原の態度で会議の場も気まずい抗立の空気のまま、何ら結論を出すことなく散開となった。
台北会議後の1944年（昭和19年）11月11日に、まず中迫撃第5、第6大隊（15cm迫撃砲24門）がフィリピン方面へ転用が命じられ、軍砲兵隊による橋頭堡殲滅射撃の構想に大きな影響を及ぼした。
その後の11月13日、大本営から「沖縄島に在る兵団中、最精鋭の1兵団を抽出するに決せり。その兵団の選択は軍司令官に一任す。」という命令が届いた。八原は自分が作成した意見書が全く考慮されなかったことに激しい憤りを覚えたが、牛島と長は冷静に受け入れ、八原は不承不承、抽出する師団の選定を行った。沖縄の精鋭師団は第9師団と第24師団のいずれかであったが、第9師団は日清戦争・日露戦争でも活躍した歴史のある師団で、よく訓練の行き届いた精鋭師団ながら山砲師団で、新設師団で兵士の練度では劣るものの野砲師団で四年式十五糎榴弾砲まで装備していた第24師団の方が砲火力が勝っていたため、八原は第24師団を残すこととし、第9師団を「最精鋭師団」として軍から手離すという意見書を作成した。
八原の意見書に基づき、第9師団が1944年（昭和19年）12月中旬から翌1945年（昭和20年）1月中旬にかけて台湾へ移動し、第32軍は兵力の三分の一近くを失った。第9師団は、台北会議での第10方面軍の要望通り、フィリピンに転用された第10師団の代わりに台湾に配置されることとなり、そのまま終戦を迎えることとなった。
このような配置転換の最中に沖縄県営鉄道輸送弾薬爆発事故が発生し、多くの人命とともに大量の弾薬・物資を失う悲劇に見舞われている。

#### 戦略持久作戦への転換

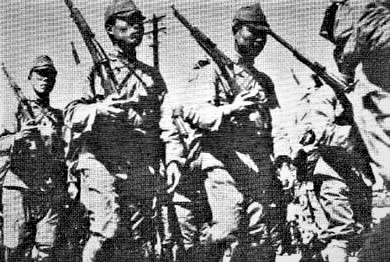
沖縄から台湾へ転出となった第9師団歩兵第35連隊の兵士

第9師団の台湾抽出により、第32軍は大幅な作戦変更を迫られる事となった。八原は、戦力補充はあてにせず、現兵力をもって最善を尽くす方針で4つの作戦案を提案し、第32軍司令部はその中から、現有戦力に最も適した地形となる沖縄本島南部島尻地区に主防御陣地を構築し、持久戦術を取る作戦案を採用した。今までの機動決戦方針を断念して本島南部での持久戦を行う作戦計画で、本島中部に配置されていた第24師団を南部に移動し、北部・中部の飛行場は小部隊による遅滞防御と砲撃による利用妨害程度にとどめることを決めた。第32軍は度重なる作戦変更や兵力の増減により何度も部隊配備が変更になっており、その度に陣地の再構築を余儀なくされたが、この作戦案に基づき1944年（昭和19年）11月末から12月上旬にかけて行った再配備に伴う陣地構築が最終形となった。作戦変更により、本島中部に位置する北・中飛行場は主陣地外となり、実質的に防衛を放棄している状況になった。
大本営では、1944年（昭和19年）12月、大本営陸軍部（参謀本部）作戦部長に宮崎周一中将が就任したが、この時にはアメリカ軍を中心としたレイテ島の戦いで日本軍は敗北し、ルソン島の戦いの最中でフィリピンの日本軍の敗勢は明らかで、宮崎は不眠不休で「本土決戦方針」の新作戦計画を作成すると、その新作戦案が基礎となった『帝国陸海軍作戦計画大綱』が陸海軍で決定されて、1945年（昭和20年）1月19日に陸軍梅津美治郎参謀総長と海軍及川古志郎軍令部総長が列立奏上した。
その頃に、台北会議で服部が持っていた第9師団の代わりの第84師団（姫路）の沖縄派遣という腹案は、宮崎中将の前任の真田穣一郎作戦部長を通して梅津の裁可を受けて上奏も終えており、1945年（昭和20年）1月22日に第32軍に内示された。この内示を受けた第32軍幕僚らには久々の笑声が湧いた。しかし、その内示を知った宮崎は梅津を訪ねるとすぐに第84師団の派遣を中止すべしと強硬に進言した。梅津は一度上奏までした派遣を中止するという前例はなかったため当惑したが、宮崎はさらに「沖縄への海上輸送はもう無理です。1兵たりとも惜しむべき本土防衛の戦力を、今ここで海没の犠牲にすることは、自分の理性が許しません。」と進言し、梅津は沈思黙考の上で宮崎の進言を受け入れた。これは梅津を含め日本軍の最高首脳部にも、本土決戦以外に道はないという考えが浸透していたことによるものと思われる。その後に、宮崎が服部に第84師団派遣中止を告げると、それを聞いた服部の部下の作戦第2課の沖縄方面担当参謀の羽場安信少佐が、血相を変えて梅津の部屋に飛び込み「沖縄の1個師団は本土の2、3個師団に相当する、もう現地に内示している、海上輸送が危険と言っても全部はやられない、1/3の損害は覚悟している。」と激しく詰め寄ったが、梅津は派遣中止の決定を撤回することはなかった。その後、羽場は宮崎にも激しく意見したが、宮崎は羽場をいなすだけであった。
第32軍にも、第84師団増派による作戦計画を考える間もなく1月22日の夜には派遣中止の電報が入った。この経緯から第32軍は大本営に不信感を抱き、その後の作戦に支障をきたした。この後、第10方面軍参謀長諫山春樹中将が沖縄を訪れ、八原ら参謀に「今後、第32軍には増兵はされない。比島方面に輸送できなくなった軍需品を第32軍に与える。」と第10方面軍内での武器・弾薬の補給を約束した後で「大本営は本土決戦準備に熱中しており、我々は現有の戦力で戦うだけである。」と軍中央の状況を説明した。結局、最後まで第32軍には軍中央から正式に本土決戦方針の企図が示されることはなく、諌山らから間接的に聞いただけであった。
『帝国陸海軍作戦計画大綱』によれば「南千島、小笠原諸島（硫黄島ヲ含ム）沖縄本島以南ノ南西諸島、台湾及上海附近」を「皇土防衛ノ為、縦深作戦遂行上ノ前縁」と位置づけ「右前縁地帯ノ一部ニ於テ状況真ニ止ムヲ得ズ敵ノ上陸ヲ見ル場合ニ於テモ極力敵ノ出血消耗ヲ図リ且敵航空基盤造成ヲ妨害ス」としており、沖縄は硫黄島などと同様に、日本本土の前縁として敵の出血・消耗を強いる防波堤と想定していた。沖縄戦における日本軍の作戦は、これを以て「捨て石作戦」と呼ばれている。
一方、海軍は天一号作戦を定めて、沖縄へ来攻する連合国軍を航空戦力主体で迎撃して大打撃を与え、有利な講和をもちかける一撃講和を考えていた。そのため、大本営は飛行場確保を重視して第32軍に作戦変更を要求したが、第32軍は応じないまま連合国軍を迎えることになった。

### 日本軍の戦力状況

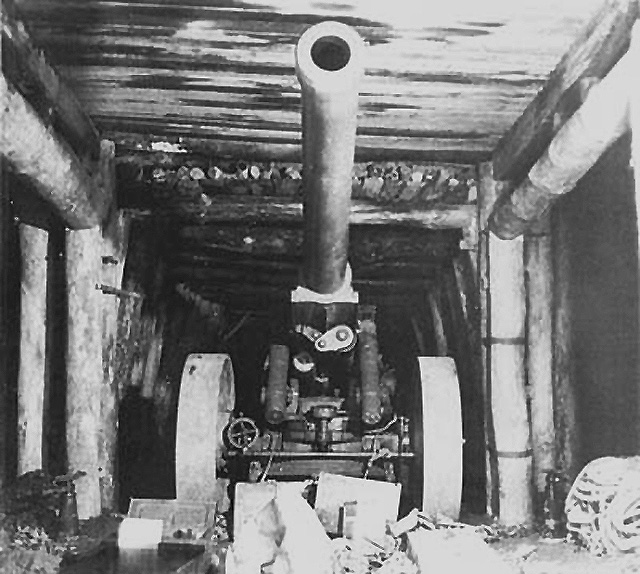
砲爆撃に耐えるため洞窟内に放列布置した独立重砲兵第100大隊の八九式十五糎加農。重加農の長所を活かし、アメリカ軍占領後の中飛行場（現嘉手納飛行場）に対しても妨害砲撃を行うなど、約2ヶ月間に渡り活躍した

沖縄本島地区における最終的な日本側の陸上兵力は、116,400人とされるが、日本本土から戦闘部隊として派遣されたのはその中で50,000名だった。他に海軍陸戦隊で実際に武器の操作ができるのが3,000名、軍の後方部隊が20,000名であり、残りの約35,000名が防衛召集された沖縄県民だった。
第32軍は戦力不足を補うため、自力戦力増強として同じく地上戦が行われた南樺太、北千島、択捉、国後、色丹、歯舞、満洲などと同様に、戦闘員としても住民を根こそぎ動員した。沖縄県民の17歳以上45歳未満の男子を召集して、第32軍の各部隊や「防衛隊」と俗称される補助兵力に編入したが、沖縄からは既に30,000名が召集され沖縄県外の部隊に従軍しており、合計65,000名が兵士として召集されたこととなり、召集されぬ青年男子無しと言っても過言ではない状況となった。
他に旧制中学校の生徒から成る鉄血勤皇隊や、女子生徒を衛生要員としたひめゆり学徒隊、白梅学徒隊なども組織され、その数は2,000名以上にも達している。（現地住民の戦闘協力の詳細は#住民の戦争参加を参照）
本島守備隊の主力は、関東軍から転用された第24師団であった。前述の通り、第32軍の選定により沖縄に残存した部隊で、台湾に転用された第9師団と比較すると強力な師団砲兵を有していたことが、大きな選定理由となっていた。もうひとつの本島所在師団である第62師団は師団砲兵を欠いた本来は警備用の編制であったが、大陸打通作戦に参加したことにより、実戦経験豊富な精強な戦闘部隊となっていた。独立混成第44旅団は輸送船の撃沈で大損害を受けた部隊で、補充のため千葉で集められ一〇〇式輸送機で空輸された独立混成第15連隊が主力になった。機甲部隊は30両に満たない戦車第27連隊があるだけだった。兵站部隊や船舶部隊も地上戦闘用に使うため6個の特設連隊として再編されている。また、八原は牛島に軍司令部要員などの冗員を第一線に回すよう進言している。このように第一線の戦力の強化が進められたが、当時の第32軍の評価で真の陸戦兵力といえるのは約4万人に過ぎなかった。
第32軍の歩兵戦力が戦力不足だったのに対し、砲兵戦力は当時の日本軍としては極めて充実していた。第5砲兵司令部指揮下だけで400門以上の火砲を擁すほか、砲兵師団1個と独立混成旅団砲兵隊および戦車第27連隊の機動砲兵、また歩兵部隊中の歩兵砲があった。生産力や補給力に劣る当時の日本軍において、このような大量の火砲が投入されたのは第1砲兵隊が投入された緒戦の一連の南方作戦（香港の戦い、シンガポールの戦い、フィリピンの戦い（コレヒドール島砲撃戦）等）や、硫黄島の戦い等に限られる。アメリカ陸軍の公式戦史も、沖縄の日本軍について従前の日本軍と大きく異なる点として、日本軍相手では経験したことがない多数の火砲とその効果的な運用を指摘している。アメリカ軍は戦訓広報誌「Intelligence Bulletin」において「日本軍が過去10年にわたって準備してきた沖縄防衛作戦は、那覇ー首里ー与那原防衛線強化のために用いられた火力支援の質、量の面で卓越したものであった。沖縄の日本軍砲兵は、連合軍が太平洋戦線で遭遇したなかでもっとも有効であった。」と評価していたが、実際には沖縄の防衛作戦が真剣に検討され準備を始めたのは、第32軍が沖縄に配置された1944年2月で、持久作戦に方針転換したのは第9師団が転出となった1944年末以降のことであり、10年ではなくわずか半年足らずの準備であった。
特に日本軍火砲が効果を挙げた「シュガーローフの戦い」においては、アメリカ海兵隊員は「やつら（日本軍）は牛乳瓶の中にでも弾を撃ち込むことができた」とその正確性に驚愕し、後に編纂された第6海兵師団の戦史では「日本軍の砲撃はこれまで出会った事が無いほど、優れた統制と正確さの下で実施された」と纏められている。ある時には観測地点で敵情観察中のアメリカ海兵隊将校らのど真ん中に砲撃を命中させ、大隊長と戦車隊将校ら5名を戦死させ、中隊長3名に重傷を負わせるといった正確性を発揮している。

#### 八原博通第32軍高級参謀の「寝技戦法」について

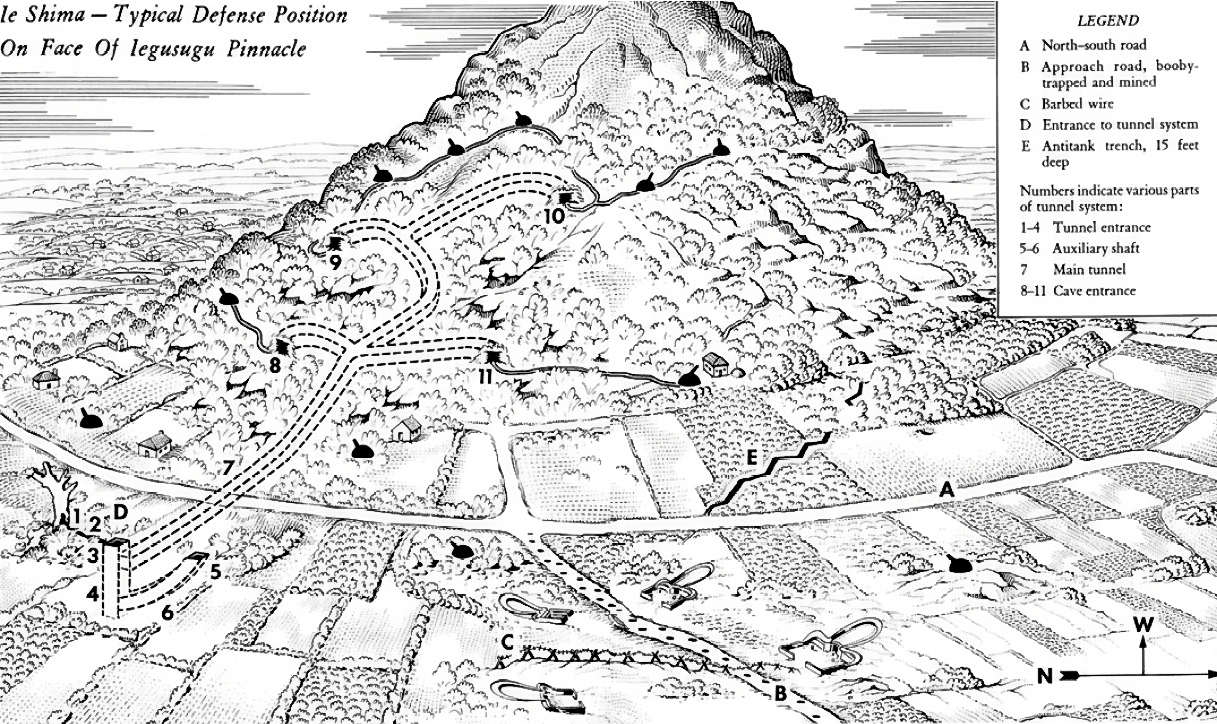
伊江城山の日本軍陣地、各砲座や銃座は地下坑道や壕で結ばれ、山全体が要塞化されている状況が記載されている。この様な要塞が至る所に構築された。

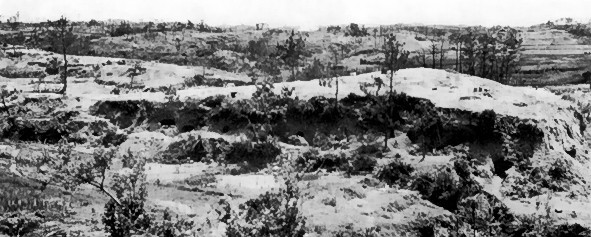
日本軍の構築した反斜面陣地。手前に見える洞窟が反対斜面に築かれた洞窟陣地

大本営陸軍部は、1944年（昭和19年）8月19日に、アメリカ軍を相手にしたサイパン島の戦いやグアムの戦いの戦訓を十分に取り入れ作成した「島嶼守備要領」を太平洋各地の島嶼守備隊に指示している。同要領では特に、アメリカ軍の猛烈な砲爆撃に対抗できる陣地の選定要領や戦闘要領が強調されていた。
また、大本営陸軍部第一課が前線からの報告を纏め編纂した「戦訓報」でも、サイパンの失敗と対策やペリリュー島の戦いの善戦は各部隊に伝えられており、沖縄戦に先立つ硫黄島の戦いでは戦訓を活かして坑道陣地による持久戦術を徹底し、アメリカ軍を苦戦させている。
八原の作戦計画も「島嶼守備要領」に沿うものであり、硫黄島と同様に戦訓を十分活かすべく、アメリカ軍やイギリス軍による砲爆撃対策として強固な陣地作りに心血を注いでいる。八原は講道館柔道家がアメリカの屈強な拳闘家を相手に異種格闘技戦をしたときに、柔道家は終始寝技で拳闘家の強烈なパンチを封殺し、遂に快勝したという講談本からヒントを得ており、この作戦を『寝技戦法』と自ら称した。
寝技戦法の中心は築城であり、連合国軍艦艇の艦砲射撃や1トン爆弾などの強烈なパンチがあっても、それを跳ね返す堅固な築城があれば、敵の物量を無価値にできると考え、戦車も対戦車築城を徹底させれば恐れるに足らずとも考えた。
八原参謀は「不可能を可能にする唯一の道は強固な築城であり、洞窟戦法である。」との『寝技戦法』の基本方針を記した「必勝の途」というパンフレットを作り全軍に布告し、全将兵に徹底した築城を命じた。

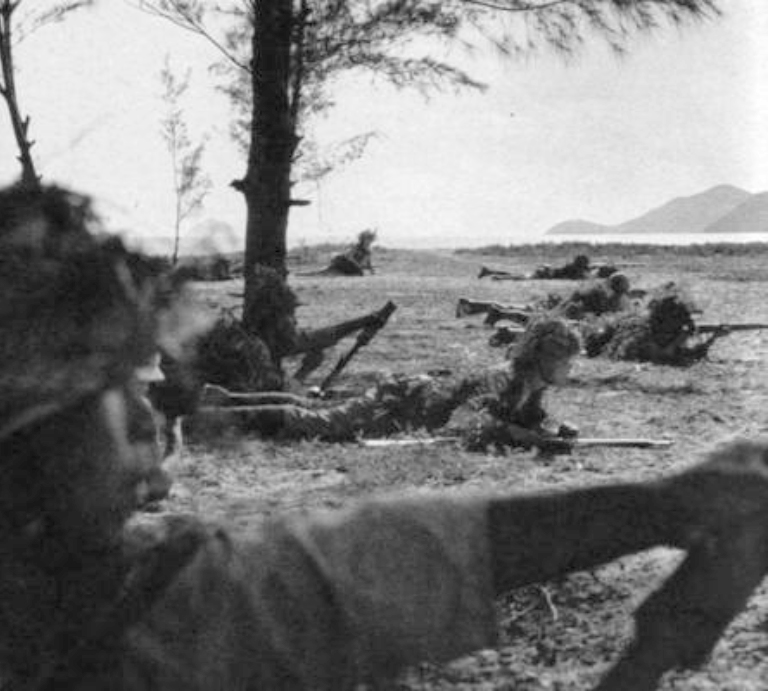
沖縄戦でアメリカ軍を苦しめた八九式重擲弾筒（手前と中央の兵士が擲弾筒手、写真はマレー作戦のもの）

対するアメリカ軍は、猛烈な砲撃で日本軍の反撃を封殺し、日本軍陣地の頂上に這い上がった歩兵が、日本軍陣地に黄燐弾を投げ込み、爆雷を投下し、ガソリンを流し込んで皆殺しにする『トーチ＆バーナー戦術』で日本軍陣地を一つ一つ壊滅させていった。この対抗策として日本軍は、頂上を占拠された日本軍陣地に、隣接する友軍陣地の機関銃、擲弾筒、野砲で集中攻撃して、逃げ場のないアメリカ歩兵を殲滅する戦法で対抗した。これは、占拠された自軍の陣地をまな板のように見立てていることから『まな板戦法』と呼ばれたが、この戦法でもっとも猛威をふるったのが日本軍の擲弾筒であった。擲弾筒は沖縄戦でアメリカ軍兵士がもっとも恐れた兵器の一つで、前線で戦ったアメリカ軍兵士の評価は「それ（擲弾筒）はあらゆる兵器のなかでもっとも猛威をふるった」「擲弾筒の弾丸の飛んでくる音は目標となっている者には聞こえず、聞こえたときには手遅れだった。非常に大きな損害をこうむったものだ」「その砲弾をアメリカ軍の頭上に落下させることができたし、それほど弾着が正確でとくに嫌われていた」であった。歩兵第22連隊第1大隊（大隊長小城正大尉）は特に擲弾筒を有効活用してアメリカ軍を苦しめており、日本軍は通常は小隊ごとに4筒の擲弾筒を配備して使用していたが、小城は合計36筒の擲弾筒を大隊直轄として集中使用した。アメリカ軍は、攻撃部隊の中・小隊に集中砲撃を浴びせたこの小城の戦法を「異例なほど効果的なやり方」と評価している。
陣地構築に際しては、コンクリートなどの資材は不足していたが、沖縄の南部地域は、固くてツルハシも通らないような隆起珊瑚礁と柔らかい泥灰岩や砂岩で広く覆われており、それら地層をうまく活用して陣地が構築された。陣地構築については第32軍兵士の他、多くの沖縄県民も動員された。それで完成した隆起珊瑚礁の陣地は、アメリカ軍の砲爆撃でも容易には破壊されなかった。また、多数存在した天然の洞穴や、沖縄独特の墓である亀甲墓がその堅牢な構造からトーチカ代わりに使われ陣地の一部となった。
実際に日本軍の陣地と対峙したアメリカ軍は、太平洋戦域の各戦場を戦い抜いてきた歴戦の兵士も多かったが、この沖縄の日本軍地下陣地が、今までの戦場で見てきた日本軍陣地における巧妙や複雑さなどの利点を全て兼ね備えていると痛感させられている。砲爆撃に耐える堅牢さだけでなく、陣地は網の目の様な地下坑道で連結されて地下移動による補給や兵員の補充も容易で、防御から攻撃への切り替えもできるなど巧妙な設計となっていた。出入り口は擬装されており、攻撃しているアメリカ軍の後方に不意に出現し、背後から攻撃する事も可能であった。
アメリカ陸軍は沖縄の頑強な日本軍陣地を「小ジークフリート線」や「常軌を逸して防衛された陣地」と評している。海兵隊員のある士官は「土に埋まった戦艦のようだった」とも評した。
シュガーローフの戦いで威力を発揮した『反斜面陣地』も多く構築されている。『反斜面陣地』とは、敵と相対する斜面ではなく反対斜面に構築された陣地であり、反対斜面にあるのでアメリカ軍の砲撃では中々破壊されず、アメリカ軍が山頂に達すると、反対斜面の陣地で砲爆撃をやりすごした日本軍が、迫撃砲や擲弾筒や手榴弾投擲で山頂のアメリカ軍を攻撃したり、網の目のように張り巡らされた地下坑道を伝ってきた日本軍が背後から攻撃してくるといったもので、今までのアメリカ軍が経験したことがない戦法であった。シュガーローフでは、巧みな日本軍の陣地構築で「死傷者が続出しているのに日本兵の姿は全く見えない」「丘（シュガーローフ）から弾は飛んでくるが日本兵は全く見えないので、丘を相手に戦ってる気分だった」という状況であった。
第32軍司令部も首里城地下に構築された。八原は司令部構築に莫大な労力と資材を投入することに反対したが、参謀長の長の強い主張により構築が決定された。多数の市民と沖縄師範学校生徒の協力により、1944年12月に構築が始まった司令部壕は総延長1,000ｍ以上、深さ15ｍ～35ｍで、戦艦の艦砲射撃や爆撃機の1トン爆弾に耐えられる構造で連合軍上陸直前の3月中旬に完成した。後にこの司令部は首里戦線の核心となり、防衛戦の要となったことから、八原は長の軍司令部構築の判断に敬服している。

### 連合国軍の戦略

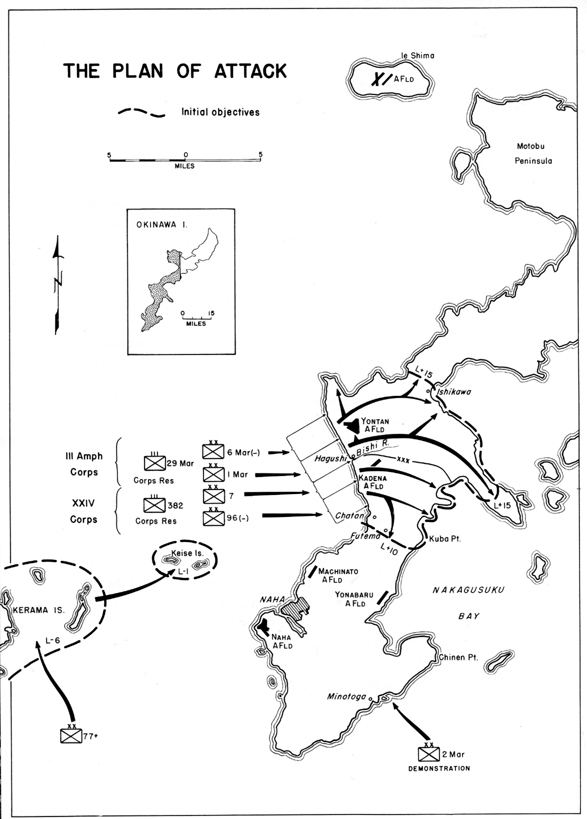
アメリカ軍の沖縄上陸作戦計画図

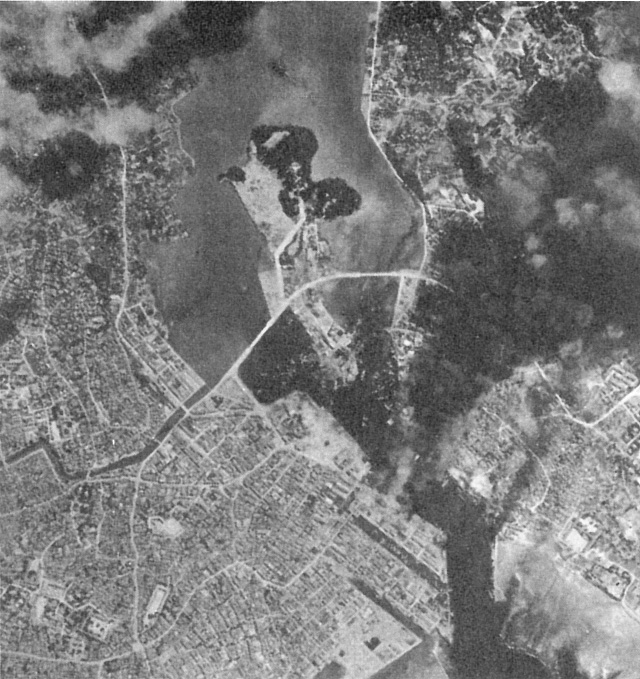
十・十空襲に遭う那覇市街

連合軍は、沖縄本島の存在について、有力な航空基地と泊地を設置可能で日本本土と中国大陸のいずれに侵攻する際の作戦拠点にもできる島と考えていた。また、沖縄諸島の基地化により、日本の南西方面の海上航路・航空路を遮断することもできると見ていた。他方、連合国軍がフィリピンへ侵攻した場合には、日本軍の反撃拠点となりうる島であるとも警戒していた。
1944年8月時点での連合軍の戦略では、沖縄本島よりも先に台湾を攻略することが計画されていた。台湾を拠点とした後に、中国大陸あるいは沖縄県のいずれかへ進撃することが予定された。台湾の攻略作戦についてはコーズウェイ作戦 (Operation Causeway　日本語で土手道のこと) の名の下に具体的な検討が進められ、すでに上陸部隊の司令官には、連合国軍の1国であるアメリカ陸軍のサイモン・B・バックナー・ジュニア中将が決まっていた。
ところが、9月中旬になってレイテ島上陸の予定繰上げが決まり、フィリピンでの泊地確保もより早く行える可能性が出てくると、アメリカ海軍のチェスター・ニミッツ提督らは台湾攻略以外の選択肢について再検討を始めた。アメリカ陸軍も、ルソン島さえ占領すれば台湾は無力化できると考えて、台湾攻略中止に同調した。そして、新たな日本本土空襲の拠点を求めていたアメリカ陸軍航空軍が、台湾より日本本土に近い小笠原諸島や沖縄本島がその拠点に相応しいと考え、南太平洋地域陸軍司令官且つ第20空軍の副司令官ミラード・F・ハーモン中将がコーズウェイ作戦を中止し、小笠原諸島や沖縄本島を攻略目標とすることを提案し、コーズウェイ作戦の指揮官に内定していたバックナーも、南太平洋地域での補給部隊と支援部隊の不足を理由にハーモンの意見に同調した。陸軍の意見にアーネスト・キング海軍作戦部長も同意し、1944年10月2日にルソン島、小笠原ついで沖縄の順で攻略することが決定した。計画では10月20日のレイテ島上陸、12月20日のルソン島上陸、翌1945年1月20日の硫黄島占領に続いて、3月1日に沖縄諸島へと上陸することとなった。バックナー中将は、台湾上陸部隊の司令官から、そのまま沖縄上陸部隊の司令官へと任務が変更された。バックナーと沖縄攻略を主張したハーモンは、アメリカ軍が硫黄島に上陸した直後の1945年2月26日に、沖縄攻略を含む今後の太平洋方面の戦略を協議するため、グアムからハワイに向かう途中に搭乗していたB-24が墜落して行方不明となり、沖縄上陸を見ることなく死亡と認定された。
さっそくレイテ島への侵攻作戦に着手した連合国軍は、事前に日本軍の反撃戦力を削る航空撃滅戦として沖縄県周辺や台湾などを攻撃した。1944年10月10日、アメリカ軍とイギリス軍を中心とした機動部隊が南西諸島一帯に対して大規模な空襲を行い、所在の日本軍航空機や艦船は大きな打撃を受けた（十・十空襲）。偵察活動も進められたが、1944年12月末に偵察任務で沖縄へ向かった潜水艦「ソードフィッシュ」が未帰還となった。ペリリュー島の戦いで行われた偵察上陸では半数の人員が未帰還という大被害を出していることも踏まえて、偵察要員の事前上陸は見送られた。

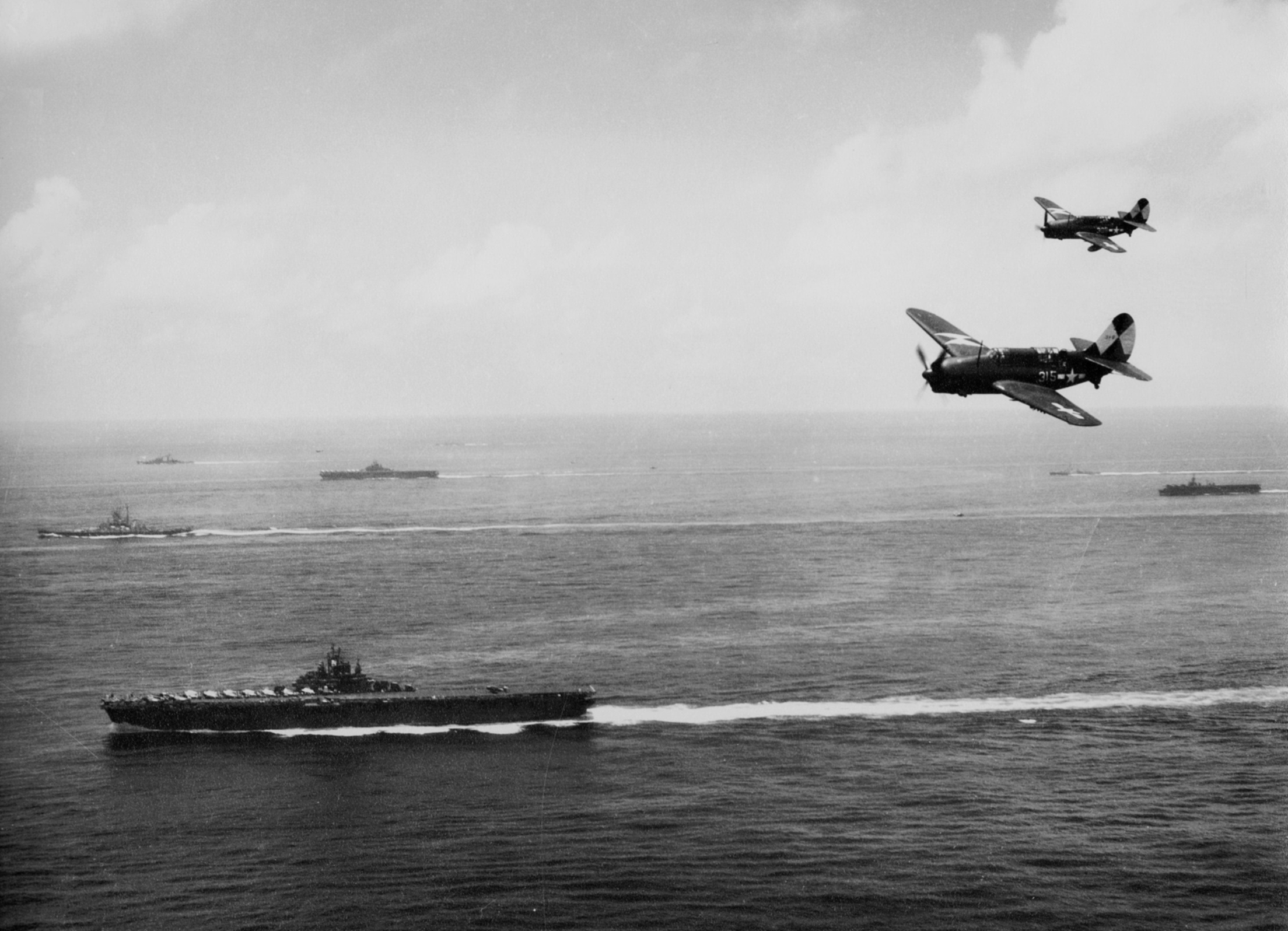
沖縄戦で上陸部隊を支援した第38任務部隊。手前が空母「エセックス」、奥が戦艦「ワシントン」

1945年3月、連合軍は、予定よりは遅れながらもルソン島攻略と硫黄島攻略をほぼ完了した。このときまでには、日本本土上陸作戦であるダウンフォール作戦の立案もされており、沖縄本島は、九州上陸を支援する拠点として利用されることに決まっていた。ルソン島攻略の遅れによる輸送船不足と3月の悪天候により沖縄侵攻は2度にわたって繰り下げられ、当初計画からはちょうど1ヶ月遅れで、沖縄攻略を目的とした「アイスバーグ作戦」が発動されることとなった。投入される陸上戦力はアメリカ陸軍第10軍の陸軍5個師団・4個戦車大隊ほかとアメリカ海兵隊3個師団であった。第10軍自体は新編成の組織であるが、主力の第24軍団と第3水陸両用軍団に属する師団はいずれも実戦経験を積んだ部隊であった。
装備についても、陣地攻撃に絶大な威力を発揮してきた火炎放射器装備のM4中戦車の射程・火力強化型、暗視スコープ付きの狙撃銃、近接信管の野砲砲弾、対砲兵の音波探知機、M18 57mm無反動砲、M20 75mm無反動砲、M2 107mm迫撃砲などの新型兵器が多数配備された。アメリカの軍需産業はフル回転しており、軍事資材の面では全く懸念はなかった。従って第10軍は装備、士気、武器、補給と、どの面から見ても、アメリカ軍史上最強の軍と見られていた。
これらの部隊を沖縄に上陸させるため、アメリカ軍は太平洋戦争で最大規模の水陸両用作戦を準備した。沖縄攻略の為の統合遠征部隊は艦船1,213隻と支援艦載機564機で編成されていた。この部隊を第58任務部隊の高速空母部隊82隻、艦載機919機とイギリス太平洋艦隊22隻、艦載機244機が支援した。他にも第21爆撃集団と極東航空軍も直接支援を行った。最大の問題はこれらの大部隊を養うだけの大量の物資を絶え間なく輸送する必要があることで、まずは当面の740,000トンもの物資をアメリカ本国やハワイなどから、沖縄上陸40日前から21回の輸送で、前線基地のあるレイテ島やウルシー環礁やマリアナ諸島に輸送した。その中には収容を見込んでいる沖縄の民間人の食糧として、米や大豆や魚の缶詰など70,000人分の食糧も含まれていた。
ノルマンディー上陸作戦を含む多くのヨーロッパ戦線の激戦に従軍し、前年にピューリッツァー賞を受賞した従軍記者のアーニー・パイルは沖縄攻略部隊の陣容を「我々は太平洋航海史上、最大・最強の軍隊だ」「海軍力・兵力・戦闘力の点でアメリカがヨーロッパに投入した全兵力に匹敵する規模だ」と記述している。実際に、攻撃初日に投入された陸戦兵力は182,000名であり、これは史上最大の作戦といわれたノルマンディー上陸作戦のD-デイに投入された兵力を75,000名も上回っていた。
アメリカ軍情報部は沖縄本島の日本軍の兵力を55,000人～65,000人、大口径火砲198門と推定しており、沖縄攻略作戦は1カ月前後の短期作戦と想定していたが、この戦力推定は大きく誤っており、迅速な勝利の希望はたちまちしぼんでいった。

## 戦闘経過

### 事前攻撃
アメリカ軍は、日本軍の反撃戦力を削ぐことなどを目的に、空母16隻を中心とした強力な機動部隊の第58任務部隊を日本本土へと差し向けた。第58任務部隊は1945年3月14日にウルシー環礁を出撃、3月18日から九州や瀬戸内海周辺の飛行場や艦隊などに対し空襲を開始した。これに対して日本軍は、海軍の第5航空艦隊を中心に反撃を行った。4日間の戦闘で、日本軍は空母3隻の撃破に成功したものの、第5航空艦隊は戦力の過半を失ってしまった（九州沖航空戦）。アメリカ艦隊の損害は、イギリス軍機動部隊の合流により回復することができた。
3月23日、第58任務部隊は沖縄県周辺に対する本格空襲を開始し、初日だけで延べ2,000機を出撃させた。24日には沖縄への増援部隊を乗せたカナ304船団を全滅させている。また、24日には第59任務部隊の戦艦5隻などが本島南部に対する艦砲射撃を行い、上陸予定地点の掃海作業も始まった。このほか日本の海上輸送を破壊して戦争遂行能力を失わせるため、B-29爆撃機による日本本土空襲や関門海峡はじめ、主要港湾、航路や海峡などへの機雷投下も行われ（飢餓作戦）、今や沖縄は孤立させられてしまっていた。
ガダルカナル島やラッセル諸島パヴヴ島で訓練や編成を行っていたアメリカ軍部隊を満載した大量の輸送船団はウルシー環礁で合流すると、3月25日に沖縄に向け進撃を開始した。同様にサイパン島からも進攻部隊が進撃を開始した。
一方日本軍では、硫黄島上陸作戦以降のアメリカ軍の次期侵攻の方面と時期について、連合軍の船舶の動き、航空基地の整備状況、通信諜報等で分析努力を行っていたが、確定させるには至らなかった。陸海軍で侵攻目標の予想が割れており、海軍は小笠原諸島と考え、陸軍は台湾と判断していた。

### 慶良間諸島の戦い

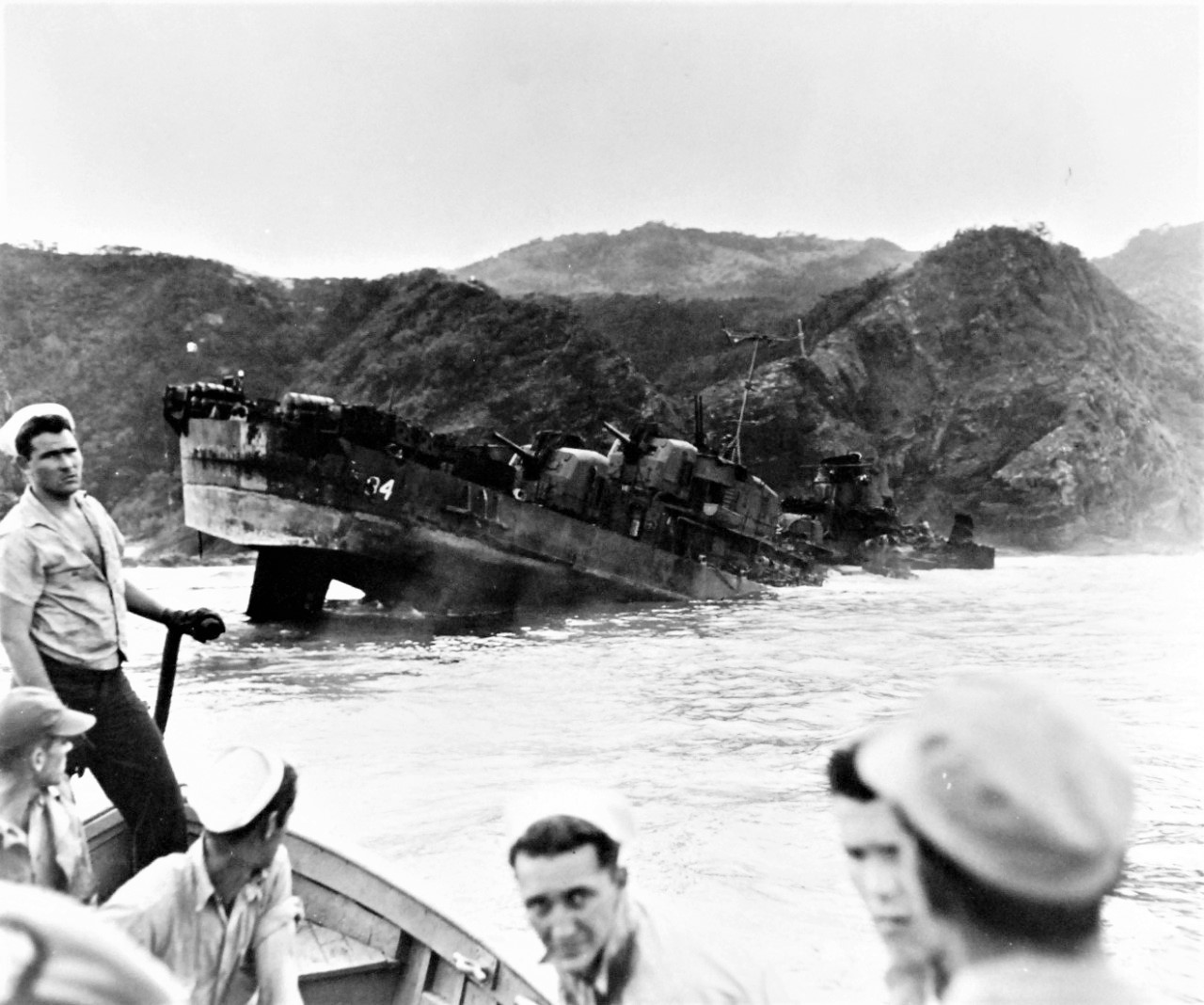
渡嘉敷沖の浅瀬で撃沈されたアメリカ駆逐艦「ハリガン」

3月23日に、沖縄本島に延べ355機の艦載機による空襲があり、その他先島諸島・大東島地区・奄美地区にも艦載機の空襲があった。その後、日本軍の索敵機が、同日午前10時30分に沖縄本島南東90kmに機動部隊を発見、さらに夕刻沖縄本島東方100kmに艦艇群（艦種不詳）も発見している。
これに対する日本側の情勢判断は、3月19日時点では、大本営陸軍部は次のアメリカ軍の侵攻地を台湾方面の公算大と判断しており、第32軍も23日時点では大本営の判断もあって、沖縄への本格的な侵攻であるかの判断ができなかった。しかし、翌24日に沖縄本島南部へ戦艦以下30隻のアメリカ軍艦船が現れ艦砲射撃を開始、また延べ600機にも上る艦載機による激しい空爆が行われた為、第32軍司令部はアメリカ軍の上陸が沖縄に行われると判断し、甲号戦備 移行を命じた。
日本海軍の連合艦隊司令長官も、近く沖縄へアメリカ軍が来攻するものと判断し、回天特攻「多々良隊」の潜水艦4隻にも出撃準備を命じた。また同日に天一号作戦の予令を発令、第3航空艦隊と第10航空艦隊に移動準備を指示している。多々良隊の「伊44潜」「伊47潜」「伊56潜」「伊58潜」は3月28日から順次沖縄方面に出撃したが、戦果を挙げることなく「伊44潜」と「伊56潜」の2隻を失った。
空襲翌日の3月24日には早くも日本側の反撃が開始され、天山艦攻による雷撃、翌25日未明には陸攻銀河による爆撃でアメリカ艦隊を攻撃し、駆逐艦2隻、その他2隻を損傷させている。また、沖縄の海軍根拠地隊司令官の大田実少将が、運天港の特殊潜航艇部隊である第2蛟龍隊に出撃を命じている。蛟龍はこの戦いが初陣となったが、駆逐艦「ハリガン」撃沈後に壊滅した。この日、第32軍参謀長の長勇は司令部壕の坑口に「天ノ巌戸戰闘指令所」の木札を掲げた。

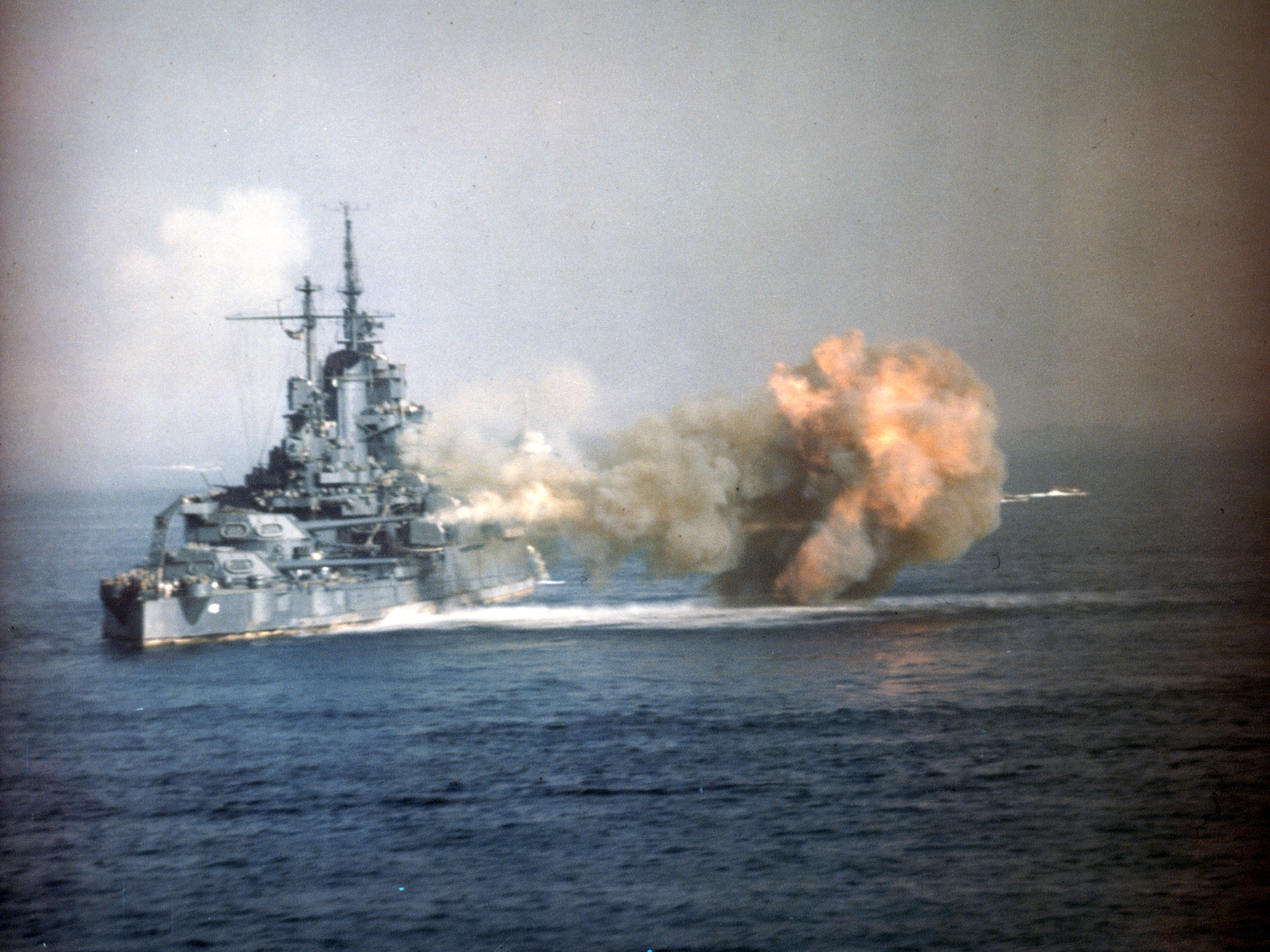
沖縄本島に艦砲射撃をおこなう戦艦「アイダホ」

3月26日、アメリカ軍は、沖縄本島への上陸に先立ち泊地や水上機基地などを設置するため、第77歩兵師団を慶良間諸島の座間味島など数島へ上陸させた。日本軍は慶良間諸島は地形が険しい狭い島で航空基地の適地もなく、沖縄本島に先立っての侵攻を想定していなかったため、地上部隊をほとんど配備していなかった。展開していたのは、本島防衛任務の四式肉薄攻撃艇（マルレ）部隊である陸軍海上挺進戦隊3個とその支援部隊程度であった。第32軍司令部は出撃困難と判断して機密保持のためマルレの処分を命じた。すでに事前空襲で300隻のマルレの多くを地上撃破されていた各部隊は、命令に従って島の奥へ後退した。慶留間島所在のマルレのうち4隻のみが出撃して、うち2隻が攻撃後に本島へ生還した。アメリカ軍は29日までに慶良間諸島全島を占領した。アメリカ軍第77歩兵師団の記録によると、31日までに日本兵530人が戦死・121人が捕虜となり、アメリカ兵31人が戦死・81人が負傷した。
アメリカ軍の慶良間諸島上陸と同じ3月26日に、日本側では陸軍第10方面軍司令官と海軍連合艦隊司令長官が、天一号作戦を発令した。同日中には早速、陸海軍の通常攻撃機46機が薄暮にアメリカ機動部隊を攻撃、また第8飛行師団誠第17飛行隊の九九式軍偵6機とその他8機合計14機の特攻機が慶良間沖のアメリカ艦隊を攻撃した。本特攻隊は少数ながらも戦果は大きく、駆逐艦「オブライエン」大破・死傷者126名、駆逐艦「キンバリー」中破・死傷者61名、他に軽巡洋艦「ビロクシ」と駆逐艦2隻を損傷させている。翌27日には沖縄本島の中飛行場から出撃した第8飛行師団誠第32飛行隊と海軍神風特攻隊の銀河や彗星合計26機が嘉手納沖のアメリカ艦隊を攻撃、戦艦「ネバダ」の第三主砲塔に1機が命中、14インチ砲を破壊し59名の死傷者を出させるなど、16隻の艦船に損害を与えている。その後も沖縄本島や周辺諸島からの特攻出撃は続き、31日には誠第39飛行隊の一式戦「隼」が、レイモンド・スプルーアンス中将率いる第5艦隊の旗艦重巡「インディアナポリス」に命中、大破・航行不能にさせている。しかし、陸海軍ともに本土や台湾からの本格的な航空攻撃は4月に入ってからとなり、沖縄本島上陸前の時点では日本側の航空攻撃は未だ散発的であった。また、29日には本島配備の海上挺進第29戦隊のマルレ19隻が出撃し、中型揚陸艦1隻を撃沈している。
3月31日、アメリカ軍は慶伊瀬島に上陸した。そのうち慶伊瀬島の神山島に第420野砲群（仮訳：420th Field Artillery Group）のM59 155mmカノン砲（愛称ロング・トム）24門を布陣させ、沖縄本島の日本側陣地の奥深くまでを射程圏内に収めた。ロング・トムの射程は20,000ｍ以上もあり、日本軍の火砲で神山島のロング・トムに対抗できそうなのは、長堂西側高地に配置してあった八九式十五糎加農砲2門のみで多勢に無勢であった。しかし、四六時中傍若無人に砲撃してくるロング・トムに手を焼いた日本軍はやむを得ず八九式十五糎加農砲に反撃を命じたが、結局、神山島までは砲弾が届かないことが判明した。4月1日にも、日本軍は第420野砲群への反撃と、上陸準備のために岩礁上で障害物除去などの作業をしているアメリカ軍に対して砲撃をしたが、アメリカ軍に被害はなかった。
那覇港内にある船舶工兵第26連隊長佐藤少佐から、ぜひ選抜隊をもって神山島に斬り込みをかけたいとの申し出が第32軍司令部にあった。アメリカ軍の絶対制海権下で斬り込みの成功は危ぶまれたが、打つ手のなかった第32軍はこの申し出を取り上げて、参謀薬丸兼教少佐を中心に準備を進めた。4月9日に西岡少尉以下半数が糸満漁夫で編成された50名の斬り込み部隊は、協力予定の海軍の大発動艇が故障で参加できなかったので、刳舟を人力で漕いで神山島に突入した。生還者は西岡少尉以下わずか十数人と犠牲は大きかったが、ロング・トムの何門かが破壊されて、3日間に渡って神山島からの砲撃が止まったため、第32軍全軍が西岡らの英雄的行為に感謝している。

### 先島諸島の戦い

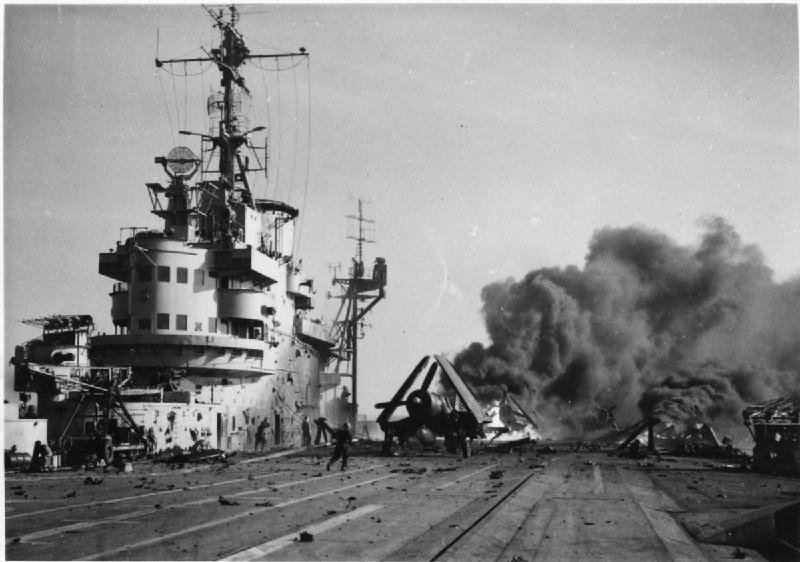
特攻機の命中で艦載機が炎上するイギリス海軍空母「フォーミダブル」

ヨーロッパでドイツ海軍が壊滅したことから、イギリス首相ウィンストン・チャーチルは太平洋の権益確保の意味合いもあり、かねてから太平洋戦域へのイギリス艦隊派遣を希望していた。
イギリスは1944年11月22日に編成のイギリス太平洋艦隊としてキング・ジョージ5世級戦艦2隻（キング・ジョージ5世、ハウ）、イラストリアス級およびインプラカブル級空母4隻（イラストリアス、ビクトリアス、インドミタブル、インディファティガブル）、巡洋艦5隻、駆逐艦15隻の強力な機動部隊を沖縄戦に派遣している。このイギリス艦隊は、先島諸島方面の封じ込め担当することになった。
3月15日、イギリス太平洋艦隊は米国第5艦隊に加わり第57任務部隊(TF57)としてアイスバーグ作戦に参入。3月23日にウルシー環礁を出撃したイギリス太平洋艦隊は、4月1日に日本軍が先島諸島に建設した航空中継基地に宮古島沖で発見され、特攻機による攻撃を受けた。零戦1機が空母「インディファティガブル」に命中、戦死21名・負傷27名の人的損害を受けたが、英空母は日米空母とは違い、航空甲板は戦艦並みの装甲板であり致命的な損傷を受けなかった。それでも艦橋構造物に大きな損傷を受けレーダーや無線装備も全て破壊された為、英本土に後退している。その後も英太平洋艦隊は、宮古島沖で台湾方面から飛来する特攻機の迎撃や地上支援任務を行っていたが、後に増援された艦も含めて4隻の空母（前記「インディファティガブル」を含めると5隻）全てが特攻機により損傷を受けている。

### 沖縄本島へのアメリカ軍の上陸

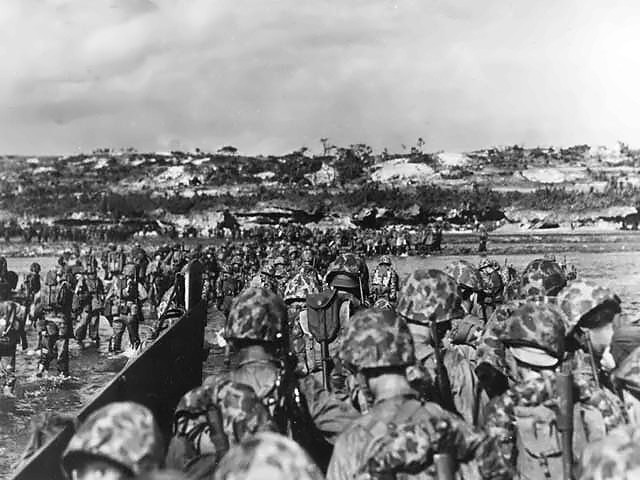
4月1日沖縄本島に上陸するアメリカ軍海兵隊

4月1日朝、アメリカ軍は守備の薄い本島中西部で、第7・第96歩兵師団と第1・第6海兵師団による上陸を開始した。戦艦10隻・巡洋艦9隻・駆逐艦23隻・砲艇177隻が援護射撃をし、127mm以上の砲弾44,825発・ロケット弾33,000発・迫撃砲弾22,500発が撃ち込まれた。北飛行場（読谷村・後の読谷補助飛行場）と中飛行場（後の嘉手納飛行場）の占領が第一目標とされた。第32軍が宜野湾以南に結集して持久作戦をとる方針であったために、日本側が中西部沿岸地域に置いたのは賀谷支隊（1個大隊基幹）と急造の特設第1連隊だけであった。日本軍が水際作戦を放棄したため、アメリカ軍はその日のうちに6万人を揚陸して北・中飛行場を確保。4月3日には第7歩兵師団が東岸の中城湾（アメリカ軍呼称：バックナー湾）へ到達し、第32軍は沖縄本島南北に分断された。4月5日までにはうるま市石川周辺の東海岸一帯が占領下に入った。日本軍は飛行場を自ら破壊していたものの、作業期間が短く不徹底であった。アメリカ軍は1日夜には中飛行場を不時着場に使える程度まで復旧、8日には北飛行場へ戦闘機89機を進出させて上陸船団の防空任務を開始した。翌週には夜間戦闘機まで含む144機が展開して強力な防空網を形成してしまった。
第32軍の持久戦方針による早期の飛行場の喪失は、大本営・第10方面軍司令部・航空関係者などから消極的かつ航空作戦軽視と批判の的にされた。アメリカ軍の沖縄本島上陸前からの不信が戦いの最中に露見する結果となった。度重なる大本営や連合艦隊の飛行場再確保の要請は第32軍司令部を混乱させ、第32軍内部でも積極反撃すべきか激論が交わされた。4月4日には、長第32軍参謀長主導で攻勢移転が一時決定されたが、島南東部の港川方面への連合軍上陸部隊接近との報告により、中止された。この港川方面への「上陸部隊」は、陽動作戦任務のアメリカ第2海兵師団で、実際には上陸しなかった。
アメリカ軍はたびたび、沖縄南東側に陽動作戦をしかけており、沖縄本島上陸直前の1945年3月27日にも、沖縄本島東岸の中城湾に輸送船等からなる9隻の囮船団を近づけている。海軍根拠地隊の司令官大田実少将はこの囮作戦に引っかかってしまい、指揮下の特攻艇震洋に出撃を命じたが、囮船団は海岸近くまでは接近してこなかったため攻撃する機会はなく、そのまま基地に帰投した。その様子を偵察機で偵察していたアメリカ軍により震洋の発進基地は特定され、艦載機による空襲で、アメリカ軍上陸前に海軍の特攻艇はほぼ壊滅してしまった。陸軍の特攻艇マルレは慶良間諸島占領で主力を失っていたが、残存艇が散発的な攻撃でアメリカ軍に打撃を与えており、1945年4月9日には「チャールズ・J・バジャー」をキールが歪み大量浸水する甚大な損傷で大破航行不能に追い込んでいる。

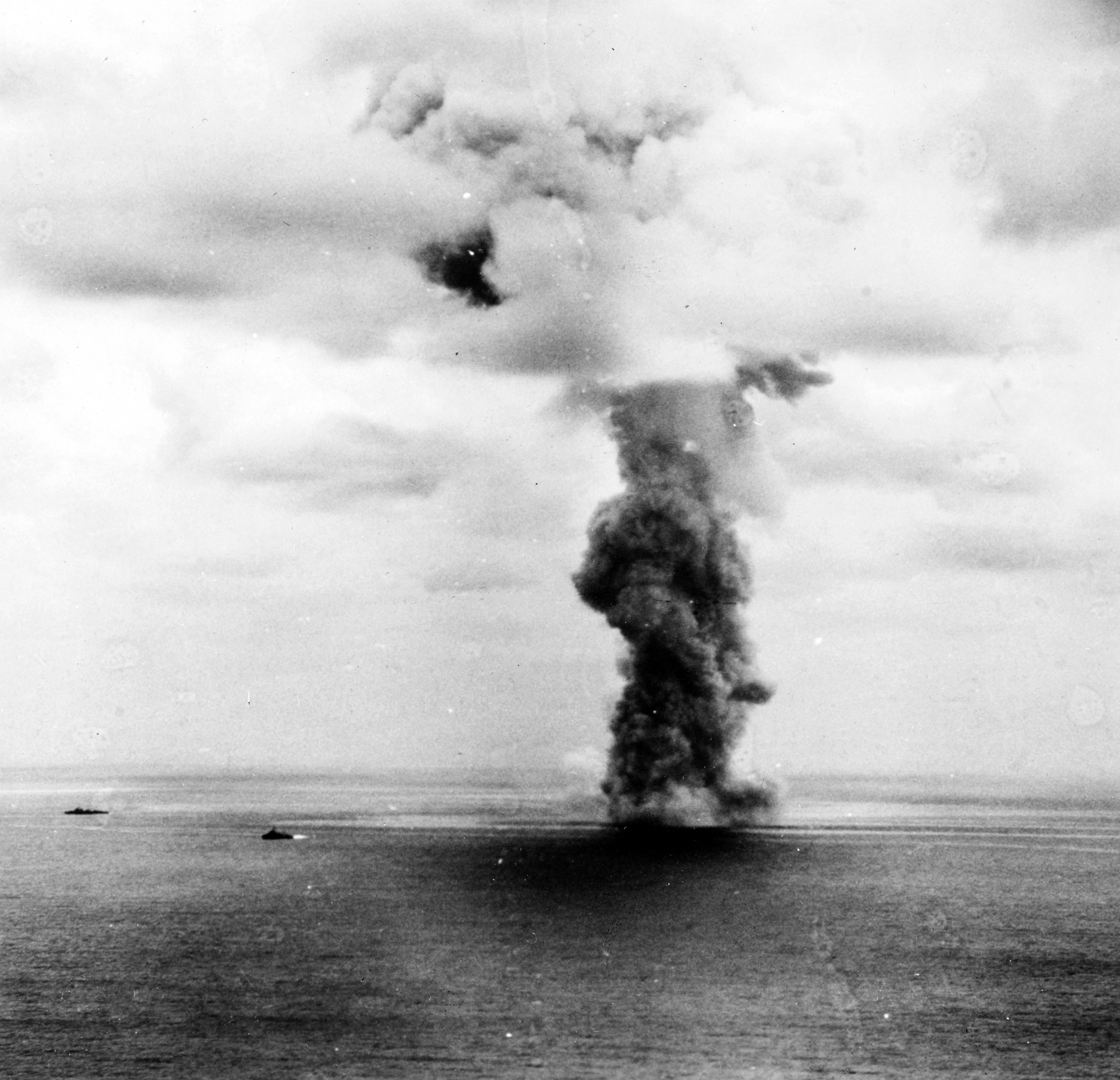
アメリカ軍艦載機の集中攻撃で爆沈した戦艦「大和」

4月6日から、日本軍は特攻機多数を含む航空機による大規模反撃を、連合軍艦隊・船団に対して開始した（菊水作戦）。海軍による菊水一号作戦には約390機、陸軍の第一次航空総攻撃には約130機が投入された。さらに海軍は、菊水作戦と連動させる形で戦艦「大和」以下の第一遊撃部隊も出撃させることとした。この出撃については、連合艦隊司令長官豊田副武大将は「大和を有効に使う方法として計画。成功率は半分もなし。うまくいったら奇跡。しかしまだ働けるものを使わず残しては、現地将兵を見殺しにする。だが勝ち目のない作戦で大きな犠牲を払うのも大変苦痛。しかし多少の成功の算あれば、できることはなんでもやらねばならぬ」という覚悟で決めたとしており、また、菊水作戦の説明に参内した軍令部総長及川古志郎大将は、沖縄戦での一撃講和を望み闘志をかきたてていた昭和天皇から「総攻撃は航空部隊だけか。海軍にはもう艦がないのか。海上部隊はないのか」詰め寄られ、「海軍の全兵力を使用します」と即答するなど、海軍が総力を挙げて沖縄を救援しようという意図に基づくものであった。
しかし、その海軍中央の方針は必ずしも全軍に統一されてはおらず、菊水作戦を指揮していた第五航空艦隊司令長官宇垣纏中将は、急突に決められた軍令部主導の「大和」の特攻出撃に戸惑い、反対の意志を示しながらも、航空支援に尽力したが、既に全力での特攻出撃が決まった後で十分な対応ができなかった。前線部隊でも「大和」の護衛に消極的な姿勢が見られ、美濃部正少佐が指揮する夜間戦闘機隊芙蓉部隊は、第五航空艦隊司令部から「大和」への護衛要請があったが、指揮官の美濃部は「芙蓉部隊を昼間の護衛に使うなんて無意味」などと出撃を拒否するなど、「大和」に十分な数の護衛戦闘機がつくことはなかった。海軍内の方針不統一で、ほぼ丸腰で出撃させられる「大和」の窮状を聞いた陸軍航空隊第6航空軍司令官菅原道大中将は、陸海軍の連携を重視し「南九州の第100飛行団が四式戦闘機疾風48機を投入して、奄美大島付近の制空権を一時的に掌握、協力する」と「大和」への航空支援を快諾して、第100飛行団を主力とする陸軍航空隊の戦闘機41機を出撃させて、12：00から14：00にかけて制空戦闘をおこない10機が未帰還となった。また、第32軍司令官の牛島は「ご厚意は感謝するが、時期尚早と判断するので、海上特攻の出撃は取止められたし」と連合艦隊に打電し、成功がおぼつかない「大和」の特攻出撃の自重を求めたが、出撃は決行され「大和」以下の第一遊撃部隊は戦果なく一方的に空襲を受け撃沈される結果となった（坊ノ岬沖海戦）。

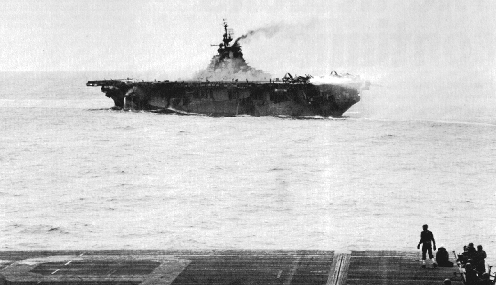
4月7日、特攻機の命中で炎上している空母「ハンコック」

菊水1号作戦の日本軍の方針は「可能な限り多数の飛行機を集団的に使用する」であり、太平洋戦争中での日本軍による最大級の航空攻撃となった。アメリカ海軍はフィリピンで特攻により多大な損害を被ったため、様々な特攻対策を準備して沖縄に侵攻した。そのなかのひとつが、半径100㎞の巨大な円周上に主力艦隊や輸送艦隊を包み込むようして、レーダーピケット艦を配置して、レーダーピケットラインを張り巡らすというものであったが、想定を超える特攻機の数に、レーダーピケットライン自体が特攻機の猛攻を受けることとなってしまい、レーダーピケット艦のうちの1艦であった駆逐艦「コルホーン」のレーダー担当士官は「これは大変だ、何機いるだろうか」と叫んだ直後に、40機の特攻機に僚艦の駆逐艦「ブッシュ」と集中攻撃され、2隻とも2機ずつの命中と多数の至近弾を浴びて沈没、「ブッシュ」の艦長兼第98駆逐艦隊司令J.S.ウィリス中佐以下多数の将官と将兵が戦死している。また、特攻機対策として、各空母の艦上爆撃機や艦上攻撃機を減らして大量に搭載された艦上戦闘機が特攻機を迎撃して大量に撃墜したが、それでも355機の特攻機の内200機までに沖縄周辺海域への突入を許して、アメリカ海軍は多大な損害を被った。
日本軍は菊水1号作戦で戦艦2隻轟沈を含む69隻撃沈破という驚異的な戦果を挙げたと報じたが、アメリカ軍の記録では駆逐艦3隻、重砲の大口径砲弾7,600トンを満載したビクトリー船2隻、戦車揚陸艦1隻撃沈、正規空母「ハンコック」、戦艦「メリーランド」大破などの34隻撃沈破であった。日本軍の戦果報告は過大ではあったが、実際にも連合軍に多大な損害を与えたことには変わりなく、この成功で特攻作戦への自信を深めた日本軍は、こののちも10回に渡って菊水作戦を続けていくことになる。
この空海からの反撃にあわせて、第32軍も第10方面軍の指導で再び総攻撃実施を決定していたが、またも港川方面への陽動部隊接近に惑わされ出撃を中止した。同時期には中国方面航空作戦を担う陸軍第5航空軍から派遣された、独立飛行第18中隊分遣隊の一〇〇式司令部偵察機「新司偵」III型甲が、沖縄本島のアメリカ軍占領下飛行場および洋上の機動部隊に対する強行偵察に成功し、鮮明な航空写真を沖縄方面航空作戦を担う第6航空軍にもたらした。占領された沖縄の飛行場には、大量のアメリカ軍機が配備されて日本軍の航空作戦の最大の障害となり、陸軍航空隊の重爆撃機や海軍航空隊の陸上攻撃機、夜間戦闘機隊芙蓉部隊による執拗な攻撃が行われていくこととなった。

### 沖縄本島北部の戦い

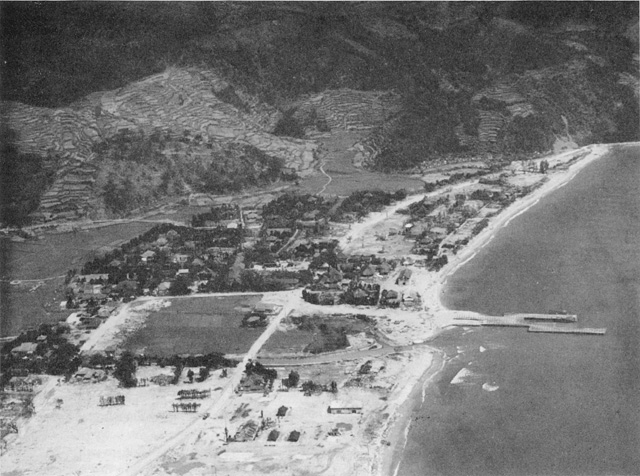
名護市街（1945年4月）

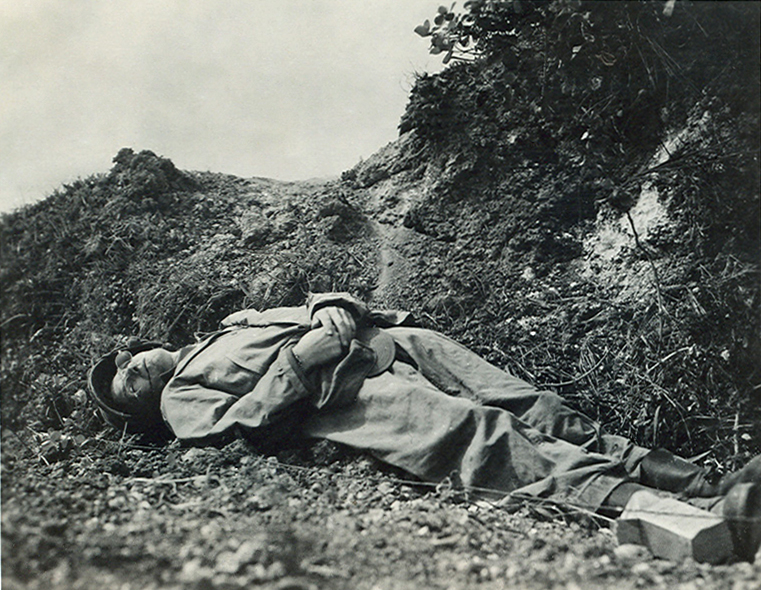
伊江島で戦死した直後の従軍記者アーニー・パイル。

日本軍第32軍の作戦計画では本島南部を主戦場とすることになっていたため、北部（国頭地区）には独立混成第44旅団の第2歩兵隊主力（1個大隊）程度しか配備されていなかった。これに対してアメリカ軍は第6海兵師団を主力として攻撃をかけた。八重岳などの山地帯に拠って日本軍は抵抗したが、4月18日に本部半島突端に達し、22日までに制圧が完了した。
この戦闘での第6海兵師団の損害は、戦死・行方不明243人、負傷1061人であった。なお、北部は住民の避難地域に指定されていたため推定8万人 の住民が県内疎開してきており、アメリカ軍の管理下に入ることとなった。ただし、北部にいた住民のうち、かなりの者はアメリカ軍の北上後に山中に逃れて南進し、すぐには収容所に入らなかった。
4月16日に、アメリカ軍第77歩兵師団は、本島の北西海上に浮かぶ伊江島に飛行場と海上防空用のレーダーサイトを設置するため上陸した。伊江島には、独立混成第44旅団第2歩兵隊第1大隊650名を基幹とする日本軍守備隊2,000人（約半数は現地召集の特設部隊）が配置されていた。島民は人口8,000人のうち5,000人が残留していた。日本軍は島民多数とともに抵抗し激戦となったが、21日までに全島が占領された。アメリカ軍によれば、日本側は民間人多数を含む4,706人が戦闘により死亡し、3人が捕虜となった。アメリカ軍は218人が戦死または行方不明となり902人が負傷したほか、中戦車60両・自走砲6両が被撃破（うち完全喪失は5両）などの大きな物的損害を受けた。アメリカ軍の戦死者には、前年にピューリッツァー賞を受賞した従軍記者のアーニー・パイルも含まれていた。生き残った住民は、渡嘉敷島へ移された。
日本軍が伊江島に保有していた陸軍飛行場は、3月のうちに徹底的に破壊のうえ放棄されていた。アメリカ軍は復旧作業を進め、5月10日までに最初の戦闘機隊を伊江島飛行場へ進出させた。滑走路・誘導路・レーダーサイトが完成したのは5月中旬で、その後も工事は続き、6月14日までに3個の戦闘機隊と1個の夜間戦闘機隊が展開している。

### 沖縄本島南部の戦い
第32軍の方針は前述の通り「軍主力は沖縄本島南半部を徹して国頭郡山岳地区に転位して戦略持久を策する」 との首里地下に置かれた司令部を中心とした沖縄本島南部での持久戦術であり、沖縄戦のほとんどの期間が南部攻略に費やされた。その為、南部での戦いを前・中・後期に分け記述する。

なお、本節以降の戦闘詳報については他の記事も併せて読まれることを推奨する。

### 沖縄本島南部の戦い前期 嘉数高地陥落まで

#### 首里戦線前衛陣地の戦い
南部のアメリカ軍の進撃は順調で、当初は予定通りのスケジュールで前進していた。日本軍の抵抗が少なかった為、第10軍の現地指揮官の中には日本軍の抵抗が既に崩壊してると感じている者もいて、そのような現地の空気を反映してか、海軍上陸軍司令官リッチモンド・K・ターナー中将が太平洋艦隊司令チェスター・ニミッツ大将に「私の頭がおかしくなったのかもしれないが、当地における日本軍は戦闘を行う意思がない模様である」と冗談まじりに報告したほどであったが、ニミッツは報告書の訂正を求めている。ニミッツはペリリューの戦いや硫黄島の戦いでの苦戦の経験から、日本軍の島嶼防衛の戦法を熟知しており、日本軍は艦砲射撃を浴びながら海岸線を防衛することを避けて、内陸部でアメリカ軍に出血を強いる戦法をとってくると確信していた。

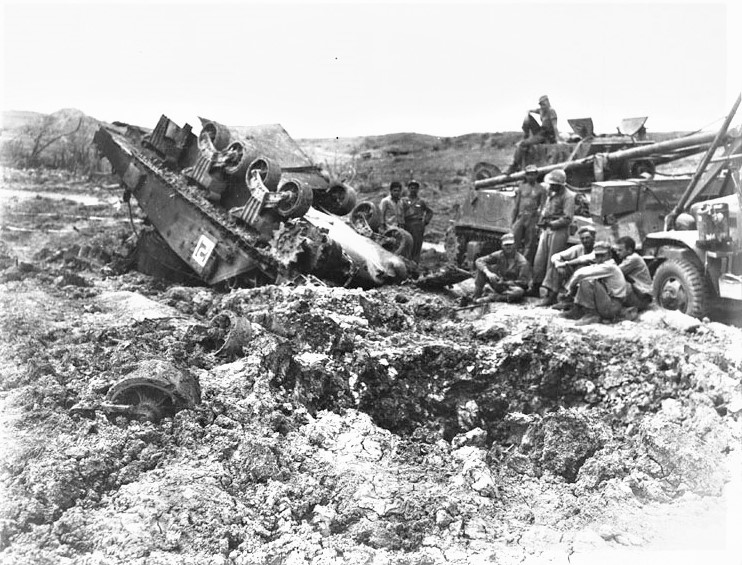
撃破されたM4中戦車

第32軍は飛行場付近の平地の防衛を実質的に放棄していたが、賀谷與吉中佐に率いられた第62師団独立歩兵第12大隊（賀谷支隊）をアメリカ軍の進撃を遅滞させる目的で配置している。賀谷支隊はわずか1,000名の戦力で数万のアメリカ軍と対峙することとなったが、指揮官の賀谷はこの戦いに際して部下将兵に「通常は防御は3倍の敵に対すると言うが、今度の戦闘は何十倍という常識を越えた敵に対する戦闘で、既に常識外れの戦闘だ」「自分と自分の部下の命、国を護るため最善を尽くさなければならない、大敵といえども恐れず、最善を尽くすことのみを考えよ」と訓示している。賀谷支隊の将兵は「酒と女には弱いが戦には強い」と指揮官の賀谷を慕っており、日中は既設の陣地に入って進撃してくるアメリカ軍と戦い、夜に移動して後方の新しい陣地に入って翌朝に進撃してくるアメリカ軍を足止めするといった戦術を粘り強く続けた。賀谷支隊は5日朝に第62師団の主陣地隊まで戻ったが、半数の将兵を失いながら、アメリカ軍の戦車10輌撃破と600名の敵兵を倒したと報告しており、同時に第62師団主力に「砲兵主力の協力さえあれば、米軍恐れるに足らず」との戦訓も報告し、師団の士気を大いに高めている。このように、沖縄戦南部の戦いの序盤は賀谷支隊が孤軍奮闘し、圧倒的なアメリカ軍相手に4月2日〜5日まで野嵩および新垣のラインでアメリカ軍の進撃をよく阻止して、十分に進撃遅滞の任務を全うしている。
アメリカ軍は日本軍の抵抗を排除しながら首里（現那覇市の一部）の司令部を目指して南進するが、海岸線での防衛戦を避け内陸で上陸軍を待ち構えていた日本軍に丘陵地形で進撃を止められた。その前哨基地は、ピナクル（日本軍呼称「161.8高地」）にあったが、4月5日にはアメリカ軍がピナクルに達した。同高地を防衛する独立歩兵第14大隊第一中隊（谷川中隊）を主力とするわずか150名の日本軍は、構築した地下陣地を活用し圧倒的なアメリカ軍の攻撃を7〜8回撃退したが、アメリカ軍は地下陣地に爆薬から黄燐手榴弾までを使用して攻撃、谷川中隊の生存者はわずか30名と為り撤退、6日にはピナクルはアメリカ軍の手に墜ちた（ピナクルの戦い）。
アメリカ軍はその後全線に渡って進撃を開始したが、4月7日には各所で日本軍の頑強な陣地に阻まれ、進撃は停止した。第7歩兵師団はレッドヒル（日本軍呼称「北上原陣地」）を攻撃したが、歩兵と援護の戦車10両と装甲車5両のアメリカ軍部隊に対し、日本軍は対戦車地雷と梱包爆弾により戦車3両をたちまち撃破、アメリカ軍歩兵を擲弾筒などによる砲撃と機銃掃射で後退させ、戦車を孤立させたのちに戦車を肉弾攻撃し撃退している。沖縄戦において、重火器を含む総合的な火力では、圧倒的優勢であったアメリカ軍だったが、こと近距離の歩兵戦では、日本軍に火力で遅れをとることもあった。日本軍の歩兵部隊が小隊規模で擲弾筒を装備していたのに対して、アメリカ軍歩兵は中隊規模でも同様な支援火器はなく、また分隊レベルの支援火器が日本軍は軽機関銃であったのに対し、アメリカ軍はブローニングM1918自動小銃であり、弾倉が20発の容量と少なく、また銃身交換が容易にできず、射撃の持続性で軽機関銃に劣っていた。日本軍が沖縄戦で主に使用した九九式軽機関銃の1分間の発射速度は約800発で、M1918自動小銃やアメリカ軍の主力機関銃ブローニングM1919重機関銃の約2倍の発射速度であり、九九式軽機関銃の甲高い発射音はアメリカ軍兵士に女性の叫び声のように聞こえて恐れられた。そして、第32軍には、フィリピンに送られるはずだったこの九九式軽機関銃や九二式重機関銃が第10軍より大量に支給されており、第32軍の各師団は通常の編制より火器の装備密度が高かった。この豊富な火力によりアメリカ軍の歩兵と戦車を分離させて撃破する戦術は、沖縄戦では他の戦闘でも多用され、アメリカ軍は速射砲や機銃陣地の火力支援を受け、その前面で爆薬で戦車に決死攻撃をかける日本兵が潜む塹壕を「蜘蛛の穴」と呼んで警戒することとなった。
4月3日の戦況上奏の際に、昭和天皇（大元帥）が梅津陸軍参謀総長に対し「（沖縄戦が）不利になれば今後の戦局憂ふべきものあり、現地軍は何故攻勢に出ぬか」と下問した。その下問を受けて梅津は「第32軍に適切な作戦指導を行わなければならぬ」と考え、大本営陸軍部は第32軍に対しアメリカ軍に奪われた北・中飛行場の奪回を要望する電令を発した。さらに沖縄戦を最後の決戦と位置づける連合艦隊からも、北・中飛行場を奪還する要望が第32軍に打電されている。これらの督促を受けて、長第32軍参謀長は攻勢を主張、八原高級参謀は反対するも、牛島軍司令官は北・中飛行場方面への出撃を決定した。4月8日と12日に日本軍は夜襲を行ったが、第62師団の2個大隊が全滅するなどかえって消耗が早まった。夜襲失敗の状況などを考え、13日には第32軍の方針は一旦は八原高級参謀主張の持久方針に固まった。

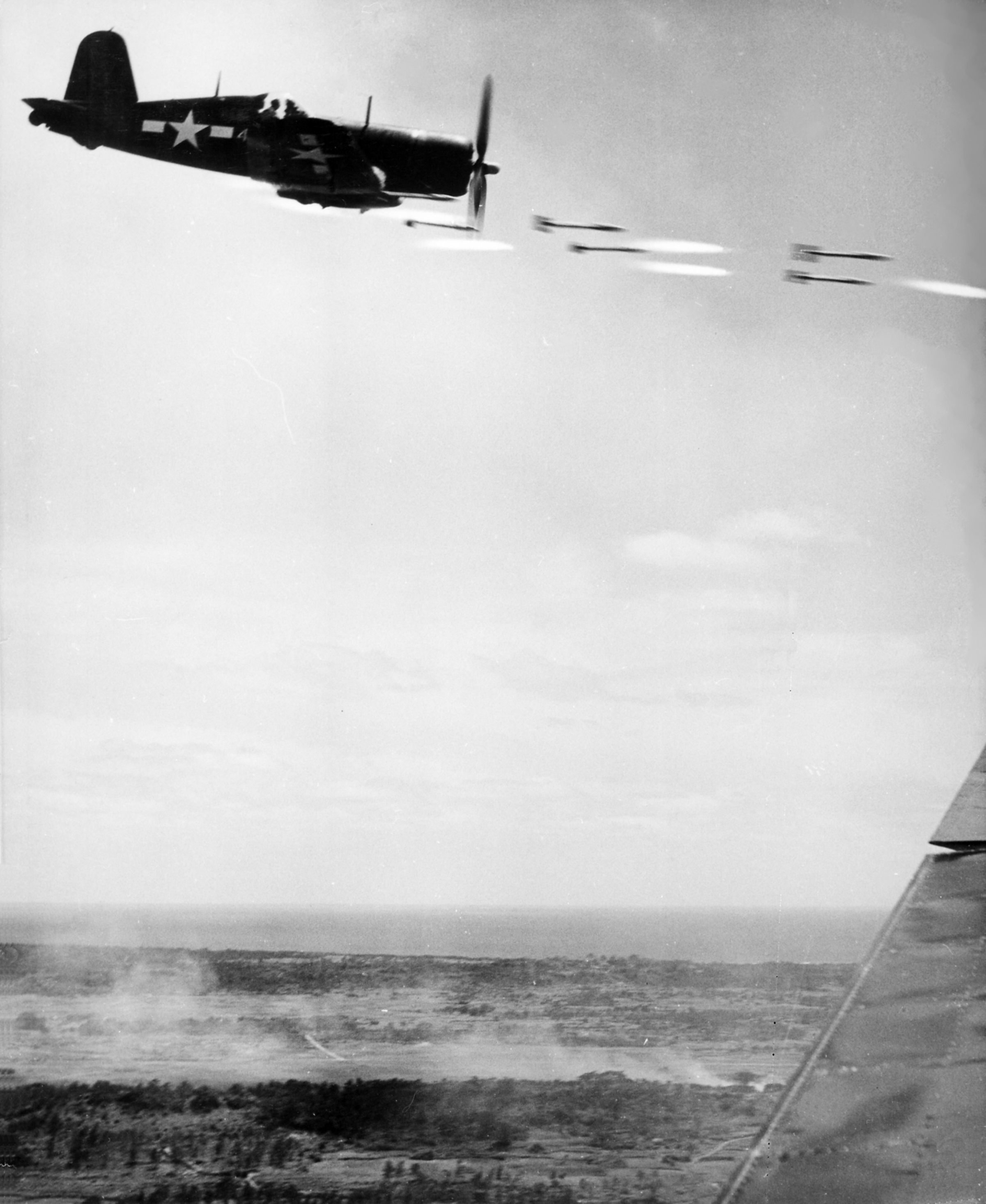
日本軍をロケット弾で攻撃するF4Uコルセア

ジョン・リード・ホッジ少将率いる第24軍団の第7歩兵師団と第96歩兵師団の2個師団は、日本軍の激しい抵抗に苦戦し、4月8日〜12日までに合計2,880名の死傷者を出したが 宇地泊高地、嘉数高地、和宇慶高地を結ぶラインに構築された日本軍の首里前面の防衛線に達していた。4月19日にホッジ軍団長は、第10軍直轄予備隊である第27歩兵師団を増援に追加した配下の3個師団に対して、嘉数と和宇慶高地を速やかに攻略し、首里の中枢まで一気に進撃する作戦を命じた。
19日は夜が明けるやアメリカ陸海軍の航空機650機がナパーム弾で日本軍の陣地を爆撃、戦艦5隻、巡洋艦6隻、駆逐艦6隻が艦砲射撃を加えた。限られた区域にこれほど激しい砲爆撃がくわえられたことは太平洋戦争では初めてであったが、その後さらに重砲による19,000発の砲撃が加えられた。第24軍団はこの集中砲爆撃で日本軍陣地を破壊できたものと確信していたが、実際は巧妙に構築された日本軍の陣地にほとんど損害はなかった。強固な日本軍の陣地の中でも、第96歩兵師団が攻撃した嘉数高地が、地形要因にも恵まれもっとも強固な陣地となっていた（嘉数の戦い）。第96歩兵師団は隣接して進撃する第27歩兵師団から戦車の支援を受けながら、嘉数高地および隣接して一体の陣地を形成している西原高地に猛攻を加えたが、日本軍の激しい砲撃と機関銃の射撃で歩兵に死傷者が続出し足止めされ戦車が孤立すると、巧みに隠され配置されていた一式機動四十七粍速射砲の集中砲撃を受け、反撃する間もなく次々と撃破された。特に嘉数村落附近が最大の激戦となり、日本軍は速射砲の他に、10㎏の爆薬を詰めた段ボール大の木箱を抱えた日本兵が戦車に体当たりしてきた。19日の1日だけで日本兵の体当たり攻撃で6輌のM4中戦車が撃破されたが、この体当りで履帯を破壊されて擱座した戦車に日本兵が群がり、ハッチを開けて車内に手榴弾を投げ込み戦車兵を全て殺傷したため、爆薬箱を抱えた日本兵はアメリカ軍戦車にとって大きな脅威となった。結局この日に嘉数高地を攻撃した30輌の戦車の内22輌が完全撃破され、無事に帰還したのは8輌に過ぎなかった。
和宇慶高地を攻撃した第7歩兵師団も日本軍の猛攻にほとんど進撃できず、この日唯一前進した第27歩兵師団の歩兵も、前進できたのは日本軍がいなかった低地帯のみで、日本軍の抵抗線に差し掛かると前進は止められた。結局この日のホッジ軍団長の作戦は失敗に終わり、第24軍団全体では720名の死傷者を出す大損害を被って撃退される結果に終わった。
この後も嘉数高地を強行を続けた第96歩兵師団は多大な出血を強いられる事になった。日本側はその強固な陣地を最大限活用し、主陣地を守備した第62師団が激しい抵抗をしている。4月21日にホッジ軍団長は第27歩兵師団副師団長ウィリアム・B・ブラフォード准将に嘉数高地攻撃の指揮を委ねたが、21日～22日にかけて日本軍は激しい砲撃を加え、陣地を出て夜襲をかけてきたため、逆にブラフォードは第24軍団に予備1個大隊の増援を頼み、戦線を辛うじて維持した。
19日の総攻撃失敗以降、アメリカ軍は嘉数以外への日本軍陣地にも艦砲射撃を含む砲爆撃を徹底的に浴びせ、多数の戦車を伴い、防衛線全線に渡って攻撃を継続していた。特に、ペリリュー島の戦い以降、日本軍陣地の攻撃手段として行ってきた「ブロートーチ（溶接バーナー）と栓抜き作戦」 での陣地攻撃により、善戦していた日本の第62師団も大きな損害を被っていた。
第62師団は歩兵旅団を2個統合して編成された師団で、師団砲兵も持たず、日本軍の師団の中では三流と評されていたが、大陸打通作戦で実戦経験を積み、特に山岳戦の経験が深い精強な師団となっていた。師団将兵らの合言葉は「見敵必殺、玉砕御免」で、地下壕内の陣地で頑強に戦い、アメリカ軍3個師団を相手に善戦し大損害を与えていた。牛島は第62師団に感状を授与し、中でももっとも善戦した第63旅団の旅団長中島徳太郎少将は中将に昇進している。22日まで日本軍はアメリカ軍に1日あたり1ｍの進撃も許さなかったが、19日〜23日までの激戦で第32軍も戦死2,490名負傷2,665名の損害を被っており、日本軍の防衛線は全線で綻び始めていた。第32軍司令部は、アメリカ軍が南部から再上陸し、防衛線の背後を突いてくるという懸念から、喜屋武半島の第24師団と知念半島の混成旅団ら軍主力を、警戒のため現地に留めていたが、八原は22日に、軍主力を首里防衛線に投入することを決断し、第24師団と独立混成第44旅団に北上を命じた。23日には戦線整理として、第62師団に撤収と陣地変換を命じている。
その頃、ホッジ軍団長は嘉数高地を一気に攻略するため、配下の3個師団から精強な4個大隊を選りすぐり、それに戦車、火炎放射戦車、自走砲、自走榴弾砲を支援につけ特別部隊を編成しブラフォードを指揮官とした。この部隊は指揮官の名前から『ブラフォード特攻隊』と呼ばれ、24日の朝から遮二無二嘉数高地を目指したが、日本軍は戦線整理のため既に撤退しており、ブラフォード特攻隊は大した抵抗も受けずに24日中に嘉数を確保した。

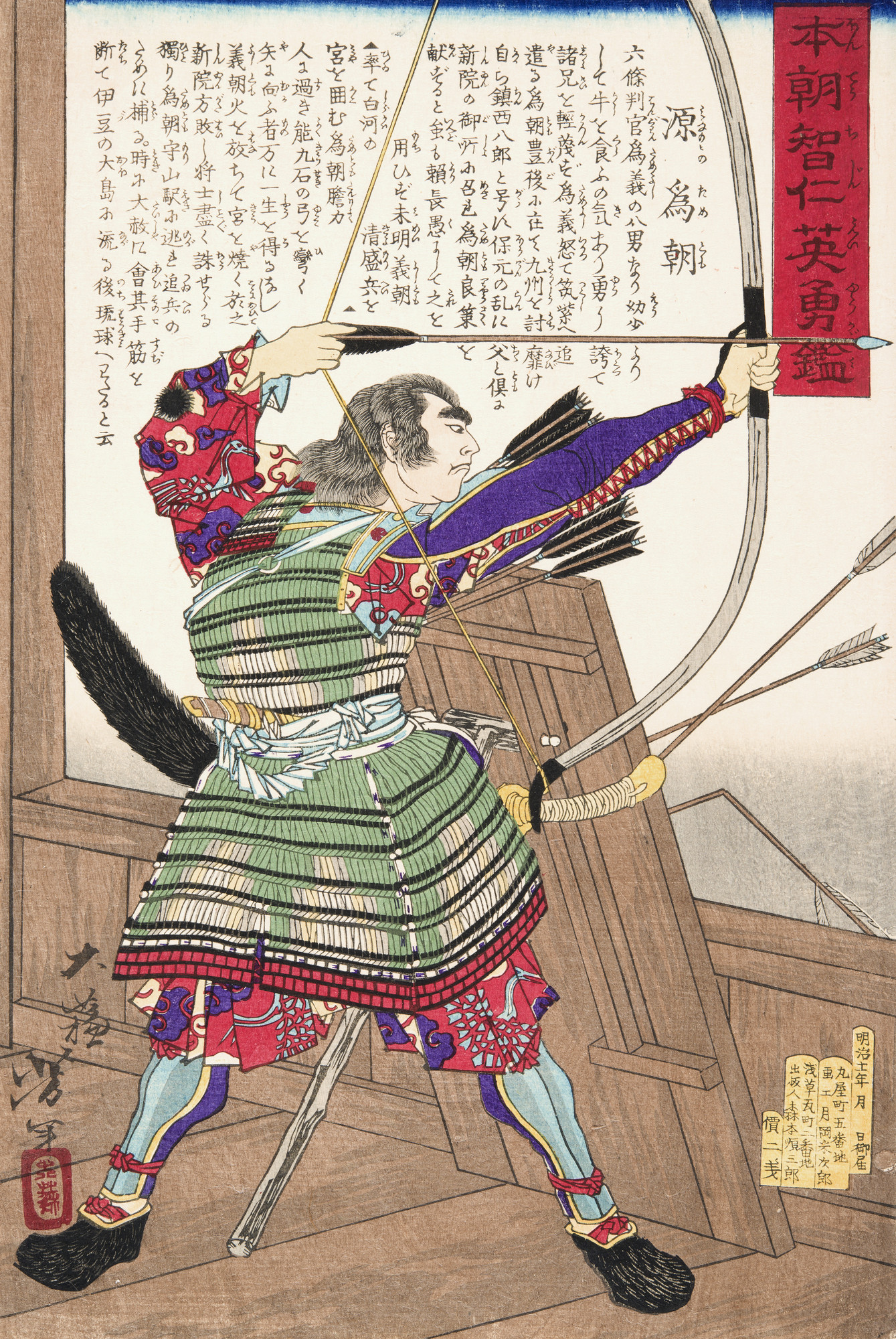
「為朝岩」は琉球へ逃れたとされる為朝伝説にあやかり、大正時代に名付けられた。

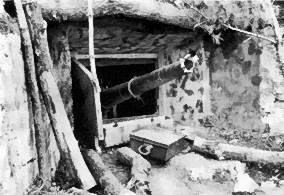
撃破された日本軍のトーチカ

撤退した第62師団はまた速やかに防衛線を構築しており、今までを上回る激戦が各地で戦われた。特に撤退した第62師団の3個大隊と増援の第24師団の歩兵第32連隊が護る前田高地が激戦地となった（前田の戦い）。4月26日に嘉数高地で痛撃を受けていた第96歩兵師団が猛烈な支援砲撃の後に前田高地への攻撃を開始したが、日本軍の防衛陣地は完璧に構築されており、日本軍は丘の前面には陣地を置かず、アメリカ兵が丘を登り切ったところで猛烈な攻撃を加えてきたため、死傷者が続出し丘の麓に撃退された。「為朝岩」（米軍名ニードルロック）にもアメリカ兵が人間梯子をかけて登頂しようとしたが、日本軍の機関銃に狙い撃たれ、登りきることはできなかった。4月29日には日本軍が反撃に出てきて、アメリカ軍は戦車と火炎放射器で数百名の日本兵を殺傷したが、アメリカ軍の損害も大きく、前田高地を攻撃してきた第381連隊は戦闘能力60％を失い、死傷者も1,021名に上っており、中には通常40人の定員に対し、4人しか残っていない小隊もあるほどだった。あまりの損害にホッジ軍団長は第96歩兵師団を慶良間諸島・伊江島を転戦してきた第77歩兵師団と交代させた。兵の多くは消耗しきっていて、彼らを後方に運ぶため、丘の下でトラックが待っているにもかかわらず、そこまで兵器をもっていく気力さえ失っていた。その後第77歩兵師団も大きな損害を被りながら5月6日にようやく前田高地を占領した。前田高地の戦闘でもっとも活躍したのはデズモンド・T・ドス衛生兵で、信教上より武器を持つことはなかったが、常に最前線で負傷兵の救護に当り多くの将兵の命を救ったため、名誉勲章（メダル・オブ・オナー）を授与されている。
第27歩兵師団は城間北部の高地の攻略を目指していたが、城間北部の日本軍防衛線の中枢となる堅牢な地下要塞（アメリカ軍はアイテム・ポケットと呼称）の攻略に手間取っていた。アイテム・ポケットはアメリカ軍の激しい砲爆撃にもびくともしていなかったが、第27歩兵師団の第165連隊は多数の死傷者を出しながら、アイテム・ポケットを包囲し四方八方から攻撃してようやく4月26日に攻略した。第27歩兵師団副師団長グリンナー准将は第165連隊のケーリー大佐の進撃速度の遅さと、その杜撰な指揮ぶりに憤慨し、ホッジ軍団長にケーリー大佐の連隊長解任を申し出し許可された。第27歩兵師団も、第96歩兵師団と同じように、この後、沖縄本島中部で日本軍の掃討にあたっていた第1海兵師団と交代している。
これらによりアメリカ軍はようやく首里防衛ラインの外郭を突破し、対する日本側第32軍は第24師団と独立混成第44旅団主力も順次防衛線に配置され、後退した第62師団と合わせて防衛線を再構築した。

#### アメリカ陸海軍の不協和音

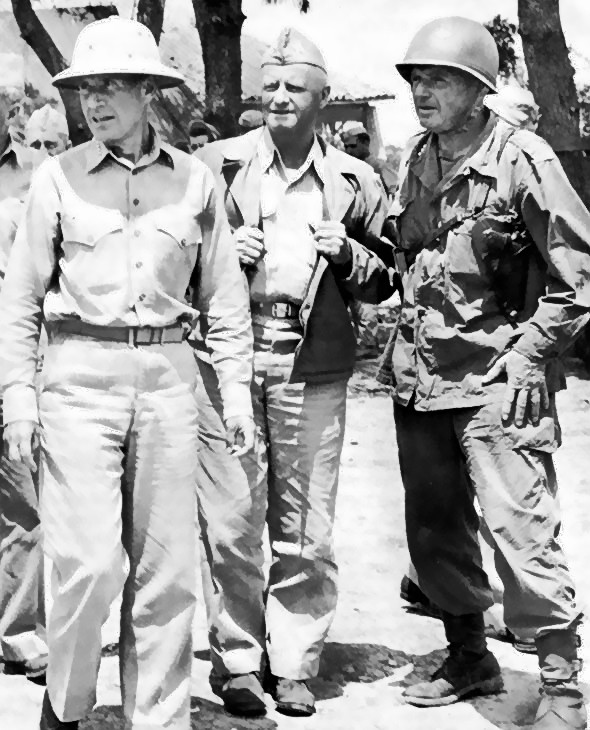
沖縄戦の陸海軍司令官、左からレイモンド・スプルーアンス、チェスター・ニミッツ、サイモン・B・バックナー・ジュニア

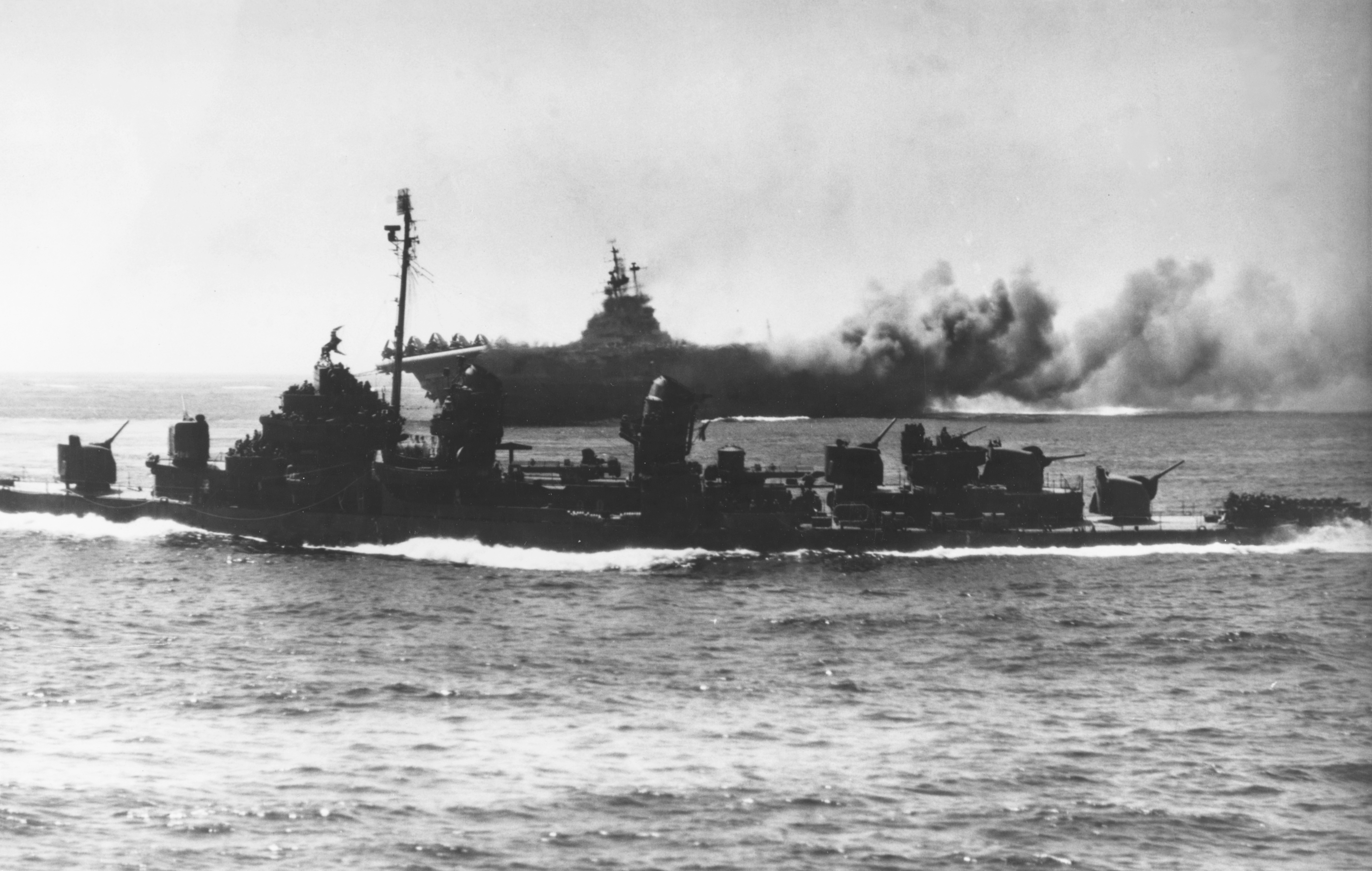
1945年4月16日、特攻機の命中で炎上する正規空母イントレピッドを見守るアメリカ軍駆逐艦

嘉数高地で陸軍が苦戦している間、沖縄沖合でアメリカ海軍艦艇は日本軍の特攻を主力とした激しい攻撃に曝されており、4月中に20隻の艦船が撃沈、157隻が撃破されて、アメリカ海軍将兵の戦死・行方不明者1,853名、戦傷者2,650名に達する大きな損害を被っていた。太平洋艦隊司令長官は、1945年4月12日に戦況報告のため腹心のフォレスト・シャーマン太平洋艦隊司令部戦争計画部長を沖縄に派遣したが、その際にアーネスト・キング海軍作戦部長に「直衛艦艇と哨戒艦艇を1隻ずつ狙い撃ちにする特攻機により、現在受けつつあり、また将来加えられると予想される損害のため、スプルーアンスとターナーは2人とも、（アメリカが）投入可能な駆逐艦および護衛駆逐艦全てを太平洋に移動する必要がある点を指摘している。我が軍の艦艇は特攻機に打ち勝って生き残ることができるような感じはするが、今後数か月入手可能な全直衛艦艇が我々にとって必要となるだろう。」と戦況報告している。
ニミッツは、陸軍の進撃速度のあまりの遅さに、バックナーは陸軍の損害を軽減させるために、海軍を犠牲にしてわざと慎重な手法を使っていると疑っており、現場の指揮には口を挟まないという方針を崩して、バックナーの作戦指導に介入する為に4月22日にアレクサンダー・ヴァンデグリフト海兵隊総司令官を連れて、自ら沖縄に出向いている。バックナーは慎重な作戦を好んだが、海軍や海兵隊よりは積極性に欠けるとの評価で不満が燻っており、普段温厚なニミッツも、会談中にあまりにも慎重なバックナーの姿勢に激高し「他の誰かを軍司令官にして戦線を進めてもらう。そうすれば海軍はいまいましいカミカゼから解放される」と詰め寄っている。
この際にニミッツとヴァンデグリフトが提案したのは、頑強な日本軍防衛線の背後に、サイパンで待機中の第2海兵師団の残存部隊を上陸させて、防衛線の背後をつくというものであり、レイテ島の戦いのオルモック上陸作戦での成功を再現できると海兵隊も乗り気であった。
しかし、バックナーは4月6日に特攻により2隻の弾薬を満載したビクトリー型輸送艦が撃沈されたことにより、火砲の弾薬が不足しており、新たな上陸作戦で第2の戦線をつくりだすと、補給システムが崩壊することを懸念したため、この作戦提案に同意しなかった。 なおも、第6海兵師団レミュエル・C・シェパード師団長は「第2海兵師団なら外部の補給線がなくとも30日間は持ち堪える」「彼らならやれる。やらしてほしい」と直談判したが、バックナーは、海兵隊が上陸を計画していた港川周辺の海岸は絶壁に阻まれており、日本軍砲兵隊の眼下に上陸することになると考え｢そんなことをしたらアンツィオ上陸作戦より酷い事になる」と説き、海兵隊の申し出を却下した。
バックナーは1943年に司令官として、アッツ島の戦いといったアリューシャン列島奪回作戦を圧倒的物量の投入による正攻法で成功させた為、沖縄戦についても正攻法を貫き通す意向であった。 しかし、戦後にアメリカ軍から尋問された八原が「5月までには南部海岸の防衛の望みはなくなっており、米軍がなぜ上陸作戦を行わないのか、第32軍幕僚の中でも話題になっていた」と当時の日本軍の状況を語っており、このバックナーの選択はアメリカ陸軍戦史家から、戦況を一気に変える可能性がある日本軍防衛線背後への強襲上陸の提案を拒否したのは歴史上の転機になったと評された。
スプルーアンスは、配下の艦隊のあまりの特攻被害に「特攻機の技量と効果および艦艇の喪失と被害の割合がきわめて高いので、今後の攻撃を阻止するため、利用可能なあらゆる手段を採用すべきである。第20空軍（アメリカ陸軍航空軍）を含む、投入可能な全航空機をもって、九州および沖縄の飛行場にたいして、実施可能なあらゆる攻撃を加えるよう意見具申する」 という戦況報告と、陸軍航空軍戦略爆撃機部隊のB-29などによる航空支援の要請を行っている。カーチス・ルメイ少将は、B-29は日本の都市を焼夷弾で絨毯爆撃することが戦争遂行に最も寄与することと考えており、B-29を戦術爆撃任務に回すことに難色を示したが、スプルーアンスの懇願を受けたニミッツの強い要請により、B-29の戦力の75％、延べ2,000機が、日本の都市や工業地帯への絨毯爆撃から、 九州の航空基地の攻撃に振り向けられ、一時的ではあったが、本土の大都市や工業地帯の爆撃による被害が軽減されている。
しかし、B-29は分散していた特攻機に損害を与えることができず、九州や台湾の航空基地にすぐに埋め戻される穴を開けたに過ぎなかった。陸軍航空軍の働きに失望したスプルーアンスは「彼ら（陸軍航空軍）は砂糖工場や鉄道の駅や機材をおおいに壊してくれた」と皮肉を言い、5月中旬にはルメイへの支援要請を取り下げて、B-29は都市や産業への戦略爆撃任務に復帰している。
スプルーアンスは、陸軍航空軍がほとんど成果を挙げなかったと考えており、下記のように自分らを苦しめている特攻と対比し非難している。
一方で、スプルーアンスに非難されたルメイも「B-29は戦術爆撃機ではなく、そんなふりをしたこともない。我々がどんなに飛行場を叩いても、カミカゼの脅威をゼロにすることはできなかった。」と自らの飛行場爆撃の効果を疑問視していた。
以上の通り、沖縄戦では海軍が特攻を主体とする日本軍の航空攻撃により大きな損害を被る一方で、陸軍が日本軍の激しい抵抗により容易に進撃できず、海軍に余裕がなくなり陸軍への不信感を増大させていた。

### 沖縄本島南部の戦い中期・日本軍総攻撃の失敗・首里防衛線崩壊まで

#### 鈴木内閣総理大臣のラジオ放送
4月26日19時45分。鈴木貫太郎内閣総理大臣は次のようにラジオ放送した。
「沖縄全戦域に一致団結して全員特攻敢闘せらるる将兵各位並びに官民諸君、私たち一億国民は諸士の勇戦敢闘に対し、無限の感謝をささげている。中略。我が肉弾による特攻兵器の威力に対しては敵は恐怖をきたしつつたる。今後日本独特の作戦に対して、敵の辟易することは火を見るよりも明らかである。私は諸君らがこの神機をつかみ勝利への鍵を確かと握られることを期待してやまぬ。」
鈴木首相の放送は、特攻勇士と第32軍将兵を讃え、本土決戦に備える国民を奮え立たせる内容であった。

#### 日本軍総攻撃

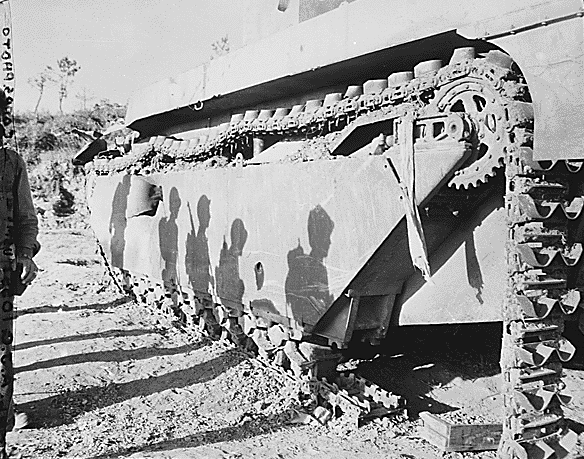
撃破されたLVTの横を進む第6海兵師団兵士

第32軍は夜襲失敗以降は、八原高級参謀の持久戦術により、アメリカ軍に多大な損害を与えて進撃を遅滞させてきたが、損害は増大し主陣地も逐次圧迫され、第32軍首脳部は今後の戦況の推移に憂慮していた。4月29日に長勇参謀長は八原ら参謀を集め「今後の戦況の見通しと軍の攻勢」について幕僚会議を開いた。その席で長は「現状をもって推移すれば、軍の戦力は蝋燭のごとく消磨し、軍の運命が尽きることは明白、攻撃戦力を保有している時期に攻勢を採り、運命の打開をすべき」と反転攻勢を主張した。
八原は「攻勢をとれば全滅の運命は必至という状況を冷静に受け入れ、今までの戦略持久を堅持すべきである」「防御陣地を捨てて攻勢に転じても圧倒的火力優勢なアメリカ軍を撃退することは不可能であり、失敗すれば戦略持久すら不可能となり、本土攻撃までの持久日数が短小となる」「絶対優勢な米軍に攻勢をとれば、損害の比は日本軍がアメリカ軍の5倍となる」などを強く主張し反対したが、他の参謀らは長を熱烈に支持した。日本軍の長年の伝統は攻勢至上主義であり、それを常々疑問に思っていた八原は、その伝統に捉われ攻勢に転じようとする司令部内の空気を「司令部内に、再び狂風吹き始めたり。警戒を要す」とメモに書き記している。
決定を不服とした八原は「米軍は、日本軍のことを、兵は優秀、下級幹部は良好、中級将校は凡庸、高級指揮官は愚劣と評しているが、上は大本営より下は第一線軍の重要な地位を占める人々まで、多くの幕僚や指揮官が、用兵作戦の本質的知識と能力に欠けているのではないかと疑う」と記録している。
司令官の牛島も、かねてからの中央からの督戦を気に病んでおり、長らの攻勢の意見を取り上げ同日に総攻撃を決定した。5月1日には最後まで反対していた八原を呼び「既に軍は全運命を賭けて攻勢に決したのだから、よろしく気分一新し、全軍の気勢を殺がぬよう注意せよ」と温厚な牛島にしては異例の叱責を行っている。八原はこの牛島の叱責は長の策動によるものと察し「これは、無意味な自殺的攻撃に過ぎぬものと思います。しかし、既に閣下がご決心になったことでありますので、私としては、その職責に鑑み、全力を尽くしております」と答えたが、牛島は八原の暴言に怒ることもなく「もちろん玉砕攻撃である。吾輩も、最後には軍刀を振って突撃する考えである」と言葉静かに諭した。
作戦会議決定により5月3日夜に、日本軍は反転攻勢に転じた。第32軍は、温存していた砲兵隊により5,000発のかつてない規模でアメリカ軍に砲撃を浴びせ、砲撃の支援下で第24師団と戦車第27連隊などを繰り出して普天間付近までの戦線回復を図った。船舶工兵第23、26連隊が残存の上陸用舟艇、大発動艇に乗船し海上を迂回してアメリカ軍背後に逆上陸を試みることとした。逆上陸作戦には、1945年4月27日に駆逐艦「ハッチンス」を大破放棄の戦果を挙げてからは、組織的な戦闘力を喪失していた海上挺進第26-29戦隊が、特攻艇のマルレの残存艇を使用して参加 の他に、沖縄の漁民が操縦するサバニ多数も投入することとした。第5航空艦隊司令宇垣纏は総攻撃援護のため、九州および台湾の陸海軍全航空戦力を投入することを決定、同日「菊水五号作戦」と「第六次航空総攻撃」を発令し、大量の特攻機を出撃させた。

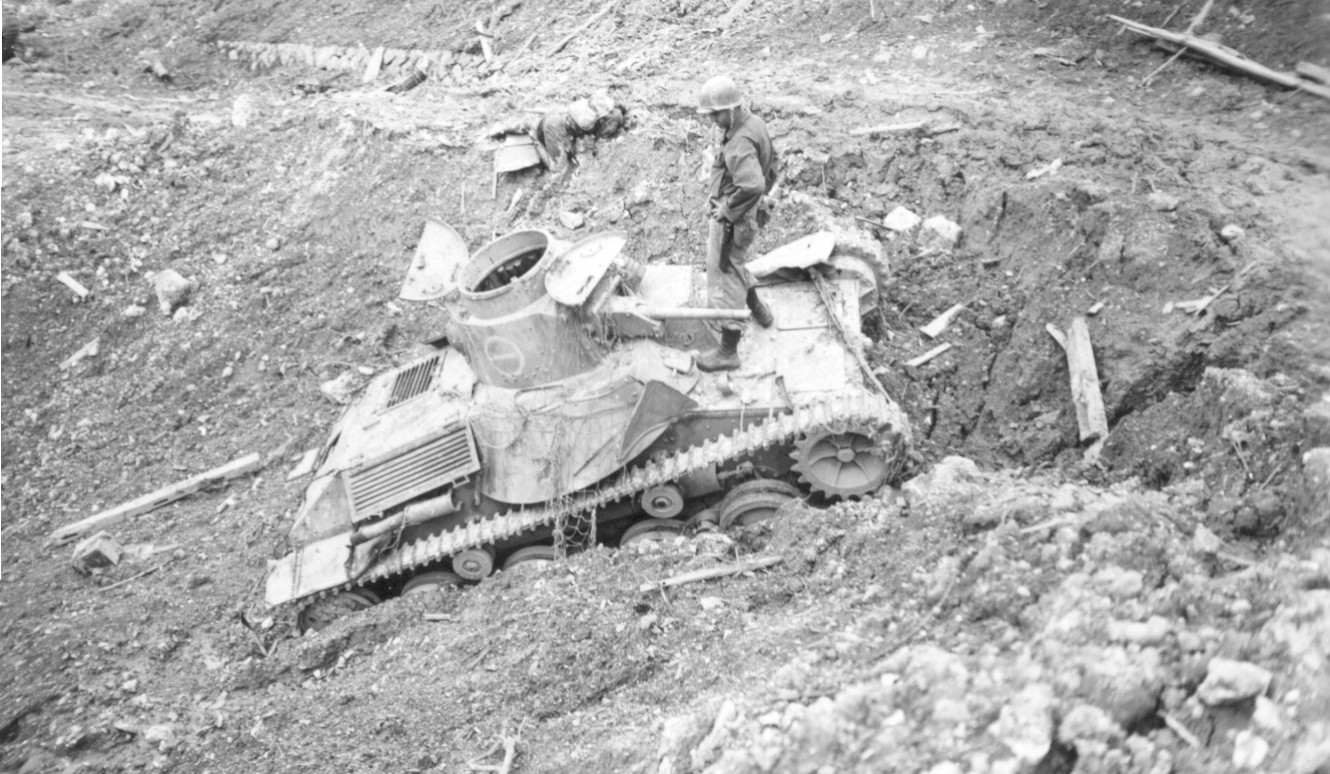
総攻撃で撃破された日本軍の九五式軽戦車

日本軍の猛烈な砲撃にアメリカ軍は一時混乱に陥ったが、あらゆる火砲や火器を集中して総攻撃してきた日本軍を攻撃し、日本兵は得意の白兵戦に持ち込む事もできずバタバタと斃された。アメリカ軍の重砲隊は日本軍の退路にも激しく砲撃し、日本軍は退路を断たれて損害が増大した。また、日本の戦車第27連隊は九七式中戦車（新砲塔型を含む）と九五式軽戦車のほとんどが撃破され、残存戦車6両となり連隊はほぼ壊滅した。
船舶工兵第23、26連隊、海上挺進第26-29戦隊などの逆上陸部隊は、東西2手に分れ逆上陸を目指すこととなったが、主力の西海岸上陸部隊（700名）が那覇桟橋を出港し、牧港と嘉手納に向け海上を進行中に、陸上のアメリカ軍の第1海兵師団の第1海兵連隊に発見された。第1海兵連隊は海上に向けて迫撃砲での砲撃を含め激しく攻撃してきたうえに、水陸両用戦車LVT(A)-1が海上まで進んできて、車載37㎜砲で兵士ごと船舶を撃沈していった。生き延びた日本兵はやむなく海岸から上陸したが、そこでも第1海兵連隊の激しい追撃により、合計443名の戦死者を出し壊滅した。それでも、第1海兵師団は背後に日本軍が上陸すると孤立してしまうため、師団は混乱し、日本軍の空挺部隊が降下してくるという偽情報に振り回され、屈強な海兵隊兵士らも、夜間に上空に飛来する航空機の音に怯えながら、一睡もすることなく朝を迎えることとなった。東海岸上陸部隊（200名）は70隻のサバニに分乗した上陸兵を20隻のマルレが援護する編成であったが、与那原を出発して中城湾を航行中に、パトロール中の駆潜艇に発見され、攻撃を受けて次々と撃沈された。その後に第7師団所属の水陸両用戦車LVT(A)-1も攻撃に加わり、サバニ部隊は壊滅した。生き残ったマルレは、中城湾に停泊していた輸送艦「カリーナ」に突入し大破させた。これが日本軍の特攻艇による最後の戦果となったが、西海岸上陸部隊も106名の兵士と多数の沖縄漁民の戦死者を出して壊滅し、東西海岸への逆上陸作戦は失敗に終わった。

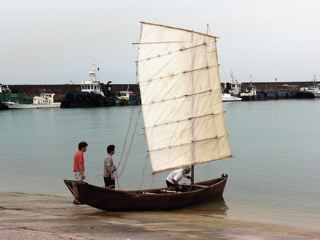
逆上陸作戦に使用された、沖縄の漁船サバニ

翌5月4日も日本軍の攻撃は続き、日本軍の砲撃は、アメリカ軍が太平洋戦線で受けたことがない規模となる13,000発にもなったが、アメリカ軍は日本軍の発砲地点を観測機により発見して効果的に反撃し、対砲兵戦により59門を破壊したと記録しており、大きな損害を被った日本軍の砲兵隊は、この後はまた隠匿した陣地に引き籠りざるを得なくなり、支援砲撃は大幅に弱体化した。昨夜に引き続き日本軍はアメリカ軍の圧倒的な火力の前に膨大な死傷者を出しながらも、一部の部隊はアメリカ軍の前線の突破に成功している。中でも前田高地で活躍していた第24師団歩兵第32連隊の第1大隊が棚原高地を奪還した。このため、アメリカ軍第7歩兵師団第17連隊は補給路を断たれることとなり、日本軍総攻撃での数少ない成果となった。これまでに日本軍の戦死者は6,237名にも及び、ほとんど無傷の予備兵力であった第24師団も大打撃をうけ、隷下の歩兵第32連隊などは戦力が30%以下となるなど大損害を被った。一方でアメリカ軍の損害は、陸軍師団で714人、第1海兵師団で352人の合計1,067人の死傷者であったが、これは攻勢反対意見を述べた際の八原の予想通りの損害比率であった。
5月4日夜には攻撃の失敗は明らかで、長をはじめ、攻勢を主張していた軍首脳部はうなだれて一言も発することができない状況だった。翌5日に、全軍玉砕覚悟し総攻撃を敢行するか否か牛島の決断がせまられたが、八原はこの時の司令部の状況を「地上戦闘に対する認識が浅い。中国軍相手や太平洋戦争初期の戦闘経験に捉われ、比較を絶する強大な火力部隊に対する心構えが乏しく不十分だ。死を賛美しすぎ、死が一切を美しく解決すると思いこんでいる」と厳しく評価している。5日に牛島は長を介さず、直に八原を呼ぶと、目に涙を浮かべながら謝罪し、今後は八原の助言を重んじると告げている。牛島はその際に「今後は一切を貴官に任せる。思う存分やってくれ」と軍の指揮を八原の方針に一任するとし、これまで対立してきた長もこの日以降は「八原、俺の切腹の時期はまだ来ないか？」と冗談とも本気ともつかぬ口癖で、八原の方針に従うようになった。八原は牛島の一任を受けると直ちに総攻撃中止の軍命令を発し、棚原高地を確保していた第32連隊第1大隊も撤退した。
総攻撃の失敗により、沖縄戦は二週間以上短縮されたと分析されているが、この結果からアメリカ陸軍は、この総攻撃の提案者の長に対し「5月4日から5日にかけての日本軍の反撃は、長より八原の戦術の方が優れている事を示した。長が自信過剰になって思い付き、不適切に実行した攻撃は、途方もない大失態だった」と厳しい評価をしている。

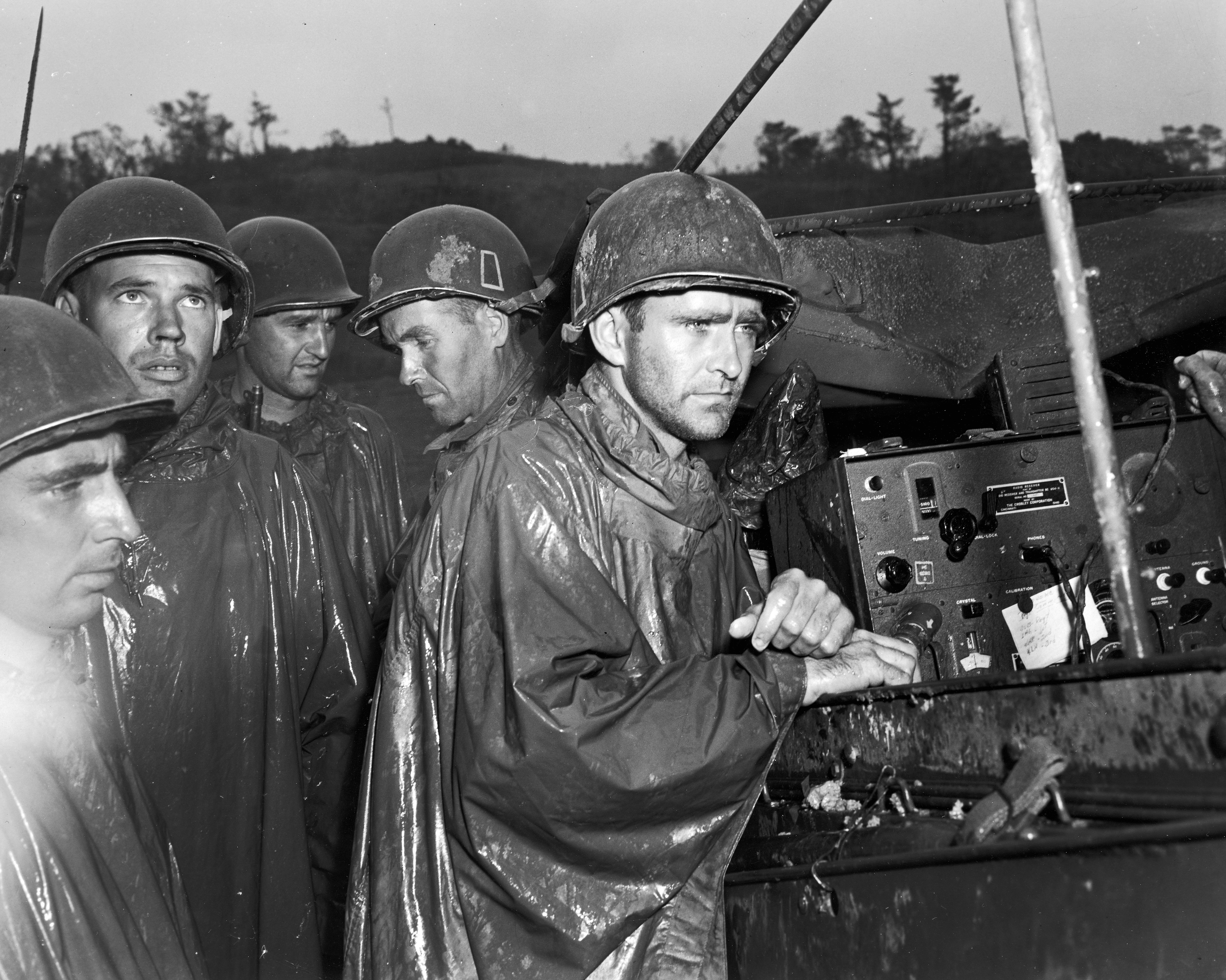
ナチス・ドイツの降伏のラジオニュースを聞く第77歩兵師団兵士

一方で総攻撃への空からの援護であった特攻は、相応の戦果を挙げており、駆逐艦「モリソン」「ルース」、中型揚陸艦LSM(R)-190およびLSM(R)-194が撃沈され、護衛空母「サンガモン」軽巡洋艦「バーミングハム」が大破するなど17隻が撃沈破され682名の死傷者を出した。この内「バーミングハム」への特攻の瞬間は、地上で戦っていた第1海兵師団からも目撃できたという。
第32軍の総攻撃失敗から数日後の5月8日にナチスドイツが無条件降伏したが、沖縄のアメリカ兵たちは誰も大して関心を払わなかった。ナチスドイツが降伏しようが、総攻撃失敗で大損害を被ろうが日本軍は今までの様に沖縄でも全滅するまで戦うだろうと確信しており、元海兵隊員で戦後に生物学者となったユージーン・スレッジは当時「ナチスドイツなど月より遠い話だ」と考えたと回想している。海兵隊員らの予想通り、この後日本軍は八原の作戦指揮の下、無謀な攻撃はせず、徹底した持久戦術をとったため、アメリカ軍の損害が増大していった。

#### 首里防衛線の崩壊

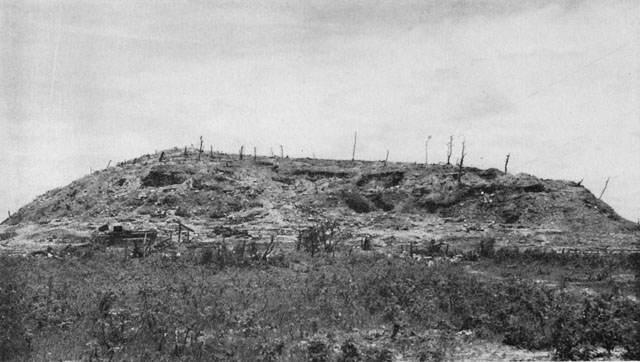
シュガーローフ・ヒル（安里52高地）

バックナー司令官は、日本軍が予備隊を使い果たした状況であるのを踏まえ、5月中が首里へ向けて総攻撃を行う好機と判断した。第6海兵師団を中心とする第3水陸両用軍団は、島北部の掃討任務を第27歩兵師団と交代して5月11日までに南へ転進した。これによりアメリカ軍は、西から順に第6海兵師団・第1海兵師団の第3水陸両用軍団、第77歩兵師団・第96歩兵師団の第24軍団を並べ、第7歩兵師団を予備隊に控えた態勢で総攻撃を開始した。
バックナーは日本軍は精鋭部隊のほとんどを総攻撃失敗で失ってしまった、という前提の上で「今度の攻勢では、特に変わった戦闘はない。新鋭師団も十分だから、1個師団は常に休養が取れる」と考え、幕僚らも「新鋭の海兵師団をもってすれば、迅速に日本軍陣地を突破できる」と楽観的な見通しを持っていた。
しかし、日本軍は牛島が、総攻撃の失敗の教訓として「首里を包含し、両翼を東西海岸に委託する現陣地に拠り、アメリカ軍の出血を強要しつつ、あくまでも持久し」 と徹底した持久作戦を指示、八原高級参謀も「我々はひたすら陣地内に潜み、可能な限り沢山の米兵を殺すべし」 と徹底しており、バックナーらの見通し通りとはならず、戦いはこれまでを遙かに上回る激戦となった。
バックナーの作戦は、首里防衛線の右翼を第3水陸両用軍団の第1海兵師団と第6海兵師団、左翼を第24軍団の第96歩兵師団と第77歩兵師団が突破し、中央の首里城にある第32軍の司令部を包囲しようというものであった。5月11日に第6海兵師団は日本軍の激しい抵抗を受けながらも安謝川を渡河し、首里西方の安里付近に進出したが、そこの三つの高地（シュガーローフ、ハーフムーン、ホースショア）の日本軍陣地に進撃を止められた。この三つの丘はシュガーローフを頂点、他の二つが底辺とする三角形を構成し侵攻軍に矛先を向け、三つの丘は相互に相補って強固な防衛線を構築していた。シュガーローフは一帯は海兵隊史上最大の激戦となり、反斜面陣地を軸とした強固な陣地を守る日本軍の独立混成第44旅団配下の部隊、独立混成第15連隊と第6海兵師団が激しい攻防戦を繰り広げた（シュガーローフの戦い）。

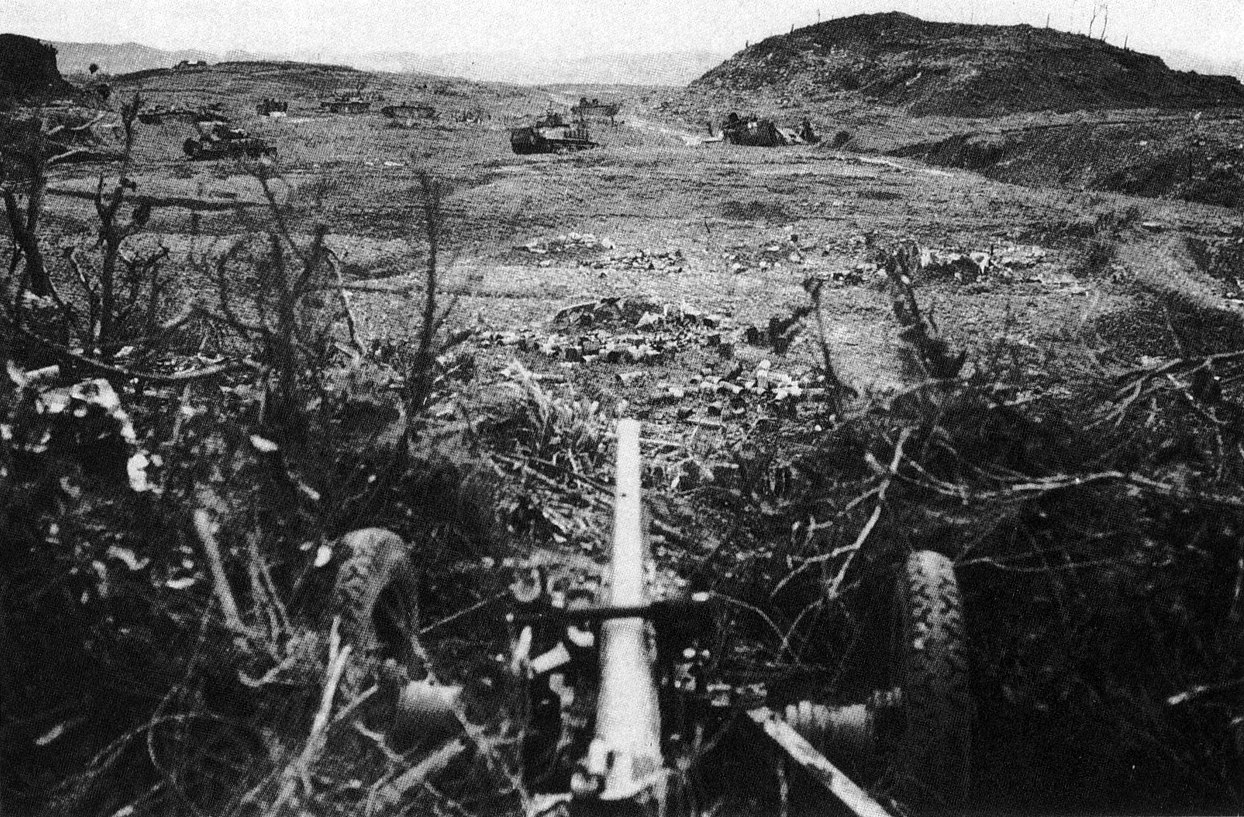
シュガーローフで撃破された一式機動四十七粍砲。その先には一式機動四十七粍砲に撃破されたM4中戦車やLVTも見える。

シュガーローフで一番の激戦となったのは5月16日であり、第6海兵師団は、2個連隊をつぎ込んでシュガーローフに対する最大規模の攻撃を仕掛けた。第29海兵連隊がハーフムーンを攻略して、シュガーローフへの側面からの砲撃を遮断し、その後に第22海兵連隊がシュガーローフを攻略するという作戦であった。シュガーローフを防衛していた独立混成第44旅団は8門の105mm野砲と4門の75mm山砲を装備し、他にも多数の速射砲（対戦車砲）や迫撃砲や擲弾筒などの火砲も併せて、進撃してくるアメリカ軍に激しい砲撃を加えている。激しい砲撃や射撃の中で、海兵隊はシュガーローフやハーフムーンに中々近づく事ができず、支援の戦車も次々に撃破された。シュガーローフの戦いでは主に対戦車地雷と一式機動四十七粍砲によって多数のM4中戦車が撃破された。M4中戦車は太平洋戦域では日本軍の対戦車装備の貧弱さもあり、理想的な働きをしてきたが、沖縄の日本軍は速射砲を巧みに擬装し、戦車を一旦やりすごした後に装甲の薄い後方から攻撃する戦法とり、M4中戦車の側面・後面装甲の薄さや、日本軍陣地に対する主砲の威力不足などの弱点が露呈した。海兵隊のM4中戦車はその弱点を補うため、ほぼ全部の車両に、鋼板やワイヤーロープを溶接したり、土嚢を貼りつけたり、縦列で進行するときは、最後尾の戦車は砲塔を後ろ向きにして警戒するなどの対策を講じていた。

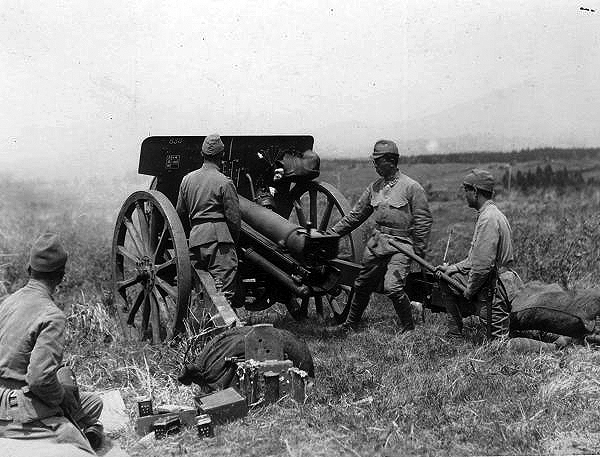
シュガーローフでアメリカ軍に大きな損害を与えた九一式十糎榴弾砲（写真は富士演習場での射撃訓練のもの）

日本軍からの激しい攻撃の中で、海兵隊1個中隊がシュガーローフの山頂に達したが、反斜面陣地で激しい砲爆撃をやり過ごした日本軍が迫撃砲を浴びせ手榴弾を投擲してきた。他の部隊はほとんど前進できていなかったために海兵中隊は孤立状態となり、周囲の日本軍から激しい射撃や砲撃を浴び、山頂をそのまま確保することが困難となり退却を余儀なくされた。多数の負傷兵が出たため、戦車とLVTで搬出しようとしたが、戦車とLVTも次々と撃破されていった。この日は深夜まで日本軍の砲撃は止まず、第22海兵連隊は戦力が40%まで落ち込み、第6海兵師団の戦史では、この日を「師団史上もっとも打ちのめされた日」と表現している。しかし日本軍の損害も多大で、この日は海軍の山口大隊が、大隊長以下ほとんどが戦死し生存者がわずか22名という状況になった。

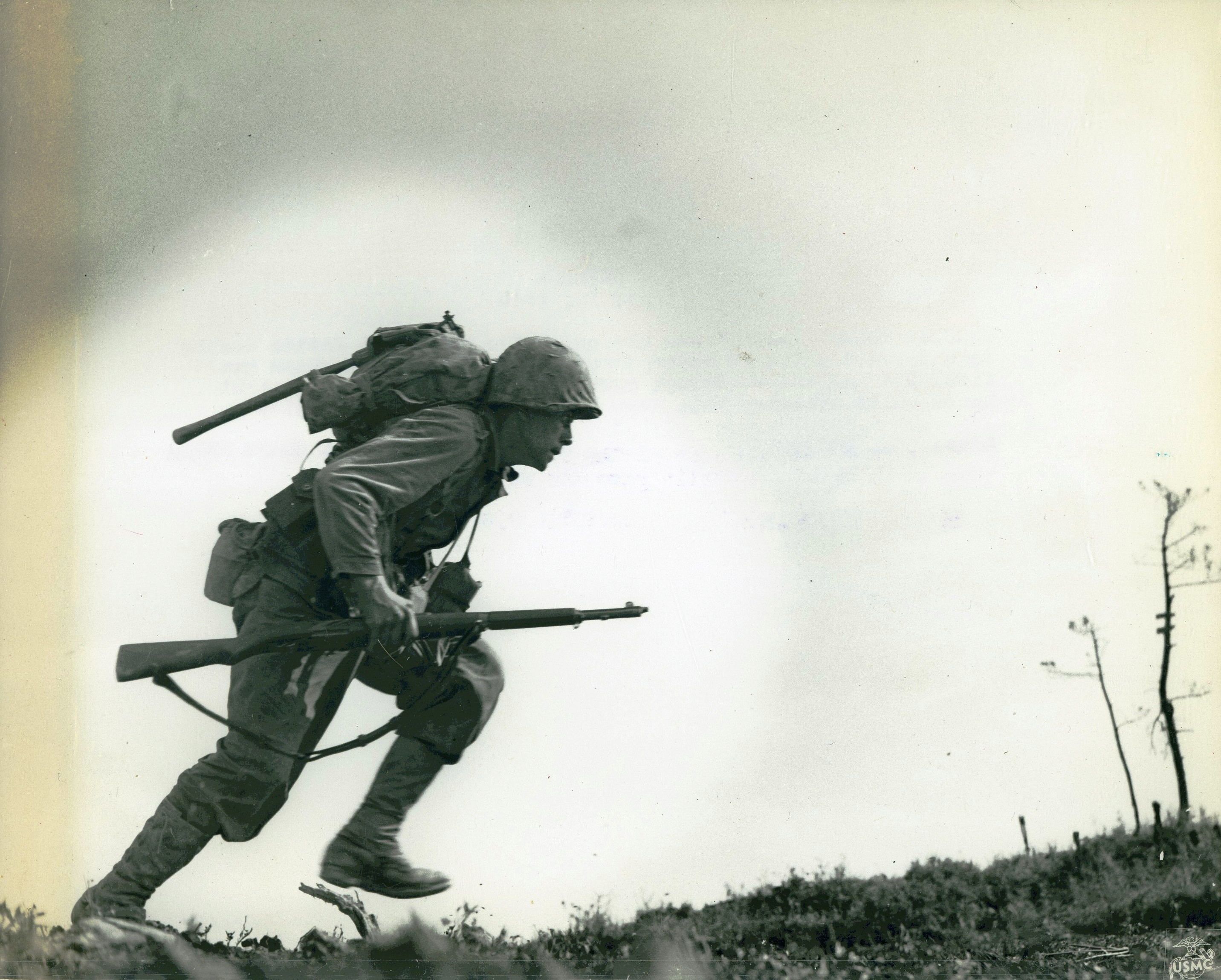
突撃する第1海兵師団兵士

この後もシュガーローフを強攻し続けた海兵隊の損害も甚大であったが、日本軍の損害も大きく、日に日に日本軍の抵抗は弱まっていき、ついに5月19日の11回目の攻撃で陥落した。しかしアメリカ軍の払った代償は大きく、死傷者は2,622名にも及び、他1,289名の神経症患者も出すこととなった。特に将校の死傷率が高く3名の大隊長が戦死、11名の中隊長が死傷するなど死傷率は70%にも及んだ。海兵隊将校に多大な出血を強いたのは日本軍の狙撃兵であり、階級を示す微章や拳銃のホルスターなどの装備品で将校と認識すると、優先して眉間や胸の真ん中といった致死率の高い箇所を正確に狙撃してきた。特に中尉の死傷率が高く、次から次に交代となるので、兵士からは『トイレットペーパー』と揶揄されていたが、その内に狙撃されないように将校は微章や装備品を身につけないようになった。中には着任してわずか15分で戦死した将校もいて、兵士が名前を覚える暇もなかったという。シュガーローフで大損害を被った第6海兵師団第29海兵連隊の沖縄戦における死傷者累計は2,821人と連隊定員数を上回る甚大なものとなったが、これは第二次世界大戦中におけるアメリカ軍歩兵連隊の戦闘消耗人数では最悪なものとなっている。圧倒的なアメリカ軍を相手に、シュガーローフで10日間も足止めした日本軍の戦術は、戦後に第6海兵師団の教本で「教科書通りの陣地防御戦術」と称賛された。

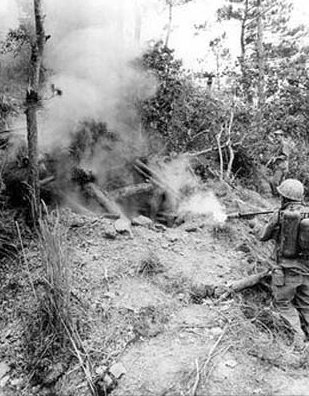
日本軍の潜む洞窟を火炎放射器で攻撃するアメリカ兵

第6海兵師団の隣を進撃していた第1海兵師団も進撃の行く手には、安羽茶地区・沢岻高地・沢岻村・大名高地・大名村があったが、これらは全て堅く陣地化され、互いに支援しあえる様に緻密に設計された縦深防御の精巧な防衛システムが構築されていた。第1海兵師団は5月6日に安羽茶地区のナン高地（日本軍呼称：50米閉鎖曲線高地）に達したが、日本軍は陣地に立て籠もり抵抗、一式機動四十七粍砲により3両の戦車が撃破されるなどで2回撃退されたが、9日にはアメリカ軍は得意の「ブロートーチ（溶接バーナー）と栓抜き作戦」で陣地ごと爆破し、ナン高地を制圧した。
第1海兵師団は14日に大名高地に達したが、大名高地とそれに隣接する高地は首里直前に位置し、首里防衛線の中核を成しており、その堅牢さはそれまでとは比較にならなかった 17日から大名高地に対して攻撃を開始したアメリカ軍は、艦砲や爆撃から野砲・迫撃砲・戦車による火炎放射に至るまであらゆる火器を集中し大名高地の日本軍陣地を攻撃したが、日本軍からの応射も凄まじかった。第1海兵師団はペリリューの戦いの激戦も潜り抜けてきたが、大名の戦いはペリリューとは別次元の激しさだったと海兵隊員らは感じたという。
20日は第1海兵師団は2個大隊により二手から大名高地を攻撃、その内の第3大隊は一つ一つ陣地を「ブロートーチ（溶接バーナー）と栓抜き作戦」で撃破しながら進撃、ナパームで高地を焼き払い、日本兵を炙り出して掃討しつつ一日でようやく60m進んだが、その後丘陵部を25m前進すると、日本軍の猛烈な反撃でまた元の陣地に押し返された。

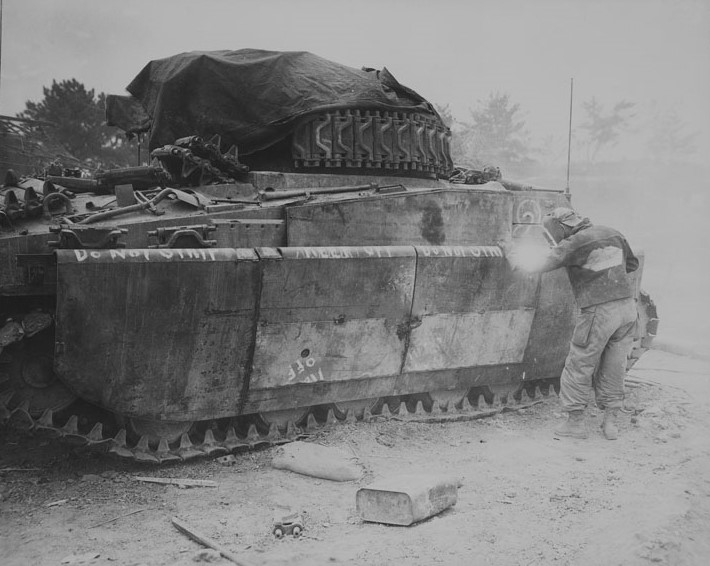
日本軍の速射砲や爆雷に対抗するため、現地で車体側面や走行装置に増加装甲板を溶接される海兵隊のM4中戦車。砲塔の側面にも無限軌道の履板が巻かれている。

その後5月21日から、沖縄には10日間に渡って雨が降った。地面はぬかるみ、アメリカ軍の車両の運用が困難となったために、大名高地を含みアメリカ軍の攻撃は一時停滞した。
縦深防御システムは陸軍各師団の進撃路にも構築されており、陸軍も海兵隊と同様にもがき苦しんだ。第77歩兵師団は首里へ続く曲がりくねった道を前進したが、数メートルおきに日本軍の陣地があり、同師団の第305歩兵連隊は損害に構わず押し進んだ結果、5月11日〜15日の間に戦力が1/4まで落ち込んでしまった。
アメリカ軍は通常、午前中に進撃して、午後から陣地を構築して、夜間は陣地に籠り日本軍の夜襲を警戒するというスケジュールであったが、第77歩兵師団は少しでも前進速度を上げる為に夜間攻撃を強行し、日本軍と激しい白兵戦を演じている。第307歩兵連隊は日本軍の重要拠点石嶺丘陵の陣地に夜襲をかけ、頂上から日本軍の洞窟陣地を攻撃し、就寝していた日本兵多数を殺傷したが、その後日本軍の激しい反撃を浴び、3日間山頂に孤立し、救出された時には夜間攻撃に参加した204名の内156名が死傷していた。
石嶺丘陵の内でもっとも頑強な陣地は「チョコレート・ドロップ」山（日本軍呼称：西部130高地）であったが、チョコレート・ドロップを攻撃してきたアメリカ軍第77歩兵師団の第306歩兵連隊は、激しい砲火で歩兵の死傷も増大し、死傷者は471名にも上ったことから、第307歩兵連隊と交代させられることになった。この攻防戦では戦車第27連隊が奮戦しており、同連隊は総攻撃でほとんどの戦車を失ってはいたが、残った6輌の戦車はすべて車体を埋めてトーチカとして使用した。戦車第27連隊は機動部隊的反撃戦闘を想定した特殊な編成で、戦車連隊ながら重機関銃や速射砲を装備した歩兵中隊や九〇式野砲を装備した砲兵中隊も配備されていたため、進攻してきたM4戦車を速射砲や野砲で次々と撃破、擱座させ、その数は10-20輌にも上った。攻撃してきたアメリカ軍は多数の死傷者を出して撃退されて、戦車第27連隊はアメリカ軍の残していったバズーカや重機関銃など多数の兵器を鹵獲した。戦車第27連隊は沖縄戦開始よりこの攻防戦までに敵戦車30輌を撃破、敵兵員2,200人を死傷させたと記録しているが、5月26日までにすべての戦車を失い、27日未明には連隊長村上乙中佐も戦死して、他の日本軍部隊と撤退した。
最初に首里戦線の突破口を開いたのは一番端を進んでいた第96歩兵師団であった。第24軍団長ジョン・リード・ホッジ少将は、首里により近い高地を攻撃し、一気に首里に近づく作戦を主張していたが、第96歩兵師団長ブラッドリー少将は地形を偵察の上で、より高いコニカルヒル（運玉森）の攻略を優先させた方がよいという意見であった。
強力な艦砲射撃の後、5月10日に第96歩兵師団の第383歩兵連隊がコニカルヒルに対して攻撃を開始したが、第24師団の金山大佐率いる歩兵第89連隊が主力として布陣した日本軍の陣地は、他の戦場と同様に砲爆撃では破壊できなかった。第383歩兵連隊が前進すると日本軍から激しい砲撃を浴び、容易に前進できなかった。しかし大きな損害を被りながらも、同連隊は13日までにはコニカルヒルの頂上を望める点まで進撃してきた。その報告を受けたホッジは「これが成功したら首里の鍵を握ることができる」と喜び、バックナーも自ら連隊長の元を訪れ激励している。
この頃に台湾の第10方面軍から、傍受したアメリカのラジオ・ニュースの内容が知らされたが「天久台での海兵隊の損害は甚大で、250名の中隊が炊事兵まで繰り出して戦い、ついには8名になった」というもので、第32軍は予想以上にアメリカ軍を苦戦させていることが判り狂喜したが、八原高級参謀は「あのバカげた総攻撃さえなければ、今こそ米軍に甚大な損害を与え撃退できたのに」と悔やんだ。

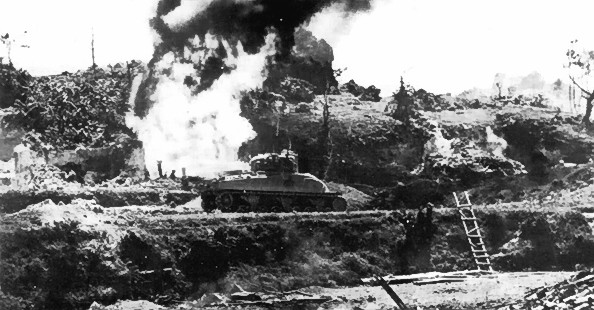
日本軍の陣地攻略に絶大な威力を発揮したM4中戦車火炎放射型。損害も大きく沖縄戦で一個大隊分の車輌が撃破された。

以上の通り、首里防衛線全線でアメリカ軍は日本軍の防衛線を突破したが損害は甚大であった。首里戦線の2か月弱の戦闘で、第24軍団と第3水陸両用軍団の死傷者は合計で26,044名であったが、他に戦闘ストレス反応による傷病兵も海兵隊6,315名、陸軍7,762名の膨大な数に及んだ。アメリカ軍が沖縄で失った戦車は陸軍239輌、海兵隊136輌の合計375輌にも上ったが、これは沖縄戦に投入されたアメリカ軍戦車の57%にも上り、またその内には貴重で補充ができなかった火炎放射戦車も12両含まれていた。

### 沖縄本島南部の戦い後期 首里陥落 第32軍撤退まで

#### 昭和天皇より賜った御嘉賞
5月18日、沖縄を守備する第32軍の戦況が昭和天皇に上奏され、翌日、御嘉賞のお言葉が第32軍宛に電報発信された。
「第三十二軍カ来攻スル優勢ナル敵ヲ邀へ軍司令官ヲ核心トシ挙軍力戦連日克ク陣地ヲ確保シ、敵ニ多大ノ出血ヲ強要シアルハ洵ニ満足ニ思フ。」
昭和天皇からのお言葉は、長参謀長から各部隊に披露され士気を鼓舞した。
首里撤退

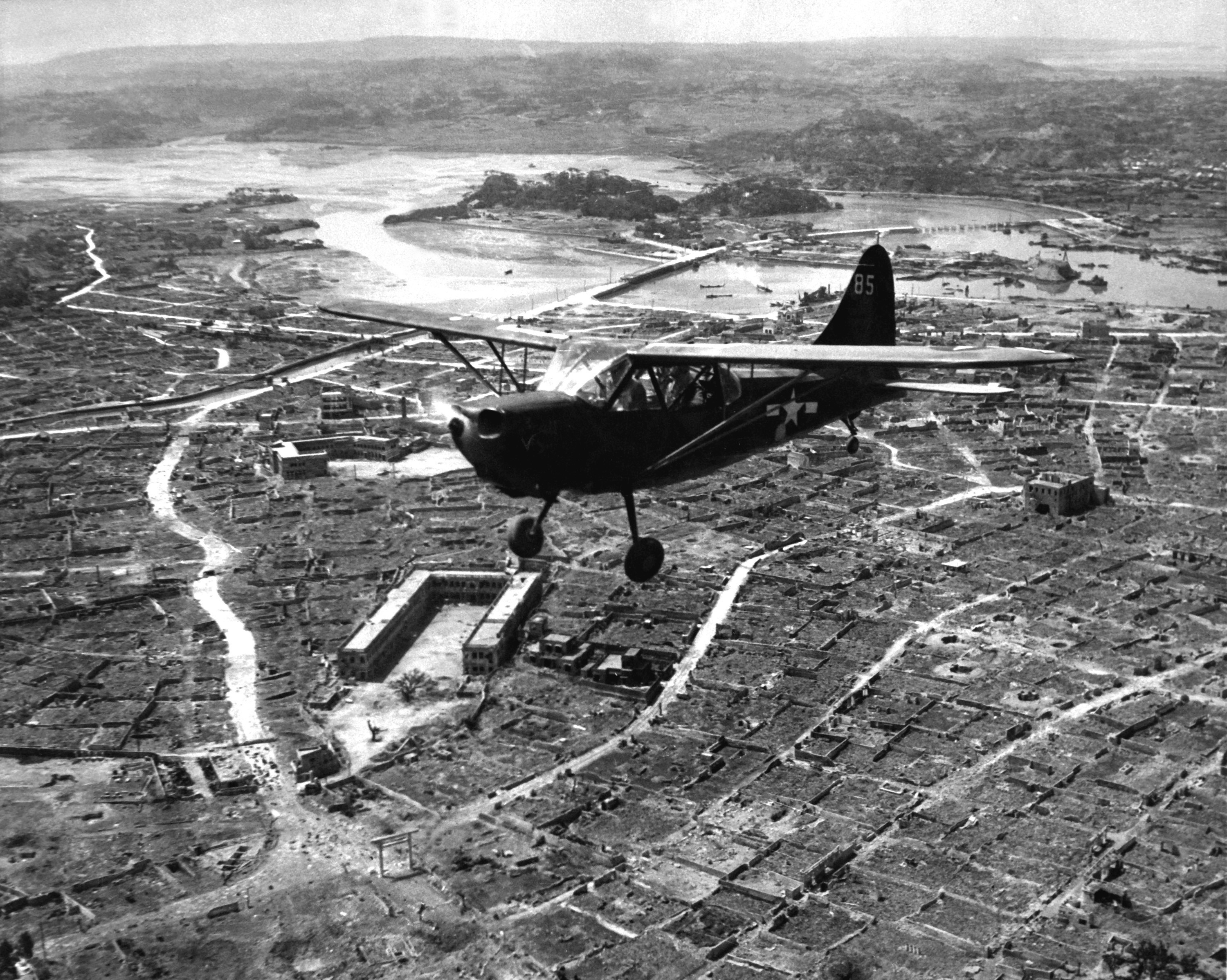
焦土と化した那覇市街上空を飛行するOY-1観測連絡機（1945年5月）

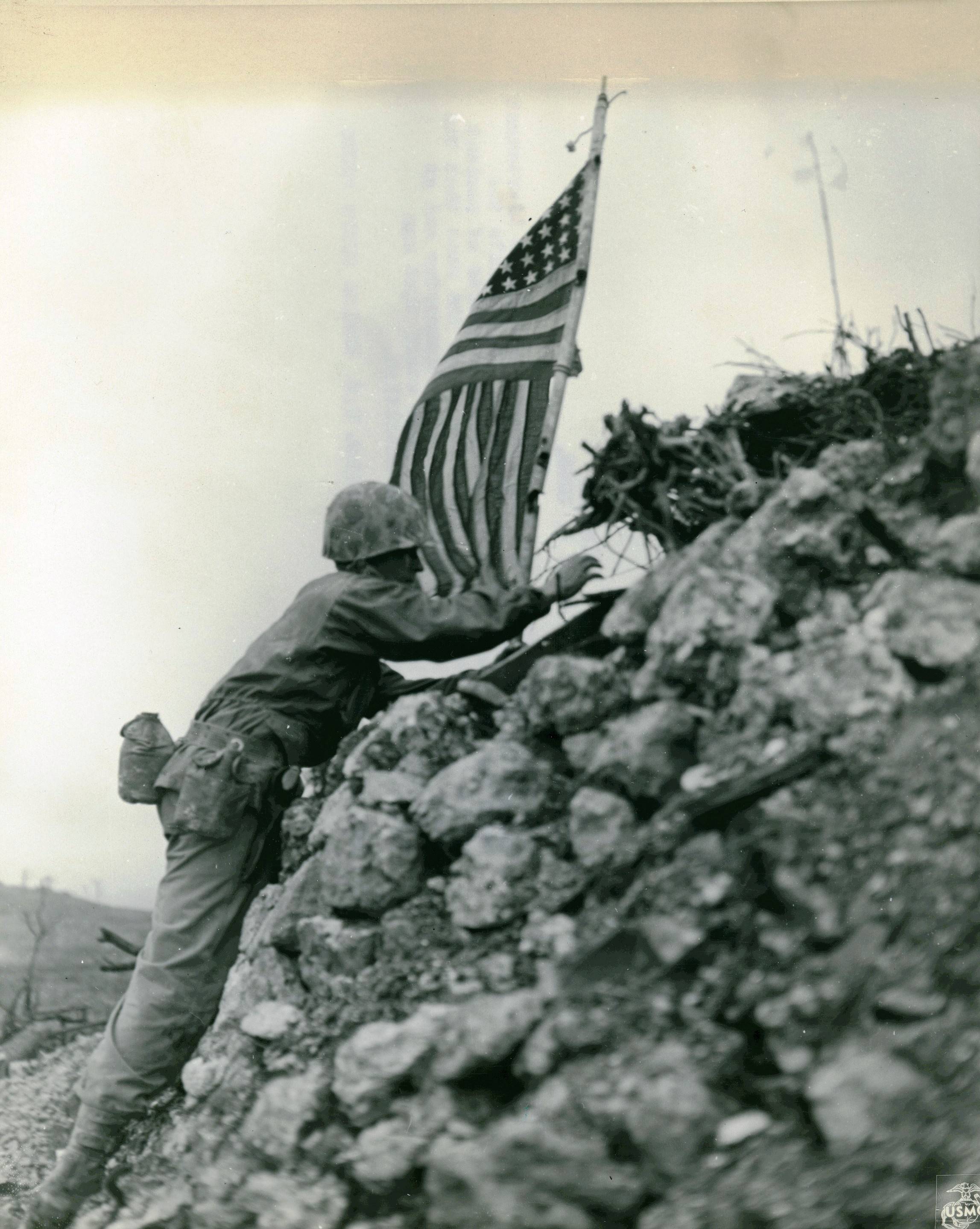
首里城の廃墟に星条旗を掲げる第1海兵師団将校

第32軍は運玉森方面(アメリカ軍呼称 コニカルヒル)にアメリカ軍が攻勢を強めていることを重く見て、運玉森が攻略されれば、一気に首里防衛線は崩壊すると憂慮していた。その為、5月21日に八原は軍参謀を召集し、今後の方針として下記の各案の利害得失を協議した。
- 首里陣地に籠り最後の決戦を行う案。軍の構想は平素からこの案が元であり、各陣地もこの案で整備している。しかし生存の将兵は未だ50,000名はいると推定され、この兵を圧迫された首里陣地内に配置すればアメリカ軍の砲爆撃の好餌となってしまう。
- 知念半島撤退案。知念半島は四方を海に囲まれ対戦車戦闘に有利である。しかし洞窟の数が少なく残存兵力を収容するのが困難であり、既集積物資も少なかった。
- 喜屋武半島撤退案。海正面は30〜40mの断崖で防御地域として良好であり、自然・人工の洞窟が豊富で残存兵力の収容も可能で、第24師団の軍需品が集積されている。

八原の作戦案に対し、各兵団長が意見述べ、第62師団長藤岡武雄中将などは首里決戦案を主張したが、協議の結果、地形堅固な喜屋武半島への撤退による持久作戦継続案を採ることとなり、軍主力の後退は29日、その前に軍需品や負傷者の後送をただちに行うことと決した。
喜屋武半島での持久案をもっとも強く主張したのは八原で、作戦協議も八原主導で進められたが、この案は戦火を逃れて南部島尻地区に避難している住民の安全をほとんど顧みない作戦であった。しかし、あがってきた作戦案に対し、参謀長の長は総攻撃失敗以降は八原の作戦に異論を挟む事はなかったし、牛島も今までと同様に八原らの作戦案を5月22日に黙って決裁した。
アメリカ軍の進撃は、5月末から降り出した豪雨で一時停滞していたが、23日には、第96師団が制圧したコニカルヒルから、第7師団の第184・第32歩兵連隊が首里を包囲するため前進した。遭遇した日本軍は敗残部隊が多く、両連隊に幾度となく攻撃をしかけたが、撃退され両連隊の進撃を阻止できなかった。しかし第32歩兵連隊が、首里と沖縄南部を結ぶ幹線道路と接する重要な高台地に達すると、日本軍は残存砲兵戦力の総力を挙げての激しい砲撃と、第24師団歩兵第89連隊の敢闘により、多数の損害を出させて撃退している。24日には第6海兵師団の偵察部隊が那覇に進出している。既に砲爆撃により廃墟となっていた那覇には日本軍の姿はなく、同日にアメリカ軍の手に落ちた。
コニカルヒルを完全制圧した第96歩兵師団や、シュガローフやハーフムーンを突破した海兵隊が首里に近づき、首里包囲網が完成されつつあった26日に、海軍の偵察機が日本軍の大規模な移動を発見した。その報告を聞いたバックナー司令官は、日本軍の意図を察して徹底した追撃を厳命し、移動している日本軍45,000名に艦砲・空爆・砲撃で徹底攻撃を加えたが、全く撤退を予測しておらず効果的な追撃ができなかったこと、5月末から降り出した雨が激しくなった事などの要因で、完全に第32軍の撤退を阻止することはできず、第32軍の30,000名が南部で新たな陣地にまた防衛線を構築することができた。首里を包囲しつつあった第24軍団と第3水陸両用軍団の脇をすり抜けての撤退であり、損害は大きかったが奇跡的な陣地移動であった。
牛島司令官ら第32軍首脳は、5月27日、豪雨と夜陰に紛れて徒歩で首里を撤退し南風原町津嘉山の壕へ向かい、さらに30日未明には新しい司令部となる摩文仁に移動した（南部撤退）。
わずかばかりの守備隊が残った首里陣地はアメリカ軍の手に落ちたが、難攻不落の要塞だった首里陣地も、アメリカ軍の艦砲射撃などでいたる所が破壊されており、日本兵の遺体が散乱していた。その光景を見たバックナーは「牛島は首里戦線撤退にあたって船に乗り遅れた」「もう戦いは終わった、後は掃討戦だ（中略）敵は二度と戦線を確立することはできない」とか、またもや楽観的な意見を述べ、参謀らも日本軍に秩序だった撤退はできないと思っていたが、これは全く根拠がない事が、日本軍が損害を被りながら見事に首里を撤退し、南部に新たな戦線を構築したことで明らかになった。アメリカ軍は日本軍の組織的な抵抗を完全に制圧するためにあと3週間もの期間を要することとなった。

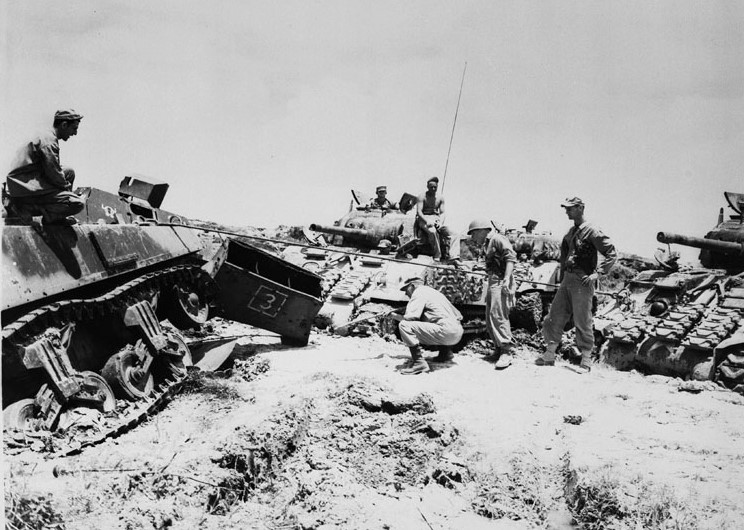
小禄攻防戦で日本軍に撃破されたM4中戦車を視察する第6海兵師団レミュエル・C・シェパード師団長

沖縄根拠地隊司令官大田実少将が自決した海軍司令部壕

南部への撤退に際しては、日本側で混乱も起きている。大田実少将率いる海軍沖縄根拠地隊は、5月26日に小禄の陣地を離脱して真榮平に移動したが、これは「第32軍主力の移動の援護をした後に6月2日以降撤退せよ」という第32軍命令を、命令書の表現が曖昧であった為誤解したものであった。誤解の判明で大田は28日夜に小禄の旧陣地に復帰したが、6月4日には進撃速度を上げたアメリカ軍が海軍部隊の守る小禄海軍飛行場陣地まで進撃してきた。
海軍部隊である沖縄方面根拠地隊は、主に飛行場設営隊などを陸戦隊に再編成したもので本来の戦闘部隊は少なく、余剰となった航空機関砲を陸戦用に改造するなどの努力はしたものの装備は劣悪であった。比較的戦力のある4個大隊を陸軍の指揮下に入れて首里戦線に送った後、本隊は陸軍守備軍と別行動をとり、小禄地区に篭って抗戦していた。接近したアメリカ軍駆逐艦「ロングショー」と掃海艦とタンカーを海岸砲で砲撃して沈めるなどの戦果を挙げていたが、5月26日の誤解による撤退の際に残存の重火器を破却しており、兵力もわずか2,000人と戦力は低かった。それでも大田は死守を決意し、6月5日には第32軍司令部に対し「海軍は包囲せられ撤退不能のため、小禄地区にて最後まで戦う」と打電している。牛島は大田に南部への後退命令を再度発し、自ら懇切な親書を認めたが大田の決意は固く翻意は無理であった。大田は6月6日に各所に訣別の打電をしており、中でも海軍次官宛の『…沖縄県民斯ク戦ヘリ 県民ニ対シ後世特別ノ御高配ヲ賜ランコトヲ』という打電は今日でも有名である。
小禄に侵攻した第6海兵師団は日本海軍部隊の激しい抵抗を受けて大きな損害を被ったが、6月11日には2個連隊により海軍部隊の陣地を包囲した。小祿の防衛戦は10日間も続き、アメリカ軍の死傷者は1,608名にも上った。大田率いる海軍陸戦隊の武器は対空陣地や破壊された航空機から外された機銃で、それも兵士3名につき1挺という貧弱なものであったが、アメリカ軍の死傷率は首里攻防戦を大きく上回るもので、まともな装備であったら、さらにアメリカ軍に甚大な損害を与えていたものと評価されている。大田は6月11日に牛島司令官宛てに「敵戦車群は我が司令部洞窟を攻撃中なり、根拠地隊は今11日2330玉砕す、従前の厚誼を謝し貴軍の健闘を祈る」と打電した後に、海軍司令部壕内で13日に部下参謀5名と共に自決した。小禄を制圧した第6海兵師団は大田の司令部の特別捜索を行い、数百の自決した日本兵の遺体が横たわる地下壕内の中央の部屋で大田と5名の上級将校の遺体を発見して、この司令部の地下壕があった丘を『提督の丘』と名付けている。また、小祿では6月12日と13日に沖縄戦で初めて159名の日本兵がまとまった集団として投降し捕虜となっている。

### 沖縄戦での特別攻撃隊

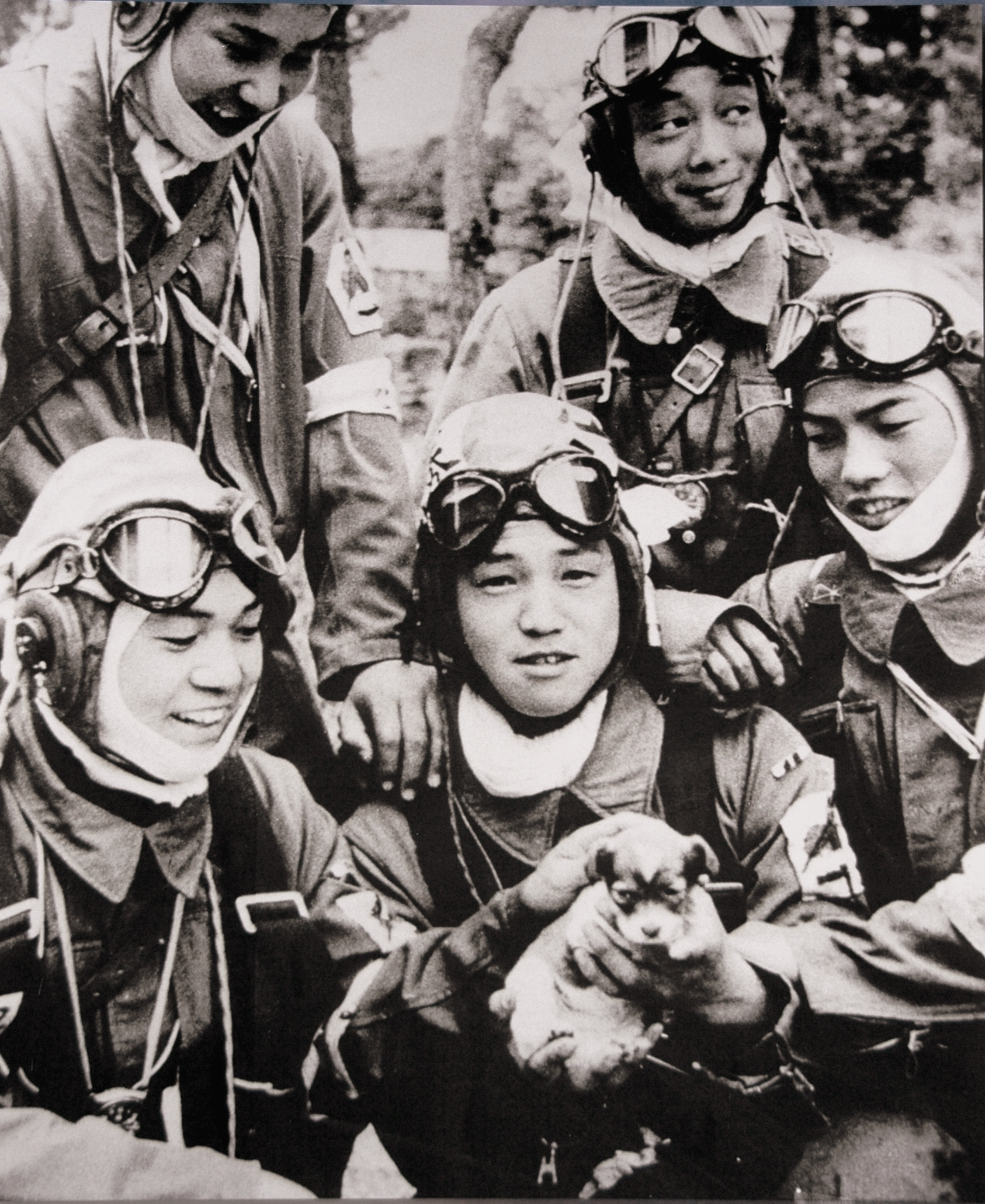
沖縄戦には陸海軍計1,900機の特攻機が投入された。写真は陸軍特別攻撃隊第72振武隊の操縦者達（中央・荒木幸雄伍長）。撮影の翌日、5月27日に隊長・佐藤睦夫中尉以下九九式襲撃機10機の第72振武隊は万世飛行場を出撃、その内2機が金武湾上においてアメリカ海軍フレッチャー級駆逐艦「ブレイン」に突入し大破の戦果をあげた。

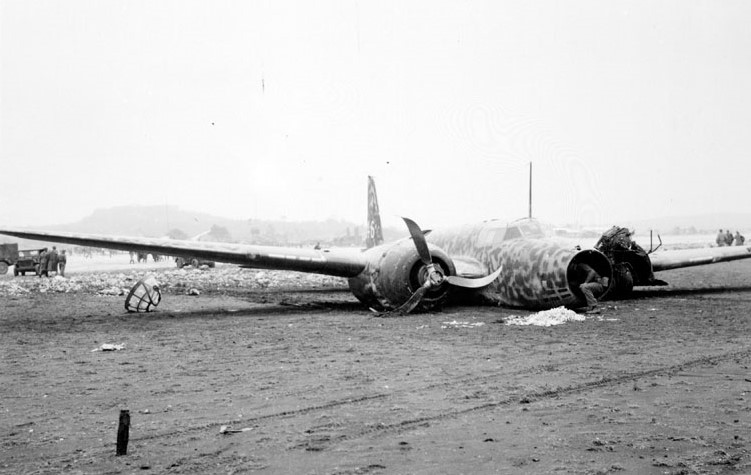
義烈空挺隊が使用しアメリカ軍占領下の北飛行場（読谷飛行場）に強行着陸した九七式重爆撃機改造輸送機。

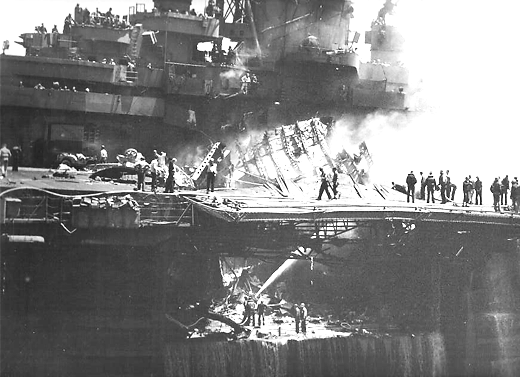
特攻で大破した空母バンカーヒル

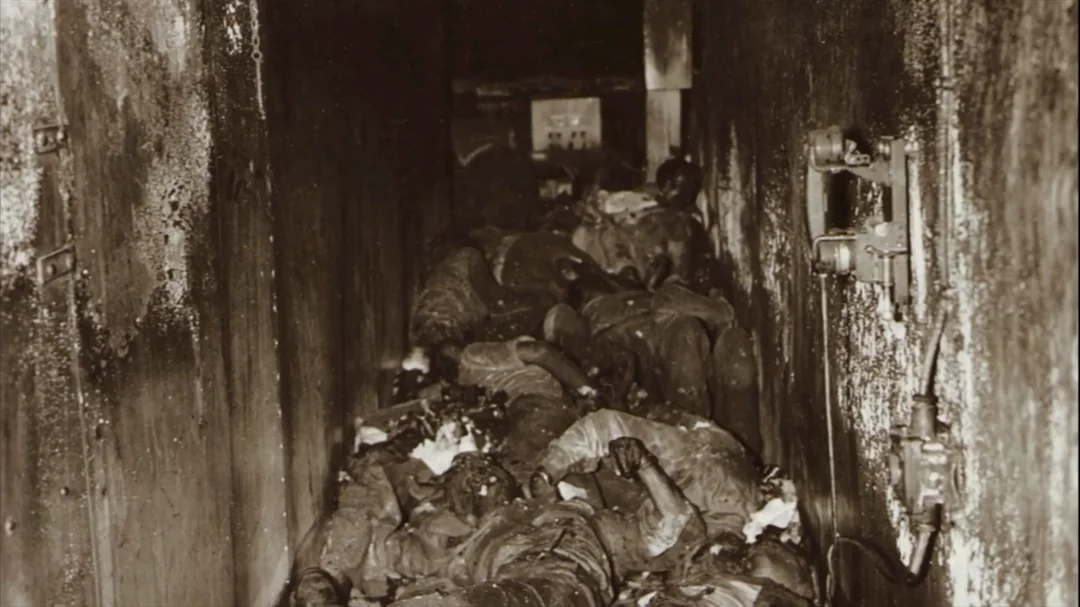
空母バンカーヒル艦内で火災に巻き込まれて死亡した多数のアメリカ軍戦闘機パイロット

アメリカ海軍は4月23日に太平洋艦隊司令長官ニミッツ大将が第10軍司令官バックナー中将に特攻対策の為の進撃督戦した以降も、日本軍の特攻に苦しめられており、この頃にニミッツはワシントンの海軍上層部に「もう持ち堪えられない」という弱気な報告を打電している。
前線での苦戦の報告を受けた海軍省長官ジェームズ・フォレスタルは5月17日の記者会見で、海軍の死傷者が4,702名に達していることを明かし「海軍による上陸作戦への継続的な支援は困難な業務であり、高価な代償を伴うものであることをアメリカ国民の皆様に理解して頂きたい」と訴えたが、この会見にはバックナーへの非難の意味もこめられていたと言われている。
この後、バックナーは首里防衛線を攻撃する各軍団長へ、苛立ちを隠そうともせずに進撃スピードの加速を指示しているが、このバックナーを見て第10軍の海兵隊副参謀長のオリバー・P・スミスは「バックナーには、沖縄近海に展開している海軍が、甚大な損害に耐えている間に進撃を加速させろという大きなプレッシャーが加えられていた。」と語っている。
首里戦線の第32軍の危機に、大本営は菊水六号作戦（5月11日~5月14日）菊水七号作戦（5月23日・24日）を発動した。11日には第58任務部隊の旗艦バンカーヒルが2機の特攻を受け大破、396名の戦死者と264名の負傷者を出すという甚大な損傷を受け、戦線離脱を余儀なくされた。「バンカーヒル」は後にアメリカ本土のピュージェット・サウンド海軍工廠で修理を受けたが、同海軍工廠史上、最悪の損傷レベルであった。翌日に第58任務部隊の旗艦はエンタープライズに変更され、特攻機基地を制圧するために九州に接近したが、迎え撃った第5航空艦隊所属の富安中尉搭乗の零式艦上戦闘機が「エンタープライズ」に命中して大破させ、短い間に続けて同一のアメリカ艦隊の旗艦が特攻で大破するという事態に陥った。これは、第5艦隊（司令スプルーアンス）旗艦の重巡洋艦インディアナポリスと戦艦ニューメキシコ、第54任務部隊（司令モートン・デヨ少将）旗艦の戦艦テネシー と軽巡洋艦バーミングハムに続くもので、3つの艦隊旗艦が1つの作戦で敵の攻撃により2回も変更になるのは異例なことであった。
この当時のアメリカ艦隊の様子を1943年にピューリッツァー賞を受賞した従軍記者ハンソン・ボールドウィンが取材している。
第5艦隊は、日本軍の激しい特攻に対し、まったく防御一点張りのような戦術で常時作戦海域に留まっておらねばならず、上級指揮官らの緊張感は耐えられないくらい大きなものとなっており、ニミッツは前例のない戦闘継続中の艦隊の上級指揮官らの交代を行った。第5艦隊司令はスプルーアンスからウィリアム・ハルゼー・ジュニアに、第58任務部隊司令はマーク・ミッチャーからジョン・S・マケイン・シニアに交代となった。スプルーアンス、ミッチャーともに沖縄戦中乗艦していた旗艦に2回ずつ特攻を受けており、いずれの艦も戦線離脱をしている。特にミッチャーがバンカーヒルで特攻を受けた時、特攻機はミッチャーの6mの至近距離に突入、奇跡的にミッチャーと参謀長のアーレイ・バーク代将は負傷しなかったが、艦隊幕僚や当番兵13名が戦死している。それらの心労で体重は大きく落込み、交代時には舷側の梯子を単独では登れないほどに疲労していた。ミッチャーはこの後も体調がすぐれず、戦争終結後まもなく1947年に他界している。						
アメリカ軍は占領した嘉手納飛行場や読谷飛行場や伊江島飛行場に、陸軍航空隊や海兵隊の戦闘機多数を配備し沖縄の制空権を確保しており、特攻援護のために陸海軍の爆撃機や芙蓉部隊の彗星艦上爆撃機などが執拗に夜襲を繰り返していたが、飛行場機能に支障が出るほどの打撃を与えることはできていなかった。そこで日本軍は、菊水七号作戦時には、一時的にでもアメリカ軍飛行場を制圧し、その間に特攻機でアメリカ軍艦船を攻撃させるべく、陸軍空挺部隊から抽出したコマンド部隊「義烈空挺隊」をアメリカ軍制圧下の飛行場に強行着陸させ破壊活動を行わせる義号作戦も発動した。熊本から12機の九七式重爆撃機改造輸送機（第3独立飛行隊）が出撃し、うち1機が読谷飛行場に強行着陸に成功、搭乗していた隊員と乗員が機体から飛び出すと、着陸している航空機や燃料集積所を襲撃し、飛行場の守備隊と激しい銃撃戦を行い、アメリカ軍戦闘機・爆撃機・輸送機9機が破壊炎上、29機が撃破され、アメリカ兵20名が死傷し、ドラム缶600本分70,000ガロンの航空燃料も爆破焼失するなど飛行場機能に打撃を与え、読谷飛行場を地獄さながらの大混乱に陥らせて、半日に渡って飛行場を使用不能としたが、海軍はこれまで沖縄の飛行場を攻撃してきた芙蓉部隊が、攻撃日に慰労会の酒宴を開催しており攻撃に参加していないなど、陸海軍の連携が不十分であったうえ、沖縄は義烈空挺隊が突入した翌5月25日からまた天候が崩れて、特攻機の出撃は少数に止まり、義号作戦の成果を十分に活かすことはできなかった。
特攻はこの後、本土決戦準備の航空戦力温存策による作戦機の枯渇もあり減衰していったが、アメリカ海軍が沖縄戦で特攻により受けた損害は甚大であり、公式記録上、沖縄戦でのアメリカ海軍の損害は、艦船沈没36隻、損傷368隻、艦上での戦死者は4,907名、負傷者4,824名と大きなものとなったが、その大部分は特攻による損害で、アメリカ海軍史上単一の作戦で受けた損害としては最悪のものとなっている。この大損害によってアメリカ軍やその高官は大きな衝撃を受けており、その評価を以下に列挙する。
自らもイギリス軍の従軍記者として、空母フォーミダブルで取材中に特攻で負傷した経験を持ち、戦後にはロイター通信の東京支局長となり大英帝国勲章も受賞したジャーナリストのデニス・ウォーナーは、自らのライフワークとして特攻について調査し、下記の様に評価をしている。

### 日米両軍司令官の戦死と自決

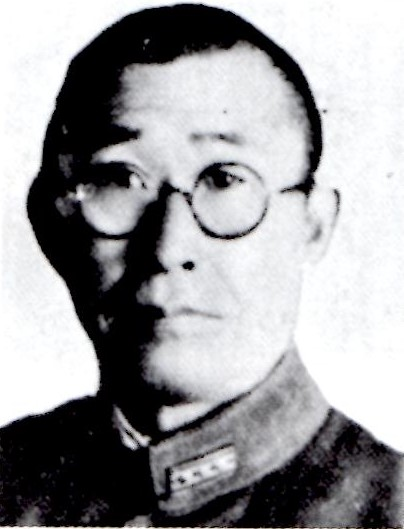
沖縄戦の激戦地で戦い続けアメリカ軍を苦しめた歩兵第32連隊北郷格郎連隊長

5月25日に、それまで海軍連合艦隊の指揮下で沖縄方面で航空作戦を行ってきた陸軍第6航空軍は、連合艦隊の指揮下を脱した。その後6月9日をもって沖縄での主作戦を打ち切り、物資投下などの支援のみを行う事となった。
陸軍機は喜屋武陣地上空に毎日のように単機〜数機飛来し、第32軍が要望していた対戦車爆雷の資材と15センチ榴弾の砲弾などを投下していったが第32軍の手に届く量は微々たるものだった。しかしかすかな希望を断続的に第32軍将兵に与える効果はあったという。
6月5日、アメリカ軍第24軍団が日本軍南部防衛線全線に渡って攻撃してきた。それを迎え撃つ日本軍は数は30,000名以上いたものの、正規の歩兵戦力はその内の11,000名に過ぎず、残りは火砲を失った砲兵や通信・整備・設営隊等の支援部隊や沖縄現地召集の防衛隊などであった。日本軍は戦力不足ながら防衛線各所で善戦し、アメリカ軍を何度も撃退した。八重瀬岳を守備する独立混成第44旅団は、6月12日までアメリカ軍2個師団を3日間にわたり足止めし、13日に総攻撃を受け主力は壊滅したが、周囲の洞穴には多数の残存兵がおり、掃討戦が続けられた。
西側の戦線の国吉戦線では、歩兵第32連隊（連隊長北郷格郎大佐）以下1,500名前後の守備隊が、隣接する眞榮里高地を守備する歩兵第22連隊（連隊長吉田勝大佐）と共に、海兵師団相手に17日まで同丘陵地域を死守している。丘陵からの激しい射撃により、海兵隊に死傷者が続出13日には140名が死傷し撃退されている。丘の上では戦車の支援なしには立つこともできないぐらいの激しい日本軍の攻撃だったが、その戦車も速射砲で攻撃され、5日間で21両もの戦車が撃破された。それでも、アメリカ軍は1両の戦車に歩兵6名と弾薬を積み前線に送りこむ一方で、帰路に死傷者を積んで帰ってくるという強行で攻め続け、激戦の結果、17日には「馬乗り攻撃」で眞榮里高地の歩兵第22連隊の司令部陣地を爆破、吉田連隊長が戦死、第32連隊第2大隊も残存兵力26名で大隊長以下突撃し全滅、5日間に渡る激戦の末に丘陵は制圧された。この間のアメリカ軍の死傷者は1,050名と大きいものになった。
アメリカ軍は日本兵や住民に対してビラ800万枚を撒いて投降を促した。バックナー司令官自らも牛島司令官宛に親書を送り、降伏勧告を行ったが、6月17日に親書を受け取った牛島司令官は一笑に付して拒絶した。

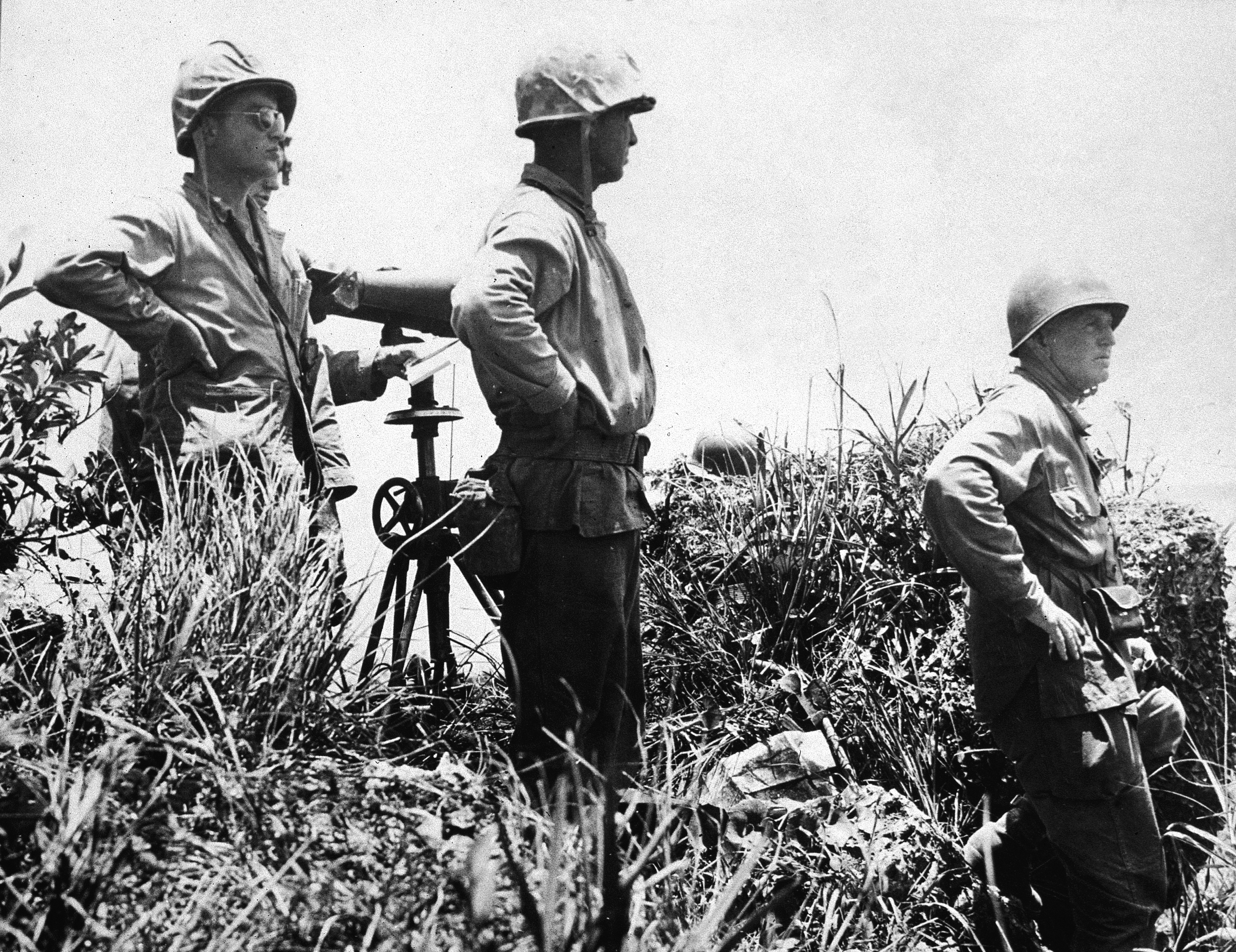
6月18日、日本軍の砲撃により戦死する直前の第10軍司令官バックナー中将（右）奥に見える岩の破片が砲弾の命中で吹き飛ばされて胸に当たり致命傷となった

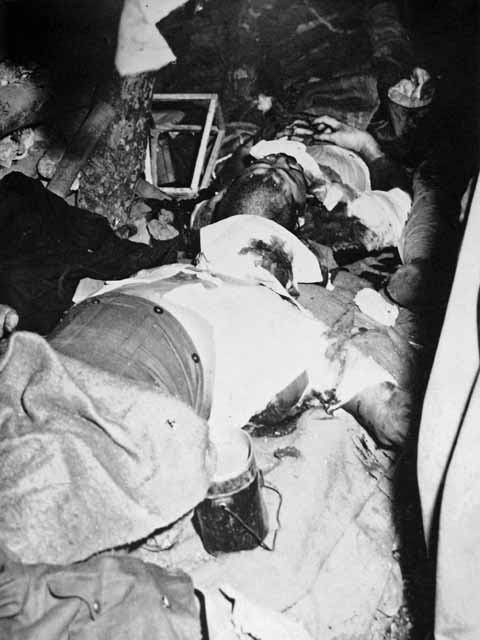
牛島（手前）と長（奥）の遺体と伝えられる写真、ただし目撃者等による自決時の証言と遺体の状況が異なる

降伏勧告を牛島に送ったバックナーは、翌6月18日、喜屋武半島の最前線視察に出向いた。途中で第6海兵師団第22海兵連隊長のハロルド・ロバーツ大佐より「これより前線へはいかれぬよう。第96歩兵師団の前面の日本軍陣地から、かなりの側射弾がとんできますから」との忠告を受けたが、バックナーはそれを無視してさらに前線に進んだ。ロバーツはバックナーに忠告した1時間後に自らも日本軍の狙撃で戦死した。バックナーは第2海兵師団第8海兵連隊が戦う最前線に到達し、珊瑚礁の岩の隙間から戦闘の様子を眺めていたが、バックナーを発見した日本軍から攻撃を受け、まずは一式機動四十七粍速射砲が近くの岩に着弾、その後、砲弾数発が着弾しそのうちの1発の炸裂で吹き上げられた破片がバックナーの胸を抉った。バックナーはその10分後に牛島への降伏勧告の回答を聞くこともなく戦死した。このバックナーを倒した砲弾はアメリカ陸軍の公式記録上では『 Dual-purpose gun』（両用砲）の砲弾とされ口径までは特定されていないが、アメリカ海兵隊の公式記録では一式機動四十七粍速射砲の砲弾とされ、バックナーの付近にいたハバード補佐官ら2名が負傷しなかったことからも、小口径の砲弾との見做されて、アメリカの資料では海兵隊の記録と同様に47㎜とされていることが多い。日本側では、2002年に野戦重砲兵第1連隊第2大隊の元中隊長が長年の沈黙を破り、自分の指揮による九六式十五糎榴弾砲の砲撃だったと証言している。他方、日本側には東京都出身の「小野一等兵」が小銃で狙撃したという証言もあるが、厚生省によると該当する兵士の存在は確認されていない。バックナーは第二次世界大戦中アメリカ軍で敵の攻撃で戦死した最高位の軍人となった。日本側にとって将官クラスの敵軍部隊最高指揮官を死亡させる大戦果であったものの、アメリカ軍有利の状況には変化はなかった。奇しくも、バックナーの戦死により、沖縄戦開始前に飛行機で事故死したミラード.F.ハーモン中将と、沖縄優先攻略を主張した司令官クラスの2名の中将がいずれも沖縄戦の終結を目にすることはできなかった。
バックナーが戦死した6月18日には、第32軍司令部と各部隊との通信が途絶しがちとなり、軍としての組織的戦闘が不可能となってきており、第32軍司令部は最後の命令を下達している。居合わせた八原博通高級参謀によれば、内容は「親愛なる諸子よ。諸子は勇戦敢闘実に三か月、すでにその任務を完遂せり。諸子の忠誠勇武は燦として後世を照らさん。今や戦線錯綜し、通信もまた途絶し、予の指揮は不可能となれり。自今諸子は、各々その陣地に拠り、所在上級者の指揮に従い、祖国のため最後まで敢闘せよ。さらばこの命令が最後なり」で、命令文は長野参謀が起案したが、長が最後の部分を「最後まで敢闘し、生きて虜囚の辱めを受くることなく、悠久の大義に生くべし」と直し、牛島が黙って署名したとされる。その後に大本営と第10方面軍に訣別電報を送った。また、訣別電報には辞世が添えらていた。
秋待たで枯れゆく島の青草は　皇国の春に甦らなむ
矢弾つき天地染めて散るとても　魂かえり魂かえりつつ皇国護らん — 牛島満
醜敵停滞南西地　飛機覆空艦圧海
敢闘九旬一夢中　万骨枯尽走天外 — 長勇
また、同18日、少年らによる鉄血勤皇隊の指揮官を定め、ゲリラ戦に参加すべく北部に行くよう指示している。
バックナーの死の情報を第32軍が知ったのは、第32軍の訣別電報に対し、大本営から返電された参謀総長・陸軍大臣連名の訣別電報で「第32軍が人格高潔な牛島将軍の下、勇戦敢闘実に3か月、敵の首将シモン・バックナーを斃し、その麾下8個師団に痛撃を与え…貴軍の奮闘により、今や本土決戦の準備は完整せり。敵もし本土に侵寇せば、誓って仇敵を撃滅し、貴軍将兵の忠誠に対えん」というものであった。
長と八原ら参謀は、まるで沖縄戦に勝利したかのように錯覚するほどの喜びを覚えたが、八原が牛島を見ると、参謀らの狂喜を当惑した表情で見ており、敵将の死を悼んでいるようであった。八原はその牛島の様子を見て、牛島の人柄を再認識し自分も襟を正す気持ちになったという。
アメリカ第10軍の指揮は、第3水陸両用軍団長のロイ・S・ガイガー海兵中将（少将より昇進）が司令官代理を務め、同月23日にはジョセフ・W・スティルウェル大将が後任の司令官となった。また、翌日には第96師団副師団長クラウディウス・M・イーズリー准将も日本軍の機銃掃射を頭部に受けて戦死している。イーズリーはレイテの戦いでも日本兵の狙撃で負傷してパープルハート章を授与されていたが、続く沖縄戦では戦死することになった。

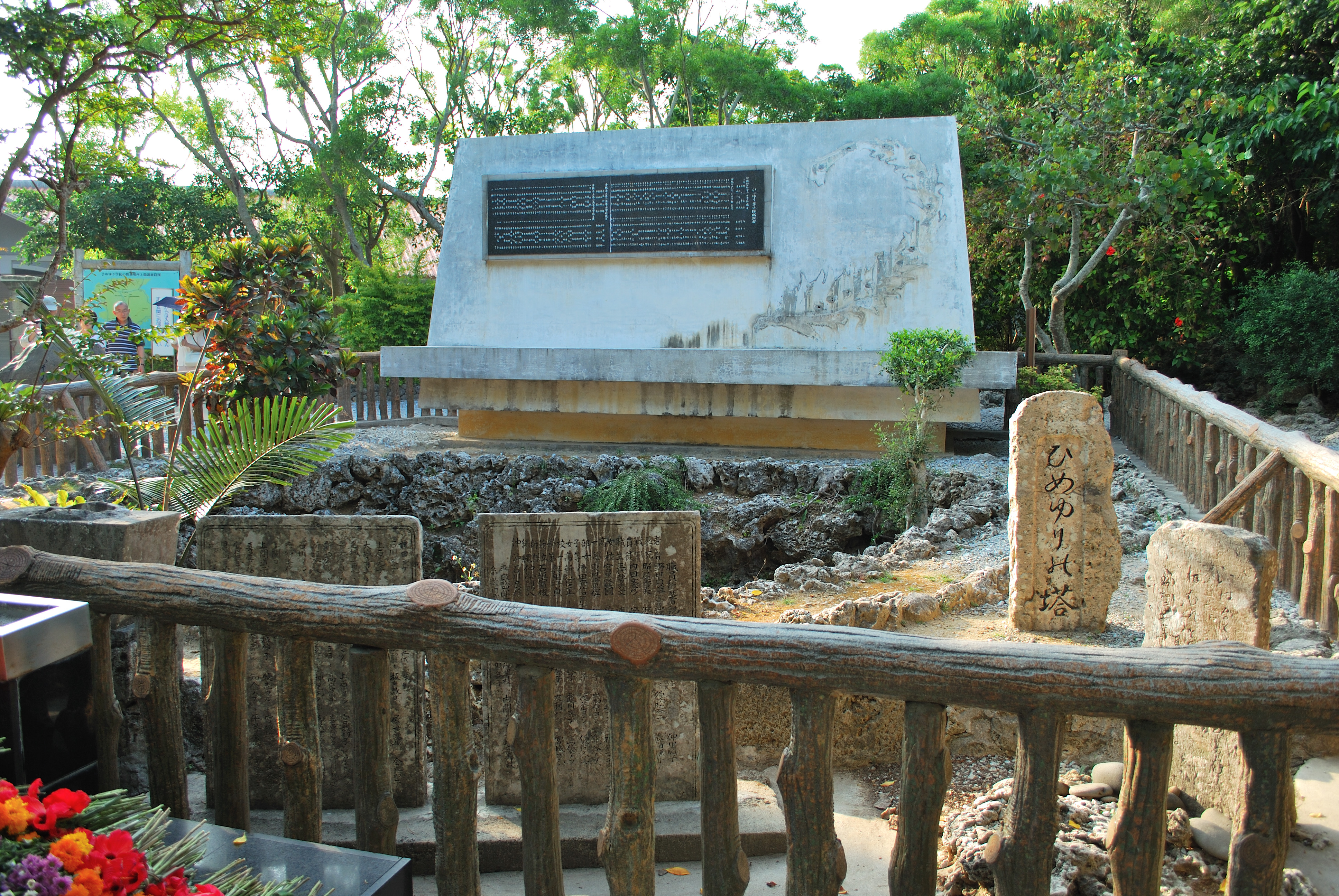
ひめゆり部隊の女生徒多数が死亡した地下壕（第三外科壕）に建立された慰霊碑「ひめゆりの塔」、奥は犠牲者の名を刻んだ慰霊碑(納骨堂)

日本軍の戦線崩壊は次第に進み、喜屋武地区を守備していた、軍主力の第24師団も、既に師団としての組織的抵抗が不能な状態となっていた。この頃になると、日本軍では野戦病院で横たわる治療の術のない多数の傷病兵に、毒薬を注射したり青酸カリを配布して自決を促したり、動ける兵も、アメリカ軍に追い詰められると、手榴弾で自決することを選び、一日4,000名の兵士が亡くなっていた。沖縄戦での日本軍の戦死者のうちで実に47％が6月の1か月間で戦死している。
また、軍と行動を共にしていたひめゆり部隊も、6月19日に陸軍野戦病院の地下壕でアメリカ兵から投げ込まれた黄燐手榴弾と火炎放射器で多数が死亡、生き残った女生徒の一部も、6月22日にアメリカ軍の捕虜となれば暴行や拷問を受けると考えて、断崖から身を投げており、ひめゆり部隊の女生徒の犠牲者は125名にもなった。軍の組織崩壊も始まり、今までほとんど見られなかった集団投降も増えてきた。6月20日に摩文仁岳東端を占領したアメリカ軍第32歩兵連隊は977名もの大量の日本兵を捕虜にした。
6月23日午前4時ごろ（6月20日、6月22日との説もある）、日本の沖縄守備軍最高指揮官牛島と参謀長の長が、摩文仁の軍司令部で自決した。これによって沖縄守備軍の指揮系統は完全に消滅した。24日頃には基幹部隊であった歩兵第22・第89連隊は、軍旗を奉焼し玉砕（全滅）。大本営も、6月22日の菊水十号作戦をもって菊水作戦を終了し、6月25日に沖縄本島における組織的な戦闘の終了を発表した。第32軍司令部の自決を知ったアメリカ軍は、第10軍の各軍団長や師団長・幕僚が整列し、軍楽隊が「星条旗よ永遠なれ」を奏でる中、星条旗をポールに高く掲げる戦勝のセレモニーを行っている。
アメリカ軍からは「見事に首里を撤退し、時をうつさず南部に新たな戦線を確立した」「アメリカ軍が全力をあげて集中攻撃を加えても、戦闘を終わらすまでに三週間以上を要したのである。」と軍事的視点から高く評価された第32軍の南部撤退であったが、戦火を逃れて南部に避難していた大量の住民との軍民の混交を招き、住民の犠牲を激増させる要因になり、沖縄戦における住民の戦没者全体の6割が、第32軍が南部撤退した6月以降に南部地域において犠牲になっており、戦後の日本においては第32軍の南部撤退の判断は批判されることが多い。

### その後の戦闘と終戦

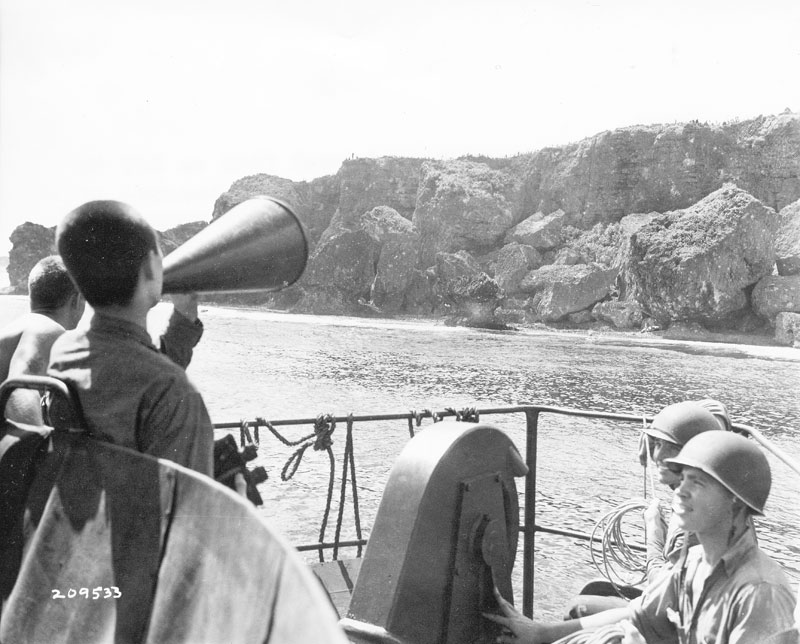
立てこもる日本兵や住民に投降を呼びかける日本兵捕虜

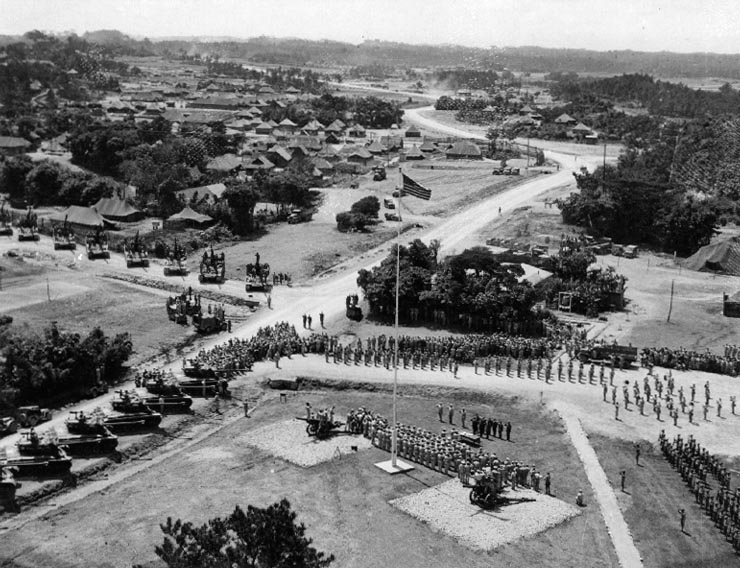
1945年9月7日に行われた琉球方面の日本軍の降伏式典、戦場には投入されなかったアメリカ軍重戦車M26パーシングが整列している

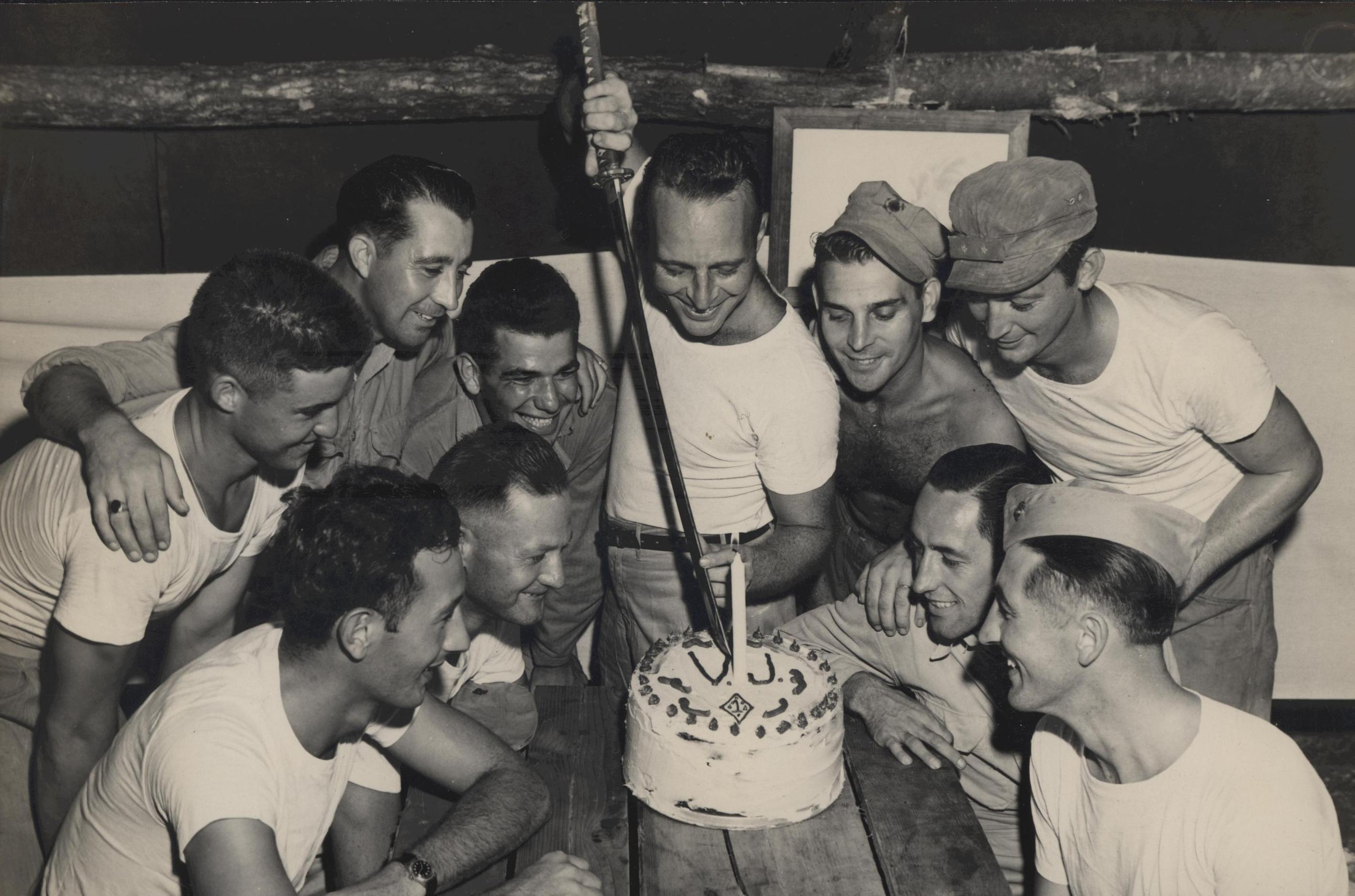
対日戦勝記念日（VJ Day）に戦利品の軍刀でケーキを切るアメリカ軍海兵隊員

第32軍司令部消滅後の6月23日から、アメリカ軍は沖縄南部の残存日本兵の掃討作戦を開始した。いまや孤立化し組織的抵抗ができなくなった日本軍の陣地を、ひとつずつ爆薬で日本兵ごと生き埋めにするか、火炎放射器で焼き払った。またサトウキビ畑や水田に隠れている日本兵も1名ずつ燻り出した。陣地から突撃しアメリカ軍の前線を突破しようとした日本軍部隊と激戦になることもあったが、6月30日までには日本軍の抵抗は微弱となった。この掃討作戦で日本兵8,975名が戦死し、2,902名が捕虜となったが、アメリカ軍の損害は783名であった。日本軍の組織的抵抗は終わったと考えたアメリカ軍は1945年7月2日に沖縄作戦終了を宣告した。
しかし、この後も残存兵力による散発的な戦闘は本島各地で続いた。これは、第32軍司令部の最後の打電が「親愛なる諸子よ。諸子は勇戦敢闘、じつに3ヶ月。すでにその任務を完遂せり。諸子の忠勇勇武は燦として後世を照らさん。いまや戦線錯綜し、通信また途絶し、予の指揮は不可能となれり。自今諸子は、各々陣地に拠り、所在上級者の指揮に従い、祖国のため最後まで敢闘せよ。さらば、この命令が最後なり。諸子よ、生きて虜囚の辱めを受くることなく、悠久の大義に生くべし」と最後までの抵抗を命ずるもので、結果的に終戦まで多くの日本兵や沖縄県民を縛り、多くの犠牲者を出す原因となってしまった。牛島個人としては「沖縄県民はよく尽くしてくれた。たとえ、日本本土のどこかが戦場になったとしても、これ以上の協力はないであろう。沖縄の住民を戦の道連れにすることは、まことに忍び難い」と語っていたとされるが、戦後の沖縄県民の間には牛島に対し、今も厳しい見方がある。
陸軍の第8飛行師団隷下飛行第10戦隊の一〇〇式司偵は、沖縄方面に対する偵察飛行を8月に至るまで継続している、海軍による特攻機を含む沖縄県方面への航空攻撃も続けられており、7月28日には九三式中間練習機の体当りで駆逐艦「キャラハン」を沈めているが、これは特攻による最後の撃沈戦果であった。8月12日には第1戦艦戦隊旗艦戦艦「ペンシルベニア」を雷撃機による通常攻撃で大破させ、司令官のジェシー・B・オルデンドルフ中将に重傷を負わせている。8月15日の玉音放送後にも、菊水作戦の指揮をとった宇垣纏海軍中将が部下を引き連れて沖縄方面へ特攻出撃している。
また海軍は、沖縄とフィリピン、ウルシー、グァムといったアメリカ軍泊地との連絡路に対し回天特攻「多聞隊」の6隻の伊号潜を出撃させていたが、内「伊53潜」が勝山淳中尉の搭乗する回天で、7月24日に沖縄からフィリピンに航行中の護衛駆逐艦「アンダーヒル」を撃沈、また7月29日には「伊58潜」がテニアン島からフィリピンに向かって航行中であった重巡「インディアナポリス」を通常の魚雷攻撃で撃沈している。
日本は8月14日にポツダム宣言を受諾して降伏した。その夜には、祝砲としてアメリカ軍のありとあらゆる火器が夜空へいっせいに撃ちあげられ、あたかも数千発の花火がいっせいにさく裂したかのような壮観さであったが、日本の降伏の事実を知らない日本兵たちは、アメリカ軍内に異常事態が発生したものと考えて警戒を厳重にしている。
沖縄戦初期の前田高地の激戦から末期の国吉高地まで、終始激戦の最前線で戦ってきた第24師団歩兵第32連隊は、約3,000名の将兵が250名にまで減りながらも、終戦まで国吉の洞窟陣地内で抵抗を続けていた。夜襲により、アメリカ軍の食料などの物資、多数の自動小銃や軽機関銃などの兵器を奪取して士気も旺盛であった。8月22日に白旗を掲げたアメリカ軍二世兵士が連隊本部に接触してきて日本の降伏を告げたが、連隊長の北郷は事実確認のために、北郷の下で勇戦敢闘してきた第1大隊長の伊東孝一大尉をアメリカ軍の司令部に行かせた。伊東はそこで玉音放送の録音を聞いたが、昭和天皇の声を聞いたことがなかったので「この録音だけでは降伏を信ずることはできぬ、帰って協議する、不調と決まればわが方から発砲する」とアメリカ軍に告げ、連隊司令部に戻って北郷に報告した。若い将校らは最後の突撃による玉砕を主張したが北郷は「陛下の命に従う」との断を下した。北郷は軍旗の奉焼を命じ、28日午前零時に厳かに軍旗奉焼式が行われたが、連隊旗手の斎藤中二郎中尉が式が終わったのち、手榴弾で自決しようと決意しているのを察して「斎藤、勝手な行動は許さんぞ、連隊の行動すべての責任は自分にある。軍旗も同様だ、旗手たるお前ももちろんのことだ」と厳しく諫めた。翌29日、生存者全員が髭を剃り容姿を整えたのちに「天皇陛下の命により、米軍の方へ行く」と最後まで投降という言葉を使うことなく、アメリカ軍の武装解除を受けたが、アメリカ軍の出迎えは非常に丁重だったという。9月3日には本島北部の海軍第27魚雷艇隊（運天港・隊長白石信次大尉）183名が、地元市長の投降の勧めに応じ、アメリカ軍に投降している。
第32軍司令部の中では、高級参謀の八原が、牛島から命じられた戦訓伝達の任務のため日本本土への脱出途中で捕虜になったが、同じ戦訓報告任務を受けていた航空参謀の神直道少佐（後に中佐）は、無事に本土に脱出して生き残っている。一方、長野作戦参謀、薬丸情報参謀、木村後方参謀、三宅通信参謀はそれぞれ遊撃戦指導、大本営報告のため司令部を出て北部への脱出を計ったが成功せず、全員戦死したか行方不明となっている。轟の壕では、内務省沖縄特高課長佐藤喜一により、避難民に投降が勧告され多くの住民がアメリカ軍に収容されている。
9月7日に南西諸島の軍を代表して第28師団司令官納見敏郎中将と高田利貞少将、加藤唯雄海軍少将の3名が日本軍の沖縄戦降伏文書に調印し、ジョセフ・スティルウェル米国陸軍大将が日本軍の降伏を受諾し署名することで、沖縄戦が公式に終結した。

## 終戦後の状況

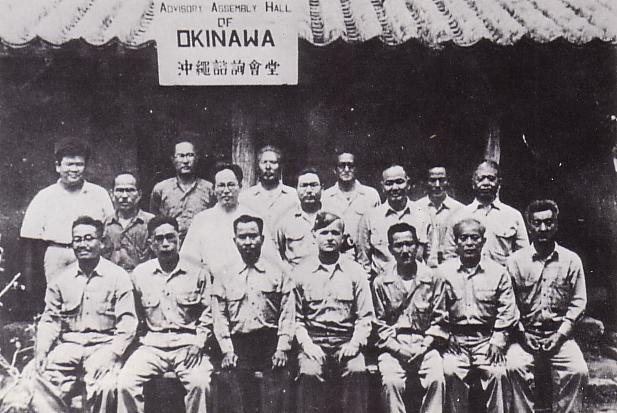
沖縄諮詢会の委員たち

収容されていた住民のもとの地域への帰還は、1946年（昭和21年）の半ばにはだいたい完了するが、1947年（昭和22年）の半ばまでかかった市町村もあった。
戦後、沖縄守備軍の守備範囲であった沖縄県および鹿児島県口之島以南は米軍の占領下に入った。8月20日には琉球列島米国軍政府と沖縄住民の意思疎通を目的として、沖縄諮詢会が設置された。沖縄諮詢会は翌1946年（昭和21年）4月に沖縄民政府へ改組されたが、米軍による軍政は1950年（昭和25年）12月まで続いた。その後も沖縄では、米国の琉球列島米国民政府および下部機関である琉球政府による統治が行われ、沖縄が日本に復帰するのは1972年（昭和47年）5月15日のことであった。最後の激戦地となった南部地域の村では、いくつもの集落で住民が全滅した上、生き残った住民も外国（特に南米）に移住する者が多かった。そのため人口の減少により、自治体としての規模維持のため合併を余儀なくされた（三和村）。
現在、沖縄県では6月23日が沖縄戦終結の日として「慰霊の日」と定められ、行政機関・公立校は休みとなっている。

## 住民の戦争参加

### 陣地構築などのための徴用
沖縄戦では、南樺太、北千島、択捉、国後、色丹、歯舞、朝鮮半島北部、満洲などと同様に、多数の現地住民が「軍民一体の戦闘協力」のスローガンの下、飛行場建設や陣地構築など軍事活動の一部に参加した。
沖縄戦前、日本は沖縄との海上交通を妨害されつつあり、沖縄守備隊は現地の人的・物的資源を戦力化する「現地自活」「一木一草に至るまで戦力化」の方針で戦闘準備を進めていた。当時の日本には、国民徴用令や国民勤労報国協力令（1945年3月以降は国民勤労動員令）に基いて政府が国民を徴用して工場労働や農作業などに従事させる制度があり、これらの制度が根拠とされた。男女を問わず動員されたほか、対象年齢外の老人や国民学校の児童らも「自主参加」の形で作業に従事した。

### 戦闘員としての動員

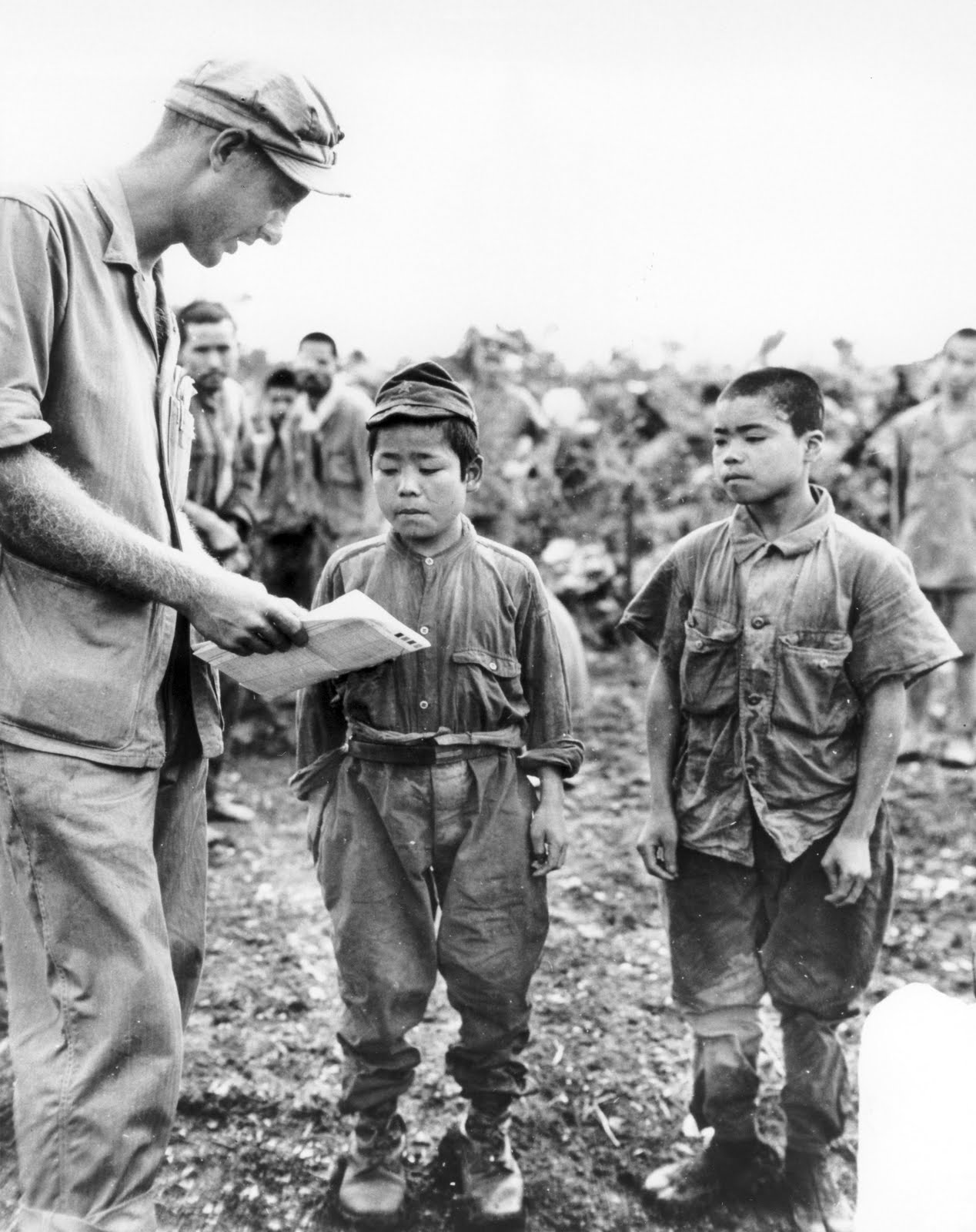
沖縄戦で捕虜となった少年兵

#日本軍の戦力状況で前述のとおり、沖縄の日本軍は兵力不足を補うために南樺太、北千島、択捉、国後、色丹、歯舞、満洲などと同様に、戦闘員としても住民を根こそぎ動員した。
飛行場建設や陣地構築などの後方任務が中心であったが、土地勘を活かしたゲリラ戦要員として遊撃隊（護郷隊）に配属された者もあり、地上戦開始後は所属を問わず前線での戦闘任務にも投入された。正規の制度に基づく陸海軍兵士としての動員以外に、軍の指導下で在郷軍人会（未召集の予備役兵）などによる自主参加が建前の義勇隊も組織された。中学校や女学校に在籍する生徒も防衛召集や「志願」による生徒隊として軍組織に組み込まれた。戦争末期当時、日本全国で「一億総特攻」による本土決戦の空気が醸成されており、沖縄住民の戦闘参加はそのような「一億総特攻」の始まりとされた。1945年6月23日には義勇兵役法が成立・施行され、本土決戦に備えて民間人を男女問わず補助兵力として大規模動員する国民義勇戦闘隊の制度が設置されたが、すでに組織的戦闘の終わっていた沖縄戦では適用されていない。同法は沖縄での住民戦闘参加を先例としたとものと考えられる。
戦闘員としての動員の中心は、兵役法に基づく17歳から45歳の男性の防衛召集であった。日本の第32軍は、1944年10月の第1次と1945年1月の第2次の2回にわたって防衛召集を実施している。第1次防衛召集は健康者が対象だったが、第2次防衛召集は対象年齢の男性のほぼすべてが召集されている。これら2回以外にも逐次防衛召集が実施されたが、正規の手続によらないものもあった。合計2万5千人以上が防衛召集されて一般陸海軍部隊や特設警備隊、遊撃隊などに配属され、1万3千人以上が戦死したとされる。これらの防衛召集兵は在郷軍人会による義勇隊と合わせて「防衛隊」と通称されている。
また、学徒隊として、1945年3月に14-17歳の旧制中学生ら1780人の男子生徒による鉄血勤皇隊が編成され、少年兵として防衛召集された。戦車に対する肉迫攻撃など戦闘行為にも従事し、約半数が戦死した。この鉄血勤皇隊の防衛召集のうち17歳未満の者については法的手続きに問題があり、戦後、遺族援護に関連して厚生省は、法的には無効な防衛召集であったとして、17歳未満の少年たちの軍籍を認めなかった（詳細は鉄血勤皇隊を参照）。また、女子についても14歳以上の女子生徒を従軍看護婦の代用としたひめゆり学徒隊・白梅学徒隊などが組織され、陸軍病院などで活動した。女子生徒の動員には法的根拠がなかったことから「志願」形式によるものとされた。女子学徒の動員は軍の要求だけではなく、沖縄県の教育関係者の軍への迎合によって実施された。
防衛召集によらない形式での住民の直接戦闘参加も発生しており、伊江島の戦闘では妊婦や少女までもが竹槍や爆弾で武装して突撃した。アメリカ軍上陸前、第32軍の長勇参謀長は沖縄県民に向けて「全県民が兵隊になる事だ。一人十殺の闘魂を持って敵を撃砕するのだ」と語ったとされ、新聞を通じて「老幼者は邪魔にならないよう避難し、稼働能力のある者は自主的に国民義勇軍などを組織し、神州護持のため一人一〇殺の闘魂をもって敵を撃破せよ」「県民はナタでも竹槍でも身近なもので遊撃戦（ゲリラ戦）をせよ。土地勘を活かして夜間の斬込（敵陣地への潜入）などで立ち向かえ」と述べて、住民の戦闘参加を煽っていた。
なお、戦後の戦傷病者戦没者遺族等援護法（援護法）の適用の関係では、直接の戦闘任務より広く日本軍に協力して死亡した者を「戦闘参加者」として、準軍属と認定している。戦闘参加者として48509人が認定されていた段階では、軍部隊への地下壕明渡しが11483人を占めた。その他、輸送や食糧提供などが理由に挙げられる。

## 住民犠牲について

### 犠牲者数

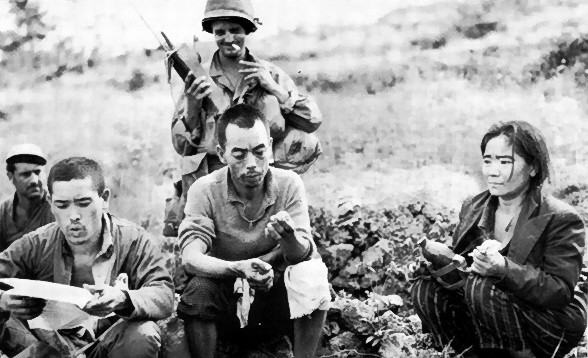
「降伏を促すビラを手に投降する地元住民」

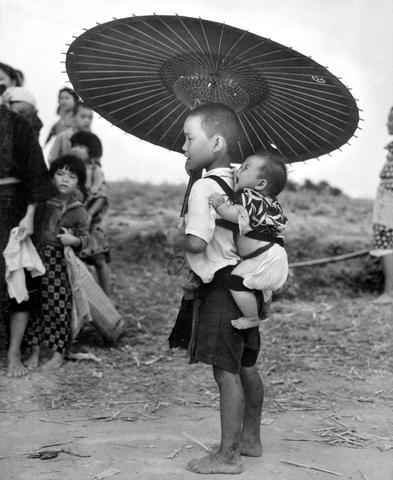
避難民の子供

沖縄戦での住民の犠牲者数は国の調査が行われておらず正確な数は不明だが、1950年の沖縄県援護課の発表では以下の数値である。C+Dの9万4000人が住民犠牲とされる。
- 沖縄戦の日本側死亡者：18万8136人
  - A：県外出身日本兵戦死者 6万5908人
  - B：沖縄県出身軍人・軍属（現地召集を受けた正規兵のほか、防衛隊・鉄血勤皇隊など） 2万8228人
  - C：戦闘参加者（戦傷病者戦没者遺族等援護法（援護法）との関係で日本軍に協力して死亡した準軍属と認定された人数） 5万5246人
  - D：一般住民 3万8754人（推定）

うちDが推定となっているのは援護課が一般住民の犠牲者を直接に調査せず、1945年（昭和20年）と1946年（昭和21年）の沖縄県住民数の差から、援護課で戦闘参加者として認定した数Cを差し引いた数をDとしたためである。終戦直後の1946年統計は戸籍が焼失したり一家全滅が少なくないなどの事情により誤差が大きいと思われ、また、1946年の人口には、沖縄戦の後で生まれた子どもや、戦時中は沖縄県に不在だった本土への疎開者、また海外からの引き揚げ者4万人以上や復員兵が多数含まれるため、計算上の人口減少より実際の戦没者数の方が大きいと推定される。
沖縄県民の犠牲者15万人とする場合もあるが、これは沖縄県出身軍人（上記B）や地上戦域外での餓死者・病死者、疎開船の撃沈による被害なども含めた数値である。なお、沖縄県平和祈念公園に設置された石碑の「平和の礎」には、1931年（昭和6年）の満州事変以降・南西諸島の日本軍の降伏調印1年程度経過の1946年（昭和21年）9月7日頃までに発生した戦争が主因の沖縄県出身者の死者と、1944年（昭和19年）3月22日の第32軍創設から1946年（昭和21年）9月7日頃までのアメリカ軍将兵などを含む県外出身の死者の名が記載されており、2006年（平成18年）6月23日時点で24万383人（うち沖縄県出身者14万9035人）となっている。この「平和の礎」の数値を根拠に、沖縄戦の戦没者数を24万人と主張する者もある。
また、日本側死亡者のうちに朝鮮半島出身の土木作業員や慰安婦など1万人以上が統計から漏れているとの見方もある。

### アメリカ軍上陸前の住民の動き（避難）

#### 県外疎開
大本営が沖縄県民59万人の住民疎開、避難について検討を始めたのは、サイパン島にアメリカ軍が来攻した1944年6月のことである。7月1日に、研究要員として後に第32軍参謀長となる長勇少将（1945年3月に中将）が現地入りした。7月7日にサイパン島が陥落すると、東條英機内閣は緊急閣議を開き「沖縄に戦火が及ぶ公算大」と判断した。沖縄本島・宮古・石垣・奄美・徳之島の5島から、老幼婦女子と学童を本土および台湾へ疎開させることが決定され、沖縄県に通達された。その後の通達で疎開目標は本土へ8万人と台湾疎開へ2万人の計10万人と決定された。対象者は、県内に29万人いた60歳以上と15歳未満の者、その看護者である婦女のみが許可され、警察署長の渡航証明書を受けることとされた（県外転出実施要綱）。また、学童集団疎開については、原則として国民学校3年生〜6年生を対象とし、1、2年生は付き添い不要の者に限られている。
手段は沖縄に兵士や軍需物資を輸送する軍用輸送船の帰路を利用して、本土や台湾に疎開させようというものであったが、費用は全額国庫負担で行うことになり、大蔵省第2予備金から1500万円を拠出する予算措置が取られた。一般住民の疎開は法的には強制力が無く、県を通じた行政指導による形式であった。県民が疎開に応じるか不安視した県は、短期間で徹底して遂行するにはある種の威令や組織力・機動力が必要と考え、一般疎開を本来の社事兵事を司る内政部ではなく警察部に担当させることに決定した。一方、学童疎開は沖縄県庁内政部教学課を主担当として、各市町村、各国民学校長、部落会、隣保班を通じて推進された。

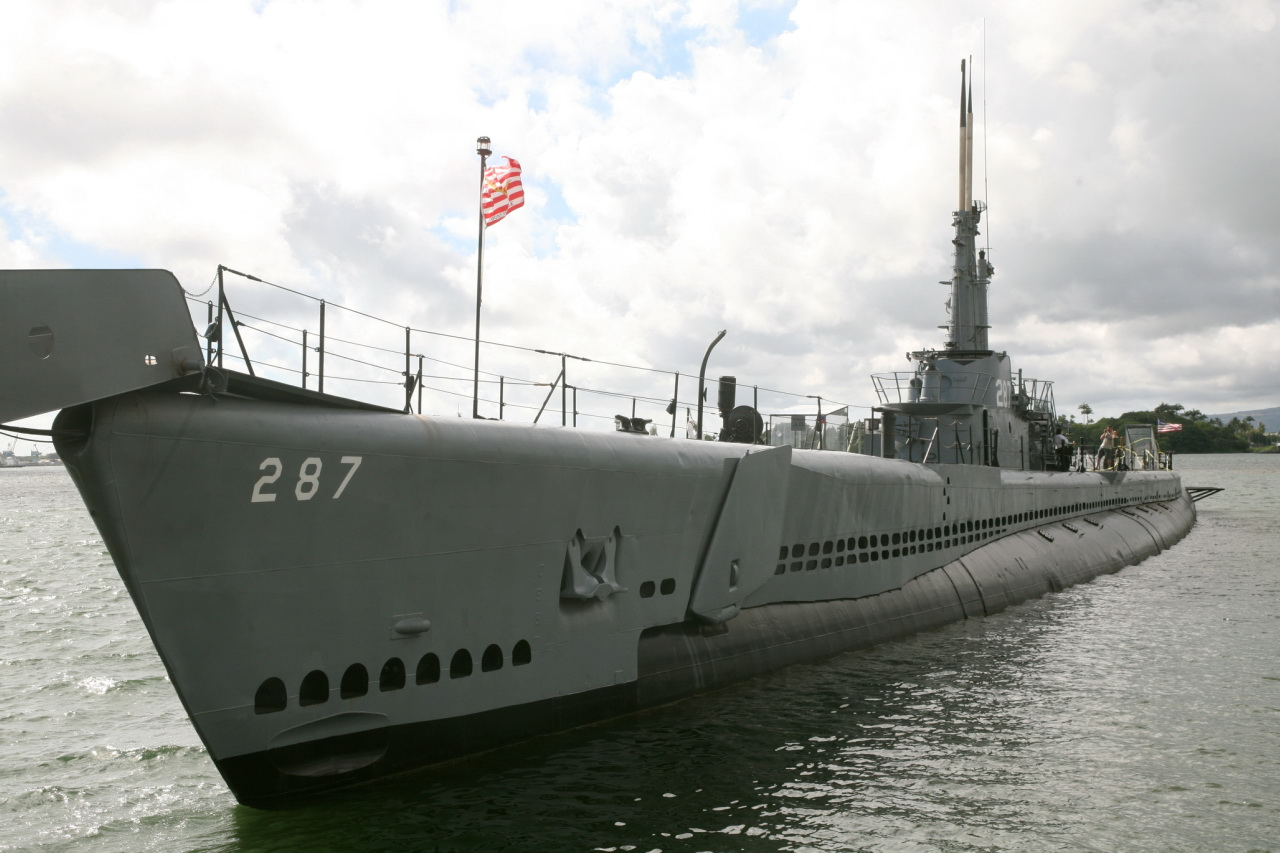
学童疎開船対馬丸を撃沈したアメリカ軍潜水艦ボーフィン

しかし、県民の疎開機運は一向に盛り上がらなかった。理由としては、県民の一家の大黒柱を欠いた状態で身寄りのない本土や台湾に疎開することの不安や、船舶に頼らざるを得ない県外疎開そのものへの不安があったとされる。しかし、荒井退造沖縄県警察部警務部長を始めとする県の必死の努力により、疎開第1船である「天草丸」は7月21日に警察官、県庁職員の家族ら752人を乗せて那覇港を出港した。続く7月末の疎開第2船での220人、8月初めの第3船での1566人はほとんどが本土に縁故のある人々であった（本土出身者の引き揚げが多くを占めた）ものの、その後8月10日に出航した第4次の約9,000人は縁故のない県民が中心となり、ようやく県の努力が実りつつあったが、1944年8月22日の学童疎開船「対馬丸」撃沈事件（約1500人死亡）でまた沖縄県民に不安が広がった。そのため、疎開希望者の間で辞退する者が続出し、出発日に疎開者が集まらず、疎開船が空船のままで出航することもあるなど、疎開業務が一時頓挫することとなった。
さらには、前任の第32軍司令官渡辺中将がやや神経質な性格で、沖縄県民への講演会などで危機感を煽りすぎて、かえって恐怖心を起こさせたのに対し、1944年8月に着任した後任の牛島の落ち着いた風格が、沖縄県民に安心感と軍に対する信頼を高めたことや、続々到着する増援の大軍を見た沖縄県民の間に、日本軍の勝利という希望的観測が広まっていたことも疎開が進まない大きな要因となった。末端将兵の放言もその希望的観測を強めており、そのため、住民疎開を主導していた荒井が第32軍に「軍隊が戦いに勝つ勝つと宣伝するので、住民が動かないので困る。何卒駐屯の将兵は、景気のいい言葉を慎み、疎開に協力して貰いたい」と陳情している。その後、皮肉なことに県民の疎開を一挙に促進させたのはアメリカ軍による1944年10月10日の5次に渡る大空襲（十・十空襲）であった。
県外疎開は1944年7月から海上交通が途絶する翌年3月上旬まで続き、海軍艦艇を含む延べ187隻の疎開船により学童疎開5,586人を含む約80,000人が疎開した。内訳は、九州へは沖縄本島から約65,000人、台湾へは沖縄本島から3,000人以上、先島諸島から9,000人以上の約12,500人となっている （「台湾疎開」も参照）。3月上旬までの県外疎開船延べ187隻のうち犠牲になったのは「対馬丸」（約1500人死亡）一隻のみであるとされているが、宮城博は沖縄県の独自調査で一般疎開者が乗船して航行中に撃沈された船舶が32隻と報告されたとしている。
九州に事前疎開できた沖縄県民については、沖縄県庁の機能停止後、1945年7月に福岡沖縄県事務所が正式発足して支援業務を引き継いでいる。

#### 本島北部への避難（島内避難）
1944年10月10日の十・十空襲による沖縄県民の被害は大きく、那覇の市街地の90％が焼失したほか、県民の1か月分の食糧も焼失、生活必要物資がひっ迫し県民の生活は困窮した。当時、沖縄を管轄していた熊本財務局は、空襲被害による那覇市民の窮状を考慮して、空襲被害のあった地域の租税徴収を2年間免除するという特例を講じた。また、1942年2月24日に施行された『戦時災害保護法』を適用し、那覇市民の罹災者救援のために現金給付を行ったが、アメリカ軍により日本本土から沖縄への海上輸送路は脅かされている状況で、現金で購入できる物資にも事欠いており、実質的な効果は薄かった。
沖縄県の経済情勢が急速に悪化する中、1944年12月に軍中央より『皇土警備要領』が示達された。これは台湾と南西諸島を最前線と位置付けて、住民を戦力化できるものとできないものに選別し、戦力化できるものは戦闘や後方支援や食糧生産で軍に協力させ、戦力化できない老若婦女子はあらかじめ退避させるというものであったが、第32軍の高級参謀八原はこれでは不足と考え、より具体化した「南西諸島警備要領」を作成した。
1. およそ戦闘能力、もしくは作業力のある者はあげて戦闘準備および戦闘に参加する。
2. 60歳以上の老人、国民学校以下の児童、ならびにこれを世話するに必要な女子は、昭和20年3月までに、戦闘の予期せざる島の北半部に疎開させる。
3. 各部隊は所属自動車、その他の車輌、並びに所属舟艇を以て極力右疎開を援助する。
4. 爾余の住民中、直接戦闘に参加せざる者は、依然戦闘準備作業、農耕その他生業に従事し、戦闘開始直前急速に島の北半部に疎開させる。
5. 県知事は島の北半部に、疎開民のための食糧や居住施設を準備する。

この要領を作成した八原には「サイパンの二の舞は厳に慎むべき、アメリカは文明国でよもや非戦闘民を虐殺することはないはず。主戦場となる島の南部に非戦闘民をとどめておけば、剣電弾雨のなかを彷徨する惨状になる」という考えがあったが、この要領により、17歳～45歳までの青壮男子が根こそぎ防衛召集され戦力化され、中学生や沖縄師範学校の生徒、高等女学校生徒らも、疎開することを禁止され、通信兵や看護婦として軍に協力させられて『鉄血勤皇隊』や『ひめゆり学徒隊』などに組み入れられた。
1945年1月31日に島田叡新沖縄県知事が着任したが、第32軍参謀長の長と島田は上海事変のときからの旧知の仲であった。長は泉守紀前知事のときの不遜な態度とはうって変わり島田には礼を尽くし、島田の着任早々に情報主任薬丸参謀を連れて自ら沖縄県庁を訪ねた。そこで長は島田に「ウルシー島を進撃した米機動部隊は、沖縄方面に向かっている。一週間後の、2月25日頃には、沖縄までやってくる」と詳細な軍事情勢を伝え「米軍が沖縄に上陸して、約6か月間は何としてでも頑張る。そのうち米軍はへとへとになって引き揚げるだろう。その間の住民の食糧6か月分を、県において確保してほしい」と要請した。長の要請を受けた島田は、着任早々にも関わらず非常な熱意で食糧確保に奔走し、2月には危険を冒して台湾に飛んで、台湾米を10万袋確保することに成功した。しかし、その後台湾と沖縄間の海上輸送がアメリカ軍潜水艦により断絶し、せっかく確保した台湾米も一部しか沖縄に届かなかった。島田はそのほかにも、大蔵省専売局の出張所に自ら出向き、厳しく統制されていた酒や煙草の特別放出を指示するなど少しでも沖縄県民の心をなごやかにするような努力をおこなった。
食糧の備蓄も少なく、また「やんばる」と呼ばれるマラリア発症地の沖縄北部山岳地帯にすすんで避難しようという住民は少なく、沖縄県の必死の呼びかけや、軍用車両を提供するなどの軍の努力にも関わらず、疎開は遅々として進まなかった。沖縄県は家畜の餌として豊富にあった甘藷を人用の食糧として転用するなどの策を講じ、戦闘開始前までに85,000名を沖縄北部に疎開させたが、これは予定の1/3に過ぎなかった。北部は山岳地帯で耕作地も限られ、さらにはマラリア発症地帯であって、餓死やマラリアで死者を出すことになった（沖縄市民の北部での死者は戦闘を含む全ての要因を合わせて約600名）。しかしその後、上陸したアメリカ軍が沖縄北部を制圧した5月上旬までに130,000人の住民がアメリカ軍に収容されており、結果的には疎開した多くの住民が生存することができた。沖縄本島北部疎開により救われた沖縄県民は150,000人に達したという推計もある。
そのほか、本島から先島諸島への集団疎開も実施されたが、食料・衛生器材の不足で多くの病死者をだしている。八重山列島ではマラリア汚染地に多くの住民が疎開させられたため、16,884人がマラリアに感染し、うち3,647人が死亡している。これは後に戦争マラリアと呼ばれた。
なお、アメリカ軍上陸2ヶ月前の1945年1月末、第32軍司令部では戒厳令の適用により行政権・司法権を軍司令官が掌握することを検討したが、着任した島田叡県知事との会議の結果、県と軍の協力体制が実現できたとして戒厳布告を見送った。同じく陸軍中央でも1944年6月頃から戒厳令の適用を研究していたが、結論が出ずに終わっている。戒厳布告が見送られたことで軍が民政に対する責任を負わず、無秩序な徴用やスパイ容疑での住民処刑につながったという説もある。

### アメリカ軍上陸後の住民の動き（避難）

#### 本島南部への避難
第32軍司令部は、戦況の切迫を理由に沖縄本島へのアメリカ軍上陸直前の3月31日に北部への避難民の移動を禁止している。その後アメリカ軍が本当に上陸すると、すぐに島は南北に分断されたため、日本側の交通は絶たれ、本島北部への避難は不可能になった。
アメリカ軍上陸から約1か月経過した4月27日に、沖縄県島田叡知事は住民保護のため、南部地区の市町村長と警察署長を繁多川の地下壕内に移転していた県庁内に召集して会議を開いている。その場で避難民の受け入れ態勢の整備や食糧確策等が話合われたが、第32軍も4月29日には島田叡沖縄県知事に対して住民を本島南部に避難させるよう要請し、多くの住民が南部に避難していた。
5月6日には「沖縄県後方指導挺身隊」（以下「挺身隊」）が組織された。挺身隊は島田知事を総帥とし、県職員と警察官で組織された。警察官は、首里戦線の末期においても召集を免除されていた400名を荒井県警察部長が掌握していた。彼らの任務は後方で県民の士気を鼓舞し、住民の食糧確保や壕生活の指導などであったが、県による住民保護活動の実践部隊となっている。

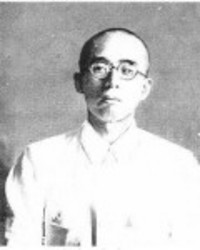
沖縄戦で殉職した島田叡沖縄県知事

しかし、その後、第32軍は首里防衛線の崩壊の懸念が高まると、持久戦を行うには一番条件がいい沖縄南部の喜屋武に撤退し戦略持久作戦をとることとした。南部撤退決定後の5月22日に島田叡知事に知らされ、首里近辺の非戦闘員の南部島尻地区への撤収が指示された。島田は「首里を放棄して、南端の水際に下るとなれば、それだけ戦線を拡大することとなり、勢い県民の犠牲を大きくする」と軍の転進に強く反対するも決定は覆らなかった。南部地区は後退してくる軍と避難民が各所で溢れ混雑を呈した。
島田知事は25日に挺身隊に高嶺村與座方面への移動と住民保護を指示し、県庁も兼城の秋吉に移動した。
第32軍は、軍が喜屋武に撤退すれば知念半島が戦闘区域外になるため、『知念半島避難命令』を発令することとしたが、発令されたのは、第32軍喜屋武撤退決定後7日も経った5月29日であった。第24師団と沖縄県の住民対策の会議の席で、第24師団の杉森参謀が県知事の島田に「戦場外になると思われる知念半島に、住民を避難させよ」と指示したが、この頃には連合軍は第32軍の撤退を認識し、激しい追撃を開始しており、住民が知念に避難する道は閉ざされていた。これに対して島田は「なぜにもっと早くに知らせてくれなかったのか」と憤慨したが、軍が南部撤退決定後まもなくこの指示を出していれば、島田は知念半島への住民避難を推進する時間はあったため、沖縄県民の犠牲を少なくできた可能性が高かった。一方同じ頃、具志頭村付近の街道（現在の国道331号）を南下する避難民に対して、憲兵隊が知念半島へ避難するよう誘導していたが、すでに知念半島が米軍の占領下にあることを知っていた避難民たちはこれを信用せず、そのまま摩文仁方面に向かったという証言もある。
島田は3日に秋吉の壕を出て更に南下したが、その際に挺身隊に対し「もはや挺身隊は組織維持が困難となった為、3〜5名のグループに分散する態勢を取れ、今後も住民と共に行動し、知念・玉城地区に下って引き続き住民を保護せよ」と挺身隊の解散を指示している。島田らは5日に伊敷の轟の壕に移動し、9日にはもはや組織の体をなしていなかった県庁と警察の解散を命じている。
この後、軍民混在により戦闘に巻き込まれながら、軍や行政の保護も受けられなくなった住民の犠牲は夥しい数に上っている。沖縄戦における住民の戦没者数は下記の通りであるが、第32軍が首里から沖縄南部に撤退した6月に集中している。
|                    | 3月     | 4月      | 5月      | 6月      | 7月     | 8月     |
| ------------------ | ------- | -------- | -------- | -------- | ------- | ------- |
| 沖縄県住民戦没者数 | 3,081名 | 19,451名 | 24,627名 | 46,826名 | 5,644名 | 4,835名 |

なお、予想外の日本軍の南部撤退に、アメリカ軍では6月初旬の司令部作戦会議で避難住民保護が検討されたことが明らかになっている。バックナー司令官の側近として司令官の指示内容を記録していたジェームス・バーンズ曹長の陣中日誌には「一時休戦を申し入れ（南部にいる）住民を保護すべきではないか」などの意見が出たと記されている。しかし、結局そうした施策はなされないまま、アメリカ軍は掃討作戦を開始した。
最後まで住民保護に腐心した島田も、18日に行動を共にしてきた仲宗根官房主事らを壕から脱出させた後は荒井と共に消息不明となり、南部地域の壕にて殉職したものと思われる。

### 集団自決
サイパンの戦いなどと同様に、沖縄戦においても一般住民までが集団で自殺する集団自決が発生した。読谷村のチビチリガマの事例（83人）などが知られ、集団自決者の総数は1,000人以上とする研究者もいる。
これらの集団自決を軍の命令によるものとする主張がある一方で「集団自決は沖縄住民による戦傷病者戦没者遺族等援護法の給付を目的とした嘘である」との証言も一部に存在する。

### 集団投降
日本軍がいなかった避難壕では、集団投降した例も多い。アメリカ軍が上陸後すぐに進攻した中城村では日本軍が4月2日には撤退してしまい住民だけが残されたが、島袋地区では4月3日に1500人が集団投降して地区住民のほとんどが生き延びた。日本軍の主陣地が構築された宜野湾村では、村南部のように日本軍とともに「軍民雑居」となった地域では、住民は投降を許されず、日本軍の指示で本島南部に逃げることとなり多くの犠牲者を出している。嘉数地区や佐間下地区などにいた住民の犠牲者率は48%に上る。一方で早々に日本軍が撤退した村中北部は、フトゥキーアブ壕で4月4日に500人など集団投降した例が多く、新城地区や喜友名地区などの住民の犠牲者率は13%と低めである。アメリカ軍の投降勧告に応じなかった壕では、容赦のない攻撃を受け全滅したりしている。上述のフトゥキーアブ壕でも、数人の少女が「アメリカ軍に捕まったら何をされるかわからない」と壕から出ることを拒否して、手榴弾を投げ込まれ犠牲になっている。

### 日本軍による住民殺害
アメリカ軍の攻撃および住民による自決以外に、日本軍による直接的な住民殺害があった。具体的な事例として、久米島守備隊住民虐殺事件（22人死亡）、渡野喜屋事件（35人死亡、15人負傷）、名護市照屋忠英学校長殺害 などが挙げられる。日本軍により殺害された住民の総数は明らかではないが、安仁屋政昭は1,000人と推定する見解を採り、元沖縄県知事（元社民党参議院議員）の大田昌秀は、スパイ容疑での直接殺害だけで数百人から1,000人以上と推定している。援護法との関係で戦闘参加者と認定された民間人のうち、14人は日本軍による射殺が理由となっているが、大田はこれも実数は数倍に上ると見ている。
住民殺害の動機は、スパイ容疑での処刑が中心で、そのほか物資や壕を巡る日本兵と住民の争いで殺害された事例や、地下壕の探知を避けるために泣き声の止まない子供を殺害した事例などもある。このような事態に至った原因について、極限状態で不可避というだけの問題ではないとの見方もある。一因として、日本兵が住民に対し、愛国心や武を尊ぶ精神に欠けると見て不信感を抱いていたことや、軍民一体化と防諜のため、沖縄語の使用が禁止され、その使用者を処分する方針であったこともある。また、スパイ容疑での処刑については、アメリカ軍収容下に入った住民が食糧集めに駆り出されているのを、アメリカ兵を日本兵の隠れ家へ誘導しているものと戦場の混乱の中で誤解したことが一因ではないかと推定されている。第32軍の沖縄南部への撤退は、戦火を逃れて避難していた沖縄市民の唯一の防護手段を奪うものであって、軍と民間人が混然となることにより、民間人に多くの災厄が降りかかることとなったが、この第32軍の失敗は、琉球人に対する日本の植民地主義的態度と政策に根差していたものという指摘もある。
一方で、末端の兵士たちは住民保護に尽力していたとの主張もある。嘉数の戦いに参加した兵士の一人（独立歩兵第13大隊所属）は「戦後、日本軍は沖縄県民に犠牲を強いた悪い兵隊だと宣伝された。しかし私の知るほとんどの下級兵士は自分の命など眼中になく、洞窟に潜んで助けを求める県民のため身を挺して戦った」 と述べている。いうまでもなく、すべての日本兵が残酷であったわけではなく、沖縄市民と仲良く付き合い善行も行い、犠牲を払った兵士もいた。例えば、ひめゆり学徒隊の与那覇百子らは、沖縄本島の南端の海岸まで追い詰められ、手榴弾で自決しようとしたときに、日本軍の敗残兵数人から止められている。ひめゆり学徒隊の自決を思いとどまらせた日本兵は、彼女らが持っていた手榴弾で自決している。

### 連合軍による住民の扱い

#### 連合軍による住民殺害
既述のように沖縄地上戦での住民犠牲は約9万4千人とされているところ、集団自決者や日本軍により殺害された者はそれぞれ1,000人程度と推定されている。
沖縄本島に上陸したアメリカ軍は宜野湾市の嘉数で激しく抵抗された。ここは丘陵が重なり天然の防塁だったため毒ガスを使用。壕に潜む非戦闘員まで殺害した。嘉数では住民の半数以上を殺し、浦添村の前田、南部の島尻などは人口の3分の2を殺した。前田丘陵四日間の戦闘は「ありったけの地獄を1つにまとめた」と米陸軍省が表現するほどすさまじいものだった。国吉では470人前後の住民のうち210人以上が戦死。ここはアメリカ軍司令官バックナーが戦死した報復として猛攻撃を加えた。国吉で捕虜になった住民のうち男子は全員銃殺された。南部の東風平村の小城（こぐすく）は戦前の人口が約750人だが戦死者は440人以上で全住民の約6割にのぼった。
住民がスパイ容疑で処刑されることもあった。ある事例では「民間人3人は、軍政府内の住民用尋問室で日系人通訳に暴力を振るわれながら尋問された後、身柄を2人の中尉に引き渡された。文書では「1人は敵兵（日本兵）である疑いがあった」と記述している。中尉は民間人3人のうち2人を約180メートル先にある墓穴のような穴を掘った場所に連行した後、そのうちの1人を上官の命令で銃殺した。殺害時、周囲には25-45人の米兵が取り囲んでいた。」という。バックナー中将の戦死時には、住民が日本軍を手引きしたと疑われ、数十人の住民が銃殺された。

#### 民間人収容所

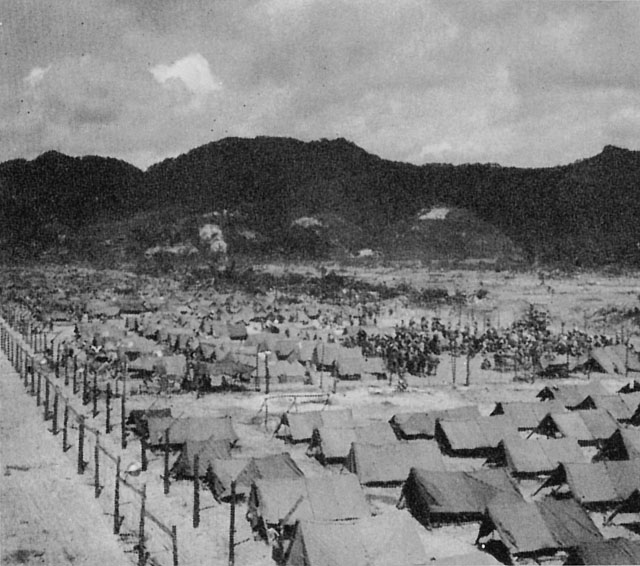
沖縄における収容所

アメリカ軍の占領地域となった場所では、民間人収容所が捕虜収容所とは別に設けられ、地域住民や近在の避難民が収容された。アメリカ軍は占領段階に応じたA-Dの4種の軍政要員を用意して、住民の管理・収容を進めた。本島に11か所、周辺島嶼に5か所の計16か所が設置されたが、作戦上の都合などにより合併や閉鎖が適宜行われた。本島では基地建設のために5月から7月にかけて中南部の無人化政策がとられ、北部東岸の収容所への強制移住が実施された。そのため、宜野座地区収容所には、生存島民の2/3にあたる20万人以上が押し込められた過密な状態だった。
多くの場合、収容所は集落単位で管理され、それぞれ憲兵が配置されて監視していた。境界が有刺鉄線で区分されている例もあった。収容所の間での移動は禁じられ、違反すれば「カナアミ」と称する有刺鉄線で囲んだ仮拘置所に留置された。収容所の内部的管理については自治体風の形式を採り、収容所ごとに「メイヤー」（市長）や民警察 (CP) といった役職を任命して、物資配給や労務者の供出などの実務を行わせた。
アメリカ軍によって保護された住民が収容された収容所や野戦病院も決して万全の状態ではなく「飢えと負傷とマラリアで老人や子供が続々と死んでいった」という。一例として、浦添村（現浦添市）の場合、全犠牲者の1割以上にあたる312人は、収容所での生活中に死亡している。
なお、前述の日本兵による住民殺害事件にも、渡野喜屋事件のようにアメリカ軍管理下の民間人が殺傷された例がある。

#### 連合軍兵士による性的暴行などの虐待
収容所およびアメリカ軍の占領地域では、アメリカ軍兵士による住民への暴行や強盗行為が多発した。無抵抗の住民を背後から射殺するなどの蛮行が報告されており、住民女性への拉致暴行強姦も多数証言されている。戦争の終結後も暴行は続き、例えば「南部戦線の戦闘が終結してからは特に米兵たちは横暴になり、昼夜を分かたず強姦事件が頻発していた。収容所では米兵が襲ってくると、酸素ボンベの鐘を叩いて女性たちを避難させるさわぎが続いた」とも「戦時中も戦局が追い詰められた状態になると、アメリカの軍隊そのものが集団で村の女性達を襲ったといいます。なかには夫の目の前で犯された女性もいます」ともいわれる。アメリカ軍兵士により強姦された女性数を10,000人と推定する見解もある。ニューヨーク・タイムズの記事によれば、強姦はあまりに多発したため、65歳以上（2000年時点）の沖縄の住民は誰しもこの連合軍による強姦について知っているか、あるいは聞いたことがあるという。
アメリカ軍の報告書においても、収容所にいる女性に対し劣情を抱いた多数のアメリカ兵が周囲をうろつき中々立ち去らない為、警備する憲兵（MP）の数が足りなくなり、やむなく「強姦事件と病気予防のため」に軍の法務官に、収容所で発見された兵士を憲兵隊長に引き渡してよいという権限を与えている。
沖縄戦時中にアメリカ兵が沖縄の住民女性を強姦し、軍法会議で有罪となりながら、戦後アメリカ海軍省で判決が破棄されていた。軍法会議で禁錮9年、不名誉除隊の判決が出たが、海軍法務総監が10月に有罪判決を破棄するよう勧告。11月に海軍長官が判決を破棄し、被告を釈放して軍務に復帰させるよう命じた。勧告文では、強姦犯罪を「女性が能力の限りを尽くして抵抗したとみられるものでなければならない」と定義。「すごく脅えて叫ぶことができなかった」と証言した被害女性に対し、最大限の抵抗をしなかった、叫び声を上げなかった、などを理由に被告を無罪とした。

## 沖縄戦についてのアメリカ軍による評価

### 軍事的な評価

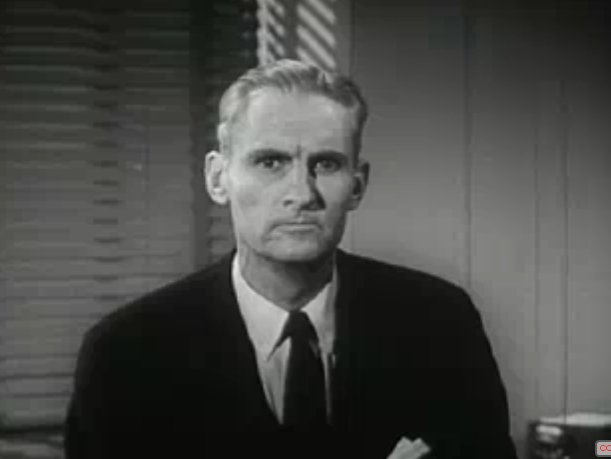
アメリカ軍従軍記者として沖縄戦の最前線で取材し沖縄戦に関する本も執筆した軍事評論家ハンソン・ボールドウィン

圧倒的な戦力差があったにもかかわらず、洞窟陣地を利用した粘り強い防御戦闘と反斜面陣地などの巧みな陣地形成で苦戦を強いられたアメリカ軍は、この日本軍の防御戦闘を「歩兵戦闘の極み」と評した。「沖縄作戦の主な戦訓」と題されたアメリカ軍の秘密報告書においては「この戦いはアメリカ軍にとって史上最大の激戦のひとつになった」とも評された。
アメリカ陸軍省戦史局編集の公式報告書「OKINAWA: THE LAST BATTLE」での総括は「沖縄で支払った代償は高価なものであった。アメリカ軍の死傷者の最終的な対価は、日本軍に対するどの方面作戦で経験したものよりも高かった」「勝利の高い代償は、予想以上の強力な戦力を持って巧みに先導された日本陸軍と戦ったこと、厳重かつ巧妙に要塞化された難しい地形を越えたこと、故国を何千kmも離れて戦った事実によるものだった」「作戦は予想していたより遙かに長引いた」など、苦しい戦いであった事を指摘した上で「だが、アメリカ軍は、希望するどんな土地も最後には日本軍から奪うことができることを沖縄で示した」と激戦を勝ち抜いた自信も示している。
またアメリカ海兵隊の公式活動報告書でも「（日本兵は）よく訓練され、統制もとれた陸軍兵士で、特に士気の高さと、身体能力の高さは特筆すべきである」とか「日本軍の兵士は常に頑強で機知にとんだ戦法で戦い、絶対に降伏しなかった」等、その能力を高く評価している。シュガーローフの戦いで名誉勲章を受賞し、のちに在沖縄アメリカ軍司令官となったジェイムズ・L・デイ少将は、自分の経験から「日本軍の将兵は素晴らしい男たちであった。航空部隊による直接の支援もなければ、海軍部隊による支援もなく、事実上何の支援も受けられない状態で戦うには、非常に柔軟かつ巧妙な戦闘指導が要求される」と日本軍将兵および前線指揮官の優秀さを評価している。
前線のアメリカ軍兵士も、当初は人種差別と憎しみから「日本兵は、がに股で飛び跳ねながら猿のように金切り声を上げたり、豚のように鳴いたりする奴らと思っていた」という偏見を持つ兵士も多かったが、シュガーローフなどの激戦を経て「日本兵は極めて統率のとれた集団だ」とか「日本兵は実際に見ると落ち着き払っており、アメリカ軍海兵隊員と同じ顔つきだった」という印象に変わっていき、更に日本兵への畏敬の念が行き過ぎて「日本兵を大したことがない、なんて抜かす奴がいたら俺が撃ち殺してやる」と新兵を怒鳴り散らす小隊長もいたという。
アメリカ海軍は特別攻撃隊に沖縄戦中終始苦しめられ、アメリカ海軍史上最悪の損害を被ることになった。そのためニミッツは、この後に計画されている日本本土侵攻作戦「ダウンフォール作戦」の展望について悲観的になっており、上官にあたるアーネスト・キング海軍作戦部長に下記の様に報告している。
歴史家ジョージ・ファイファーは、アメリカ側の沖縄戦書籍としては、最も詳細なものの一つとなる著書 "Tennozan: The Battle of Okinawa and the Atomic Bomb" の中で「前年の夏にノルマンディを防御した一部のドイツ軍部隊は、極めて多い死傷者にも関わらず、持ち堪え、逆襲すら行って、連合軍指揮官に強い感銘を与えた。しかし、ドイツ軍の兵器の多くは日本軍のものと違って、対抗する連合軍の兵器より優れていた。暗い見通しに関わらず、優れた戦術と忍耐で戦ったドイツ機甲師団も、沖縄で日本軍が示した離れ業には匹敵できなかった（中略）このような状況にくじけることなく、多くの死傷者が出るという悲劇にも耐える事ができたのが日本陸軍だけであったろう（中略）驚くべきことは、組織や軍紀が低下せず、これほど長く保持されていたことである」とノルマンディー上陸作戦のドイツ軍と沖縄戦の日本陸軍を対比し、日本陸軍が夥しい損失にも関わらず、最後まで組織的な戦闘を継続したことに驚嘆している。
沖縄戦が終わると、イギリスの首相ウィンストン・チャーチルはアメリカの大統領ハリー・S・トルーマンに向けて「この戦いは、軍事史の中で最も苛烈で名高いものであります。我々は貴方の全ての部隊とその指揮官に敬意を表します」と慰労と称賛の言葉を送っている。
従軍記者としてピューリッツァー賞を受賞し、沖縄戦も取材した経験を持つアメリカの軍事評論家ハンソン・ボールドウィンは沖縄戦を振り返って、下記のように総括している。
なお、ボールドウィンは、戦後、沖縄戦の陸軍の司令官、牛島満大将について「太平洋戦争を通じて日本には二人の名将がいる。陸の牛島、海の田中（海軍中将田中頼三提督）」と評している。

### 作戦指揮に対するアメリカ国内での批判

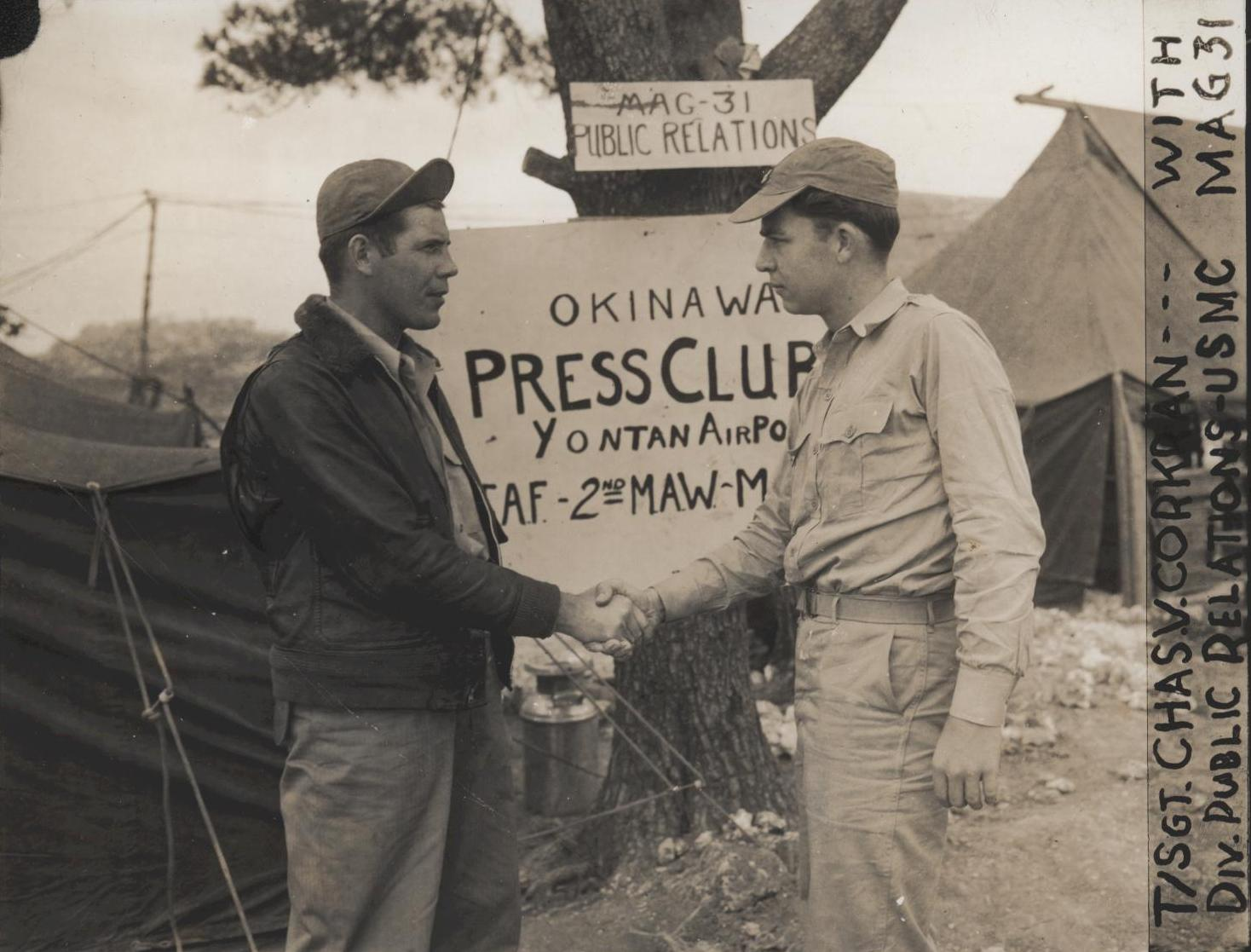
沖縄戦中に設置された従軍記者のプレスクラブ

沖縄戦には、戦死したアーニー・パイルを含む多くの従軍記者が軍の作戦に帯同しており、現地から詳細な報道を行っていたが、今日でもその記者らが残した写真や映像が大量に残されている。
その数はカメラマンや映写技師などのスタッフも含めて「一個大隊」に達した とも言われる大人数であったが、報道の自由はある程度保証されており、軍の指揮に対する批判も容認されていた。
中でもニューヨーク・ヘラルド・トリビューン紙の従軍記者ホーマー・ビガードが首里防衛線での攻防でのアメリカ軍の苦戦を報道した際に、第10軍司令バックナー中将が海軍や海兵隊らの防衛線背後への再上陸案を採用せずに、正面からの正攻法を採ったことを、フットボールの試合に例えて「エンド・ランの代わりに、ラインの真ん中に突っ込む様だ」と揶揄した事で、バックナーの指揮への批判が浮上し、ワシントン・スター紙がコラムで「沖縄での軍事的大失敗に関する真実（中略）なぜに揉み消されるのか」と痛切に批判したことから議論が白熱した。
連合軍総司令官ダグラス・マッカーサーも論戦に加わり「バックナーは、日本軍が撤退後に南部を攻撃する必要はなかった。牛島中将の残存部隊を沖縄の一部に閉じ込めておいても、沖縄は日本侵攻の基地として十分使用でき、バックナーのゴリ押し戦略よりも損害は少なくて済んだ」とバックナーを非難している。ヴァンデグリフト海兵隊総司令も 、保守系新聞「アメリカン・デイリー」の社主デイヴィット・ローレンスとの対談ではバックナーに批判的な発言をしていた。また、この対談後にローレンスは沖縄作戦を失敗と断じ「真珠湾を上回る、無能ぶりを示した事例」とバックナーを舌鋒鋭く批判している。
一方で陸海軍の対立を懸念し、海軍はバックナー批判沈静化のため、フォレスタル海軍長官、ミッチャー第58任務部隊司令など中央から現場までの有力者がバックナーを擁護する声明を発表している。特にニミッツは、沖縄で作戦会議をした際に、バックナーの挑戦的で不遜な態度に激昂し、更迭を匂わす厳しい言葉を浴びせたこともあったが、グアム島で戦時中では異例となる76名の記者との沖縄戦での問題点の公開討議を開催し、その討議でバックナー擁護の姿勢を示し、陸海軍対立の芽を摘み取ろうと腐心している。
沖縄戦による大損害は、後にアメリカ議会でも問題となり、議会は軍に作戦指揮に対する調査を指示している。
以上の様に、アメリカの沖縄戦に対する軍事的な評価は思いのほか低く、政治学者五百籏頭真は戦後にアメリカの公文書を調査していた際に、アメリカが沖縄戦と先の硫黄島の戦いについては、アメリカの方が敗者意識を持っている事に驚いたと著書に書いている。

### アメリカ軍の戦闘神経症

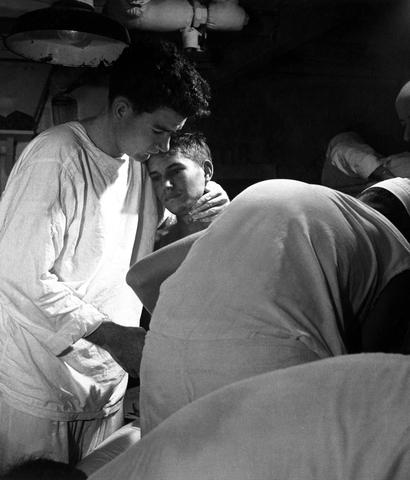
負傷によりグアム島に後送されるアメリカ兵

沖縄でアメリカ軍を苦しめたのは、戦闘による戦死傷だけではなく、今までにない膨大な数の兵士に生じた戦闘神経症であった。
5月末までに、アメリカ軍の戦闘によらない死傷者が、海兵隊で6,315名、陸軍で7,762名合計14,077名発生しているが、この内の多くが戦闘神経症による傷病兵であった。沖縄戦終結時点では26,211名に膨れ上がっていた。
症状としては、軽いものでは感覚麻痺を呈する者が多く、さらに運動麻痺や涕泣（ていきゅう）、無言、無表情といったものであったが、パニック障害、精神錯乱を起こすものもいた。中には屎尿（しにょう）でズボンを汚したり、機関銃を乱射する等の異常行動もみられたという。戦闘神経症患者はこれらの症状により「生ける死者」とも呼ばれていた。沖縄戦での戦闘神経症罹患比率は、投入兵力比で7.8%であったが、第二次世界大戦中に従軍した約2,500万人のアメリカ軍兵士の罹患率平均は3.1%であり、沖縄戦の罹患率は飛びぬけて高かった。この戦闘神経症罹患比率の異常な高さは、のちにアメリカ軍に日本本土侵攻を躊躇させる一因ともなった。
アメリカ軍は、戦闘神経症対策として多くの精神科医を沖縄に送り込み、大規模な野戦病院も準備したが、その野戦病院は常に3,000名〜4,000名の戦闘神経症患者が詰め込まれていた。 野戦病院の治療により、沖縄戦初期の5月8日までは68.2%の患者が原隊復帰を果たしているが、戦闘が激しくなるにつれて復帰率は下がり、末期の6月28日には非戦闘任務復帰者も含めて復帰率は38.2%に落ち込んでいる。
復帰出来なかった兵士はグアム島かアメリカ本土に後送されたが、そこでも完治せず終戦後も症状に苦しんだ兵士も多かった。戦後に追跡調査できた患者の内で2,500名が「現実と分離したまま」の生活を送っていたという調査結果もある。 また、未だに症状を訴える元兵士も存在している。
また、戦闘神経症罹患に戦闘における死傷者を加えた人的損失率は実に48％と半分近くにも上り、のちの朝鮮戦争における20％～25％、第四次中東戦争の30％と比較しても非常に高くなっている。その理由としてアメリカ陸軍は「最大要因は日本軍の集中砲撃である、それはアメリカ軍が今まで経験したこともない物凄い量であった。この他には日本軍による狂信的で絶え間ない肉弾攻撃もあった」と分析している。

## 沖縄戦が戦争に及ぼした影響

### 日本における影響
上記の通り、日本側からは本土決戦の時間稼ぎとの意味合い、アメリカ側からは日本本土への進攻の前哨陣地確保が目的であった沖縄戦であったが、日米が大戦力を投入し互いに大損害を被る事となった為、沖縄戦の決着が着く頃には両陣営に厭戦気分が高まり、終戦に向けた具体的な動きを後押しする事となった。日本側は上記の通り沖縄戦は本土決戦での時間稼ぎであったとしながらも、特に航空戦力の総力を結集し決戦を挑みながら敗北した衝撃は大きかった。
日本の指導層の内で、本土決戦を声高に叫ぶ陸軍ら主戦派に対して、終戦を画策していた講和派も『一撃講和』（連合軍に決戦を挑み大損害を与えた後に有利な講和を結ぼうという考え）として沖縄戦に大きな期待を寄せていたが、その期待が破れた事により『一撃講和』はもはや不可能という事を痛感させられ、早急な終戦に向けた動きを加速させることとなった。
終戦時の首相であった鈴木貫太郎首相も沖縄戦で勝機を掴む事を期待し、4月26日には首相官邸に陸海軍首脳部を召集し「今は何があっても沖縄の作戦を成功させる。（中略）沖縄の戦さに勝ってこそ外交政策も有効に行われるというものです」と檄を飛ばしていたが、その後、第32軍の総攻撃の失敗などで沖縄戦の敗勢が明らかになったこと、またナチス・ドイツの降伏もあってもはや戦争継続は困難であると認識し、6月8日の最高戦争指導会議で、公式の場では日本の首相としては初めて、ソ連を仲介とした連合国との講和を口にしている。しかし、この時は陸軍の抵抗により一旦は棚上げされ、水面下での動きを余儀なくされることとなった。
昭和天皇も『一撃講和』として沖縄戦に大きな期待を寄せていたが、奏上される沖縄の戦況が悪化する一方の事や、梅津参謀総長や長谷川清海軍大将らから報告された陸海軍の実情を聞くにつれ、現実認識は大きく崩れていた。 鈴木首相同様に『一撃講和』が困難と悟った昭和天皇は、6月9日に講和派木戸幸一内大臣の「時局収拾対策試案」として上奏されたソ連を仲介とした講和工作を了承した。沖縄での日本軍の組織的な抵抗が終わる前日の6月22日に、天皇臨席の許に開催された御前会議において、会議冒頭に昭和天皇自ら戦争終結実現に向けて具体的に動くように指示を行った。 強硬な本土決戦派であった陸軍も漸く同意し、政府の正式な方針として、終戦に向けた動きが具体化していく事となった。
昭和天皇は戦後に沖縄戦の敗因とその影響について以下の通りに回想している。
以上の様に沖縄戦の敗戦は日本に『一撃講和』は幻影にしか過ぎない事を知らしめたが、ソ連はヤルタの密約で既に対日参戦を決めており、ソ連を仲介とした講和は実現せず、日本が降伏するまでには、なお8月の広島と長崎への原子爆弾投下、ソ連対日参戦などの悲劇を経なければならなかった。

### アメリカにおける影響
勝者であったアメリカ軍は、当初の計画は1か月で沖縄を攻略する計画であったのに対し、莫大な物量を投入しながら実際にはその3倍の期間を要し予想外の大損害を被る事になった。（詳細は#戦闘経過を参照）しかも、その人的損失はドイツ軍を相手にした最大の激戦の1つバルジの戦いの損失にも匹敵したが、バルジのドイツ軍は13個の歩兵師団と7個の装甲師団の約41万人の兵力に加えて、1,400輌もの戦車、駆逐戦車、突撃砲、4,200門もの野砲、対戦車砲の大戦力であったのに対して、沖縄の日本軍はたった3個師団にも満たない約10万人の兵力に過ぎず、沖縄戦での人的損失が日本の抵抗の激しさを示すものであれば、日本本土侵攻にどれほどの犠牲を伴うのかアメリカの指導部内に不安が蔓延することとなった。2024年においても、アメリカ海軍兵学校内に拠点を持つ、アメリカ海軍と海兵隊のシンクタンクアメリカ海軍協会の見解は下記の通りである。
その為、日本本土上陸作戦を強硬に主張し、ハリー・S・トルーマン大統領にダウンフォール作戦を承認させていたアメリカ陸軍も、 硫黄島や沖縄の戦績を踏まえてダウンフォール作戦での推定死傷者をシミュレーションした結果、最大で400万名の死傷者が出るとの結果が出るなど甚大な損害が予想されたために、トルーマンが「沖縄戦の二の舞いになるような本土攻略はしたくない」と日本本土侵攻に躊躇し、強硬派のヘンリー・スティムソン陸軍長官らが軟化するなど、講和推進派のジョセフ・グルー国務次官らが巻き返しを図るきっかけとなった。
スティムソンはグルーとの議論の後に、かつて訪れた日本本土の記憶をたどりながら「（日本列島は）硫黄島や沖縄で見られたような最後の望みをかけた防御がやりやすく、戦車による機動戦はフィリピンやドイツより困難」であり「日本人は極めて愛国心が強く、侵攻軍を撃退するためには狂信的な抵抗の呼びかけにすぐ応じるのは間違いなく、我々が侵攻を開始すれば、ドイツよりさらに苛烈な最後の戦いを経験することを覚悟せねばならない」と考えた。そこで「硫黄島や沖縄のような大量の流血から我々を救うためには、日本人の国家理論の下では唯一の威厳の源」である天皇を利用するため、対日侵攻に代わる無条件降伏に相当する「何らかの代案」が必要であると判断し、ジェームズ・F・バーンズ国務長官など関係者に説いて回った。そしてスティムソンが纏めた『覚書』はこの後に日本への降伏勧告となるポツダム宣言の原案に組み込まれる事となり、終戦に向けての動きが加速する事となった。
それら沖縄戦での大損害を参考にした被害想定は、アメリカにおけるアジア史の権威イアン・ガウ教授のように「沖縄戦はアメリカ軍と日本軍の交戦の中でもっとも苛烈なものであった、沖縄の占領に莫大な人的、物的代価を払ったことが、原子爆弾の使用に関する決定に大きな影響を及ぼしたことは言うまでもない事である。アメリカの指導者たちは、アメリカ軍が日本本土に接近するにつれて人的損失が激増する事に疑問をもってはいなかった。沖縄での経験から、アメリカの指導者たちは日本本土侵攻の代価は高すぎて払えない事を確信していたのである。」とアメリカによる日本への原子爆弾投下の判断の大きな要因となったと指摘されることも多い。

## 史跡

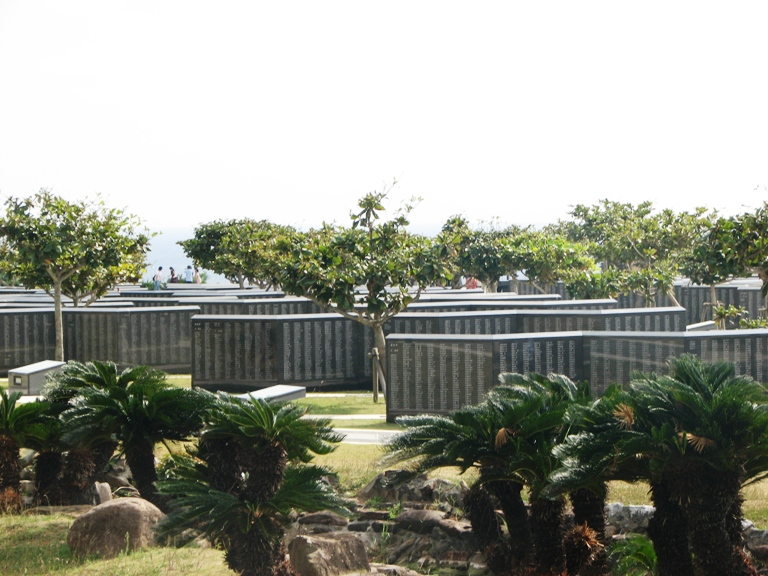
平和の礎

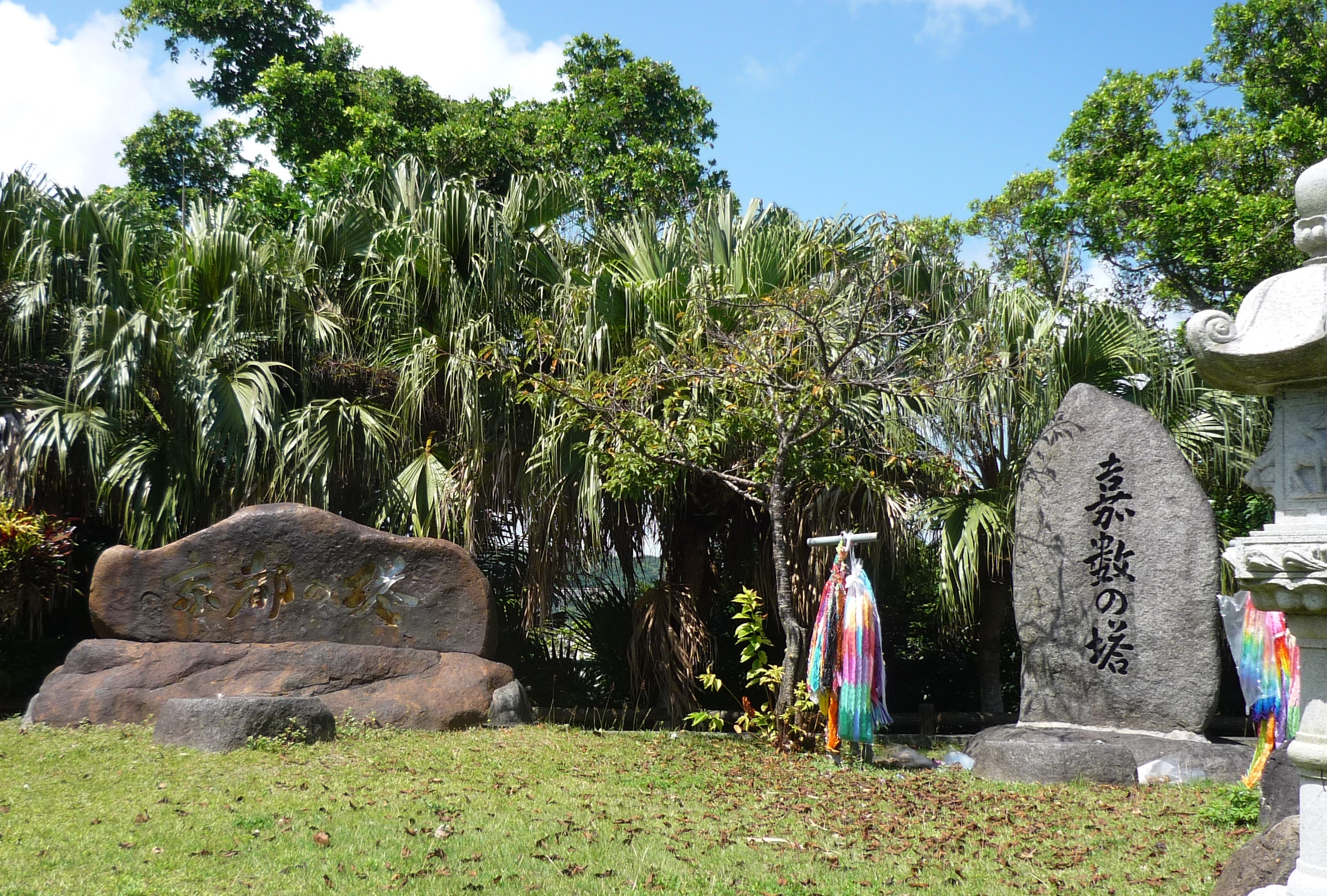
嘉数高地の慰霊塔

特に戦闘が激しかった本島南部は「沖縄戦跡国定公園」に指定されている。日本国内の国立公園や国定公園の中で戦跡であることを理由に指定されているのは現地だけである。海軍部隊大田司令官が自決した海軍司令部壕跡は現在「海軍壕公園」として整備されており、壕内の一部が見学できる他、資料館が併設されている。一方、沖縄守備軍牛島司令官と長参謀長が自決した壕は現在平和祈念公園となっている区域の中にあり、壕の近くには「黎明之塔」が建てられている。塔の手前の展望台の下に壕があり、内部は立ち入り禁止だが、入口までは階段で降りることができる。平和祈念公園内には沖縄県平和祈念資料館や平和の礎（へいわのいしじ）がある。
ひめゆりの塔の敷地内にはひめゆり平和祈念資料館がある。また、南風原町の陸軍病院壕一帯は黄金森（こがねもり、方言名「クガニムイ」）公園となっており、近くにある南風原文化センターには資料室が設置されている他、2007（平成19）年6月から第20号壕が南風原町によって一部復元され、一般公開されている。
読谷村と北谷町には「アメリカ軍上陸の地」碑がある。また、最初の激戦地となった嘉数高地は嘉数高台公園となっており、複数の慰霊塔がある他、トーチカの跡が残っている。
アメリカ軍司令官が戦死した真栄里の高台には「サイモン・ボリヴァー・バックナー・ジュニア中将戦死の碑」が建てられている。周辺はその後アメリカ軍による報復戦が行なわれたのに加え、追い詰められた日本軍が最後の戦闘を繰り広げたため、それに巻き込まれた住民の一家全滅が極めて多い地域である。また、戦死者も多いことから「白梅の塔」など多くの慰霊塔が建てられている。
これら以外にも、戦時中に避難先に使用されたガマの一部が見学可能となっている他、平和祈念公園や米須霊域の一帯、糸満市内を中心として慰霊塔や慰霊碑が島内全域に多数現存している。
嘉手納基地内には、旧日本軍の滑走路の近く、昭和20年9月7日の沖縄戦の降伏文書調印式が行われた場所に平和公園 peace parkが作られた。屋外であるが、約1メートルの碑に各種の文書がみられる。アメリカ軍と日本人の共同で作ったとある。
2024年、首里城地下の第 32 軍司令部壕跡が沖縄戦跡としては初の県指定史跡に指定された。

## 参加兵力

### 日本軍

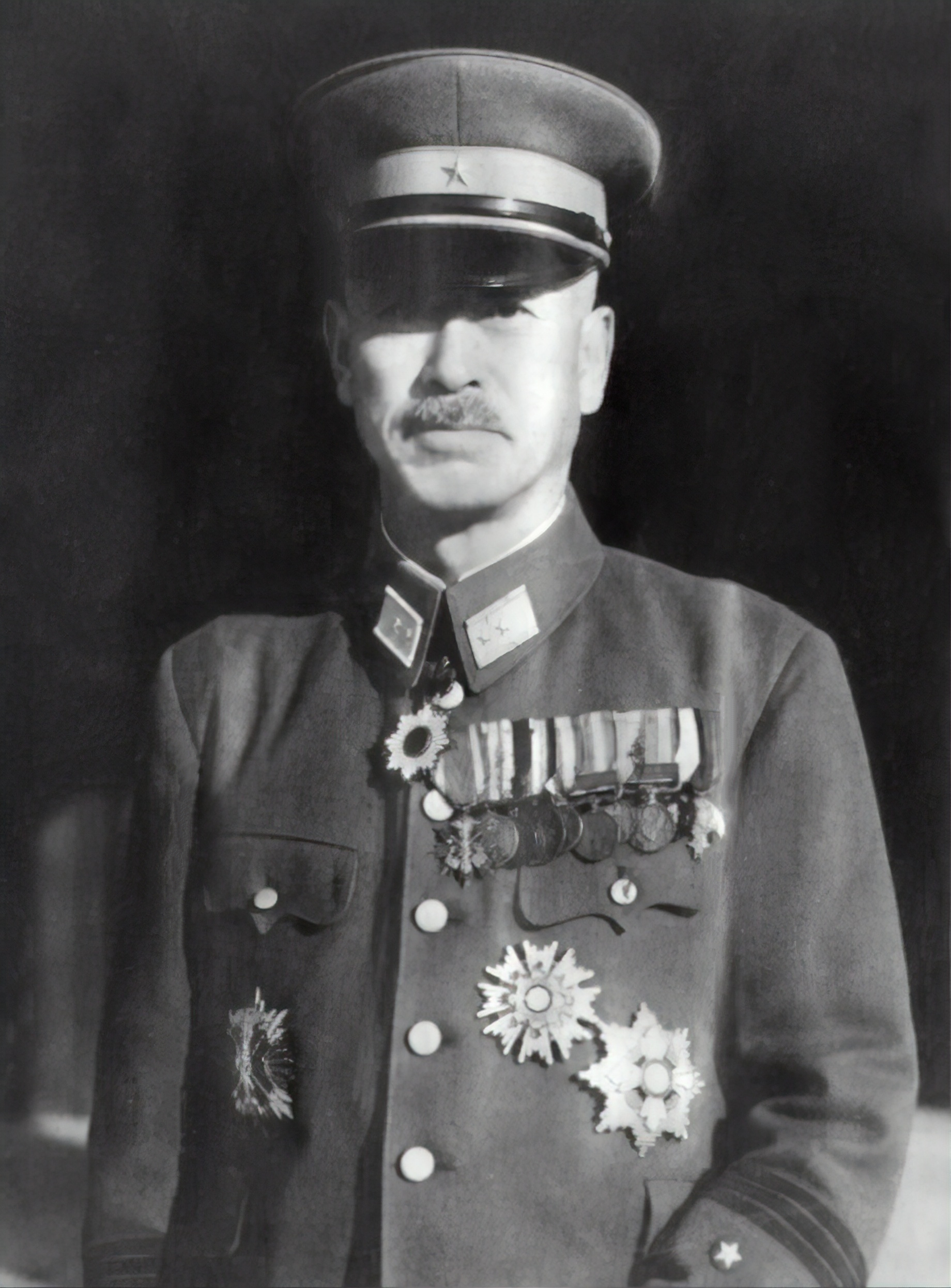
牛島満中将

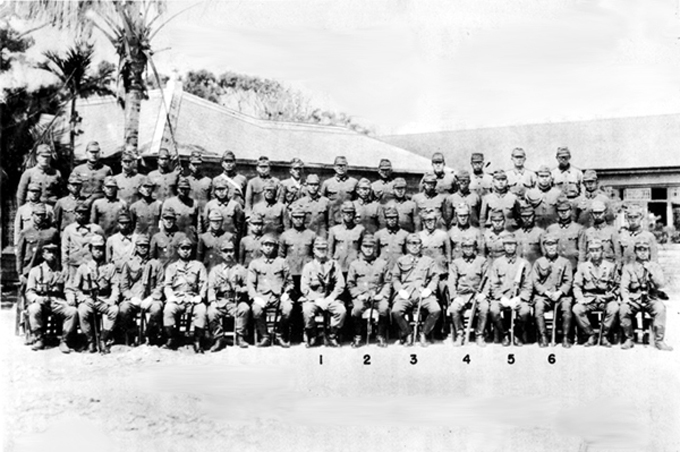
日本軍守備隊指揮官と参謀の合影（1945年2月初）。(1)大田実海軍少将、(2)牛島満陸軍中将、(3)長勇陸軍中将、(4)金山均陸軍大佐、(5)北郷格郎陸軍大佐、(6)八原博通陸軍大佐

#### 陸軍
以下は主要部隊のみで、ほかにも多数の兵站部隊、航空関係の地上部隊などがある。より網羅的なインターネット上の資料として沖縄振興局『沖縄戦関係資料閲覧室』の「第32軍部隊一覧」も参照。
- 第32軍司令部（司令官：牛島満中将）
  - 参謀長 長勇中将
    - 高級参謀 八原博通大佐
      - 参謀（後方担当）木村正治中佐
      - 参謀（航空担当）神直道少佐
      - 参謀（情報担当）薬丸兼教少佐
      - 参謀（通信担当）三宅忠雄少佐
      - 参謀（作戦担当）長野英夫少佐
- 第24師団（師団長：雨宮巽中将） - 歩兵第22連隊・第32連隊・第89連隊基幹
  - 野砲兵第42連隊 - 四年式十五糎榴弾砲×12 九一式十糎榴弾砲×16 九五式野砲×8
- 第62師団（師団長：藤岡武雄中将） - 歩兵第63・第64旅団基幹
  - 賀谷支隊（支隊長：賀谷與吉中佐） - 歩兵第63旅団の1個大隊基幹
- 独立混成第44旅団（旅団長：鈴木繁二少将）
  - 第1歩兵隊[注釈 33] - 歩兵第45連隊基幹
    - 独立混成第15連隊[注釈 34]

  - 第2歩兵隊[注釈 35] - 歩兵第23連隊基幹
    - 歩兵3個大隊 (歩兵3個中隊・1個機関銃中隊編成) - 九九式短小銃×1,040 九九式軽機関銃×40 手榴弾×5,200 発煙筒×4,000 照明弾×300 対戦車地雷×500
    - 独立重砲第100大隊1個中隊 - 三八式野砲×2 八九式十五糎加農砲×2
    - 独立速射砲隊 (諸江隊) - 九四式三十七粍砲×4 三十一年式速射砲×4
    - 独立機関銃隊 (小川隊) - 九九式軽機関銃×40 九二式重機関銃×12
    - 遊撃隊 - 第3・第4遊撃隊
    - 特設警備第225中隊
    - 海軍第9砲台
    - 船舶工兵隊 (暁部隊) - 四式肉薄攻撃艇
    - 第1特務班
    - 野戦病院分院 (渡口隊)
    - 軍通信隊
    - 鉄血勤皇隊 (中学生により編成)
- 第5砲兵司令部（司令官：和田孝助中将） ‐ 野砲兵第42連隊、独混44旅団砲兵隊、各歩兵連隊・歩兵大隊の連隊砲・大隊砲、師団および独混の速射砲を除く全砲兵部隊を軍砲兵として指揮下に置いた。
  - 野戦重砲兵第1連隊 - 九六式十五糎榴弾砲×12
  - 野戦重砲第23連隊 - 九六式十五糎榴弾砲×24
  - 重砲兵第7連隊 - 加式十二糎速射加農×2 三八式野砲×12
  - 重砲兵第8連隊
  - 独立重砲兵第100大隊 - 八九式十五糎加農×8
  - 独立臼砲第1連隊 - 九八式臼砲×24 九七式軽迫撃砲×6
  - 迫撃第42大隊
  - 独立迫撃砲第1・第2大隊 - 九七式曲射歩兵砲×96
  - 独立速射砲第3・第5・第7・第22大隊、独立速射砲第23・第32中隊 - 一式機動四十七粍砲×54
  - 第21野戦高射砲隊司令部
    - 野戦高射砲第79・第80・第81大隊、独立高射砲第27大隊 - 八八式七糎野戦高射砲×72
    - 機関砲第103・第104・第105大隊 - 九八式高射機関砲×54
    - 特設第47・第48・第49機関砲隊 - 九六式二十五粍機銃
- 戦車第27連隊[注釈 36] ‐ 九七式中戦車（新砲塔）×14 九五式軽戦車×12
  - 砲兵中隊 - 機動九〇式野砲×4
- 電信第36連隊
- 第11船舶団司令部
- 船舶工兵第23・第26連隊
- 海上挺進第1・第2・第3・第26・第27・第28戦隊
- 第5海上挺進基地隊本部、海上挺進基地第1・第2・第3・第26・第27・第28・第29大隊

このほか、先島集団（宮古島に第28師団および独立混成第59・第60旅団。石垣島に独立混成第45旅団）、大東島守備隊（第28師団の一部）、奄美守備隊（独立混成第64旅団）といった部隊がアメリカ軍による上陸を想定して配置された。しかし、アメリカ軍が上陸しなかったため、地上戦闘はおこなわれなかった。第32軍司令部の壊滅後、先島集団は台湾の第10方面軍の直轄下に入り、奄美守備隊は九州の第16方面軍隷下となった。

#### 海軍
- 沖縄方面根拠地隊（司令官：大田実少将）
  - 先任参謀 前川新一郎大佐
- 南西諸島航空隊（司令：棚町整大佐）
- 第951航空隊派遣隊（司令：羽田次郎大佐）
- 第2艦隊（司令長官：伊藤整一中将）

#### 航空部隊
- 第6航空軍 - 在九州陸軍航空部隊（司令官：菅原道大中将）
- 第8飛行師団 - 在台湾陸軍航空部隊（師団長：山本健児中将）
- 第5航空艦隊 - 在九州海軍航空部隊（司令長官：宇垣纏中将）
  - 第3航空艦隊
  - 第10航空艦隊
- 第1航空艦隊- 在台湾海軍航空部隊（司令長官：大西瀧治郎中将）

### 連合軍

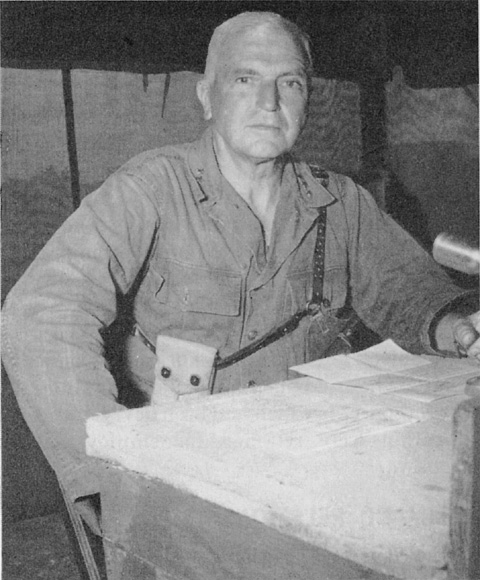
サイモン・B・バックナー中将

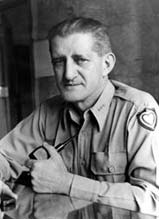
ジョン・リード・ホッジ少将

特に注意書きの無い場合、アメリカ軍の部隊を指す。出典は原則としてアメリカ陸軍公刊戦史“OKINAWA: The Last Battle”による。

#### 陸上部隊
- 第10軍司令部（司令官：サイモン・B・バックナー・ジュニア中将）
- 第24軍団（英語版）（司令官：ジョン・リード・ホッジ少将）
  -  第7歩兵師団（バヨネット）21,929人（師団長：アーチボルド・ヴィンセント・アーノルド（英語版）少将）
    - 第17歩兵連隊（英語版）
    - 第32歩兵連隊（英語版）
    - 第184歩兵連隊（英語版）
    - 第48、第49、第57野戦砲兵大隊（105mm）、第31野戦砲兵大隊（155mm）
    - 第711戦車大隊、第776水陸両用戦車大隊、第718・第536水陸両用トラクター大隊、第91化学中隊ほか

  - 第96歩兵師団（デッドアイ）（英語版）22,330人（師団長：ジェームズ・L・ブラッドリー（英語版）少将）
    - 第381歩兵連隊
    - 第382歩兵連隊（英語版）
    - 第382歩兵連隊
    - 第361、第362、第921野戦砲兵大隊（105mm）、第363野戦砲兵大隊（155mm）
    - 第763戦車大隊、第780水陸両用戦車大隊、第728・第788水陸両用トラクター大隊、第88化学砲大隊の1個中隊ほか

  -  第27歩兵師団（ニューヨーク）（英語版）16,143人（師団長：ジョージ・W・グリナー・ジュニア少将）
    - 第105歩兵連隊（英語版）
    - 第106歩兵連隊（英語版）
    - 第165歩兵連隊（英語版）
    - 第104、第105、第249野戦砲兵大隊（105mm）、第106野戦砲兵大隊（155mm）
    - 第193戦車大隊ほか

  - 第77歩兵師団（自由の女神）（英語版）20,981人（師団長：アンドリュー・デイビス・ブルース（英語版）少将）
    - 第305歩兵連隊
    - 第306歩兵連隊（英語版）
    - 第307歩兵連隊（英語版）
    - 第304、第305、第902野戦砲兵大隊（105mm）、第306野戦砲兵大隊（155mm）
    - 第706戦車大隊、第708水陸両用戦車大隊、第715・第773水陸両用トラクター大隊、第88化学砲大隊の1個中隊ほか

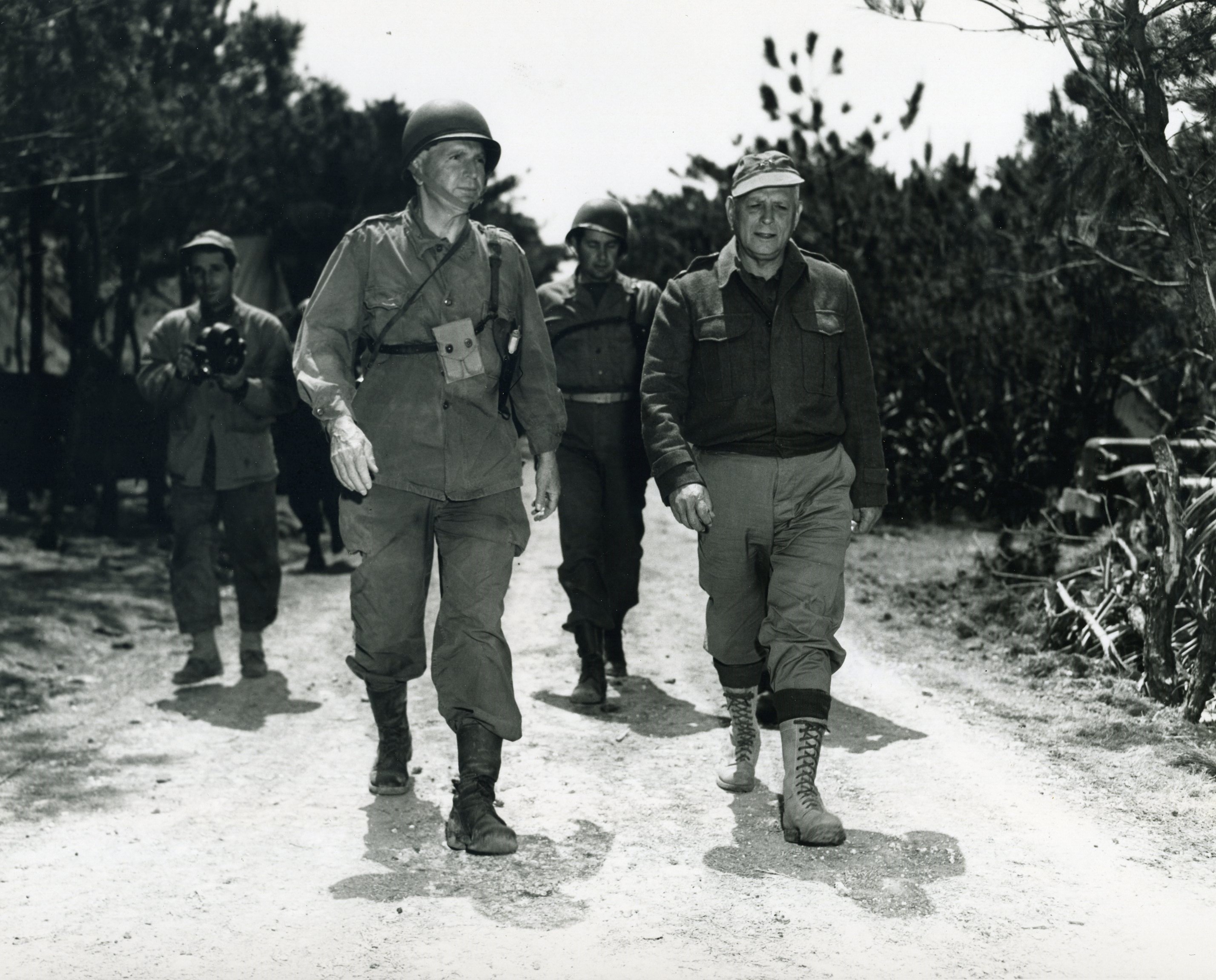
サイモン・B・バックナー中将（右）とロイ・ガイガー海兵少将（左）

- 第3海兵遠征軍 （司令官：ロイ・S・ガイガー海兵少将）
  - 第1海兵師団26,274人（師団長：ペドロ・A・デル・ヴァッレ（英語版）海兵少将）
    - 第1海兵連隊（英語版）
    - 第5海兵連隊（英語版）
    - 第7海兵連隊（英語版）
    - 第11海兵砲兵連隊（英語版）

  - 第6海兵師団24,356人（師団長：レミュエル・C・シェパード・ジュニア（英語版）海兵少将）
    - 第4海兵連隊（英語版）
    - 第22海兵連隊（英語版）
    - 第29海兵連隊（英語版）
    - 第15海兵砲兵連隊（英語版）

  - 第2海兵師団 （師団長：トーマス・E・ワトソン（英語版）海兵少将）
    - 第8海兵連隊（英語版）[499]

  - 第1臨時高射砲隊（英語版）

#### 航空部隊
- 第10戦術航空軍（英語版）（司令官：フランシス・P・マルケイ（英語版）海兵少将）

#### 海軍
- 第5艦隊（司令官：レイモンド・スプルーアンス大将）
- 上陸支援部隊
  - 第58任務部隊（司令官：マーク・ミッチャー中将）
  - 水陸両用支援部隊（タスクフォース52）（司令官：ウィリアム・H・P・ブランディ（英語版）中将）
  - 砲撃支援部隊（タスクフォース54）（司令官：モートン・デヨ中将）
    - 艦艇数
    - 正規空母11隻
    - 軽空母6隻
    - 護衛空母22隻
    - 高速戦艦8隻
    - 戦艦10隻
    - アラスカ級大型巡洋艦2隻
    - 重巡洋艦12隻
    - 軽巡洋艦13隻
    - 対空巡洋艦4隻
    - 駆逐艦132隻
    - 護衛駆逐艦45隻
    - 駆潜艇52隻
    - 高速掃海艇23隻
    - 掃海艇69隻
    - 機雷敷設艦11隻
    - 給油艦49隻など

- 水陸両用部隊
  - 統合遠征部隊（タスクフォース51）（司令官：リッチモンド・K・ターナー中将）
  - 北部攻撃部隊（タスクフォース53）（司令官：ローレンス・フェアファックス・ライフスナイダー（英語版）少将）
  - 南方攻撃部隊（タスクフォース55）（司令官：ジョン・ホール・ジュニア（英語版）少将）
  - 後方支援部隊（タスクフォース50）
    - 艦艇数
    - 水上機母艦3隻
    - 小型水上機母艦3隻
    - 攻撃輸送艦84隻
    - 攻撃貨物輸送艦29隻
    - 弾薬輸送艦16隻
    - 病院船8隻
    - タンカー15隻
    - 工作艦10隻
    - 乾ドック6基
    - 高速輸送艦、ビクトリー型輸送艦、リバティ型輸送艦、歩兵揚陸艦、LSM、LST、LSVなど多数

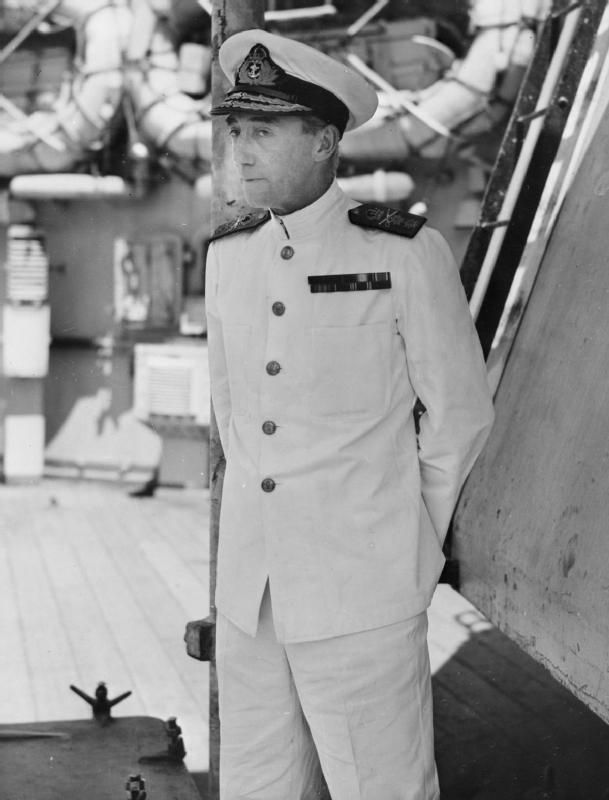
バーナード・ローリングス大将

- イギリス太平洋艦隊（司令官：バーナード・ローリングス（英語版）大将）
  - 高速空母艦隊（タスクフォース57）
    - 正規空母5隻
    - 戦艦2隻
    - 軽巡洋艦7隻
    - 駆逐艦14隻

## 沖縄戦で失われた国宝

### 建造物
- 沖縄神社拝殿（首里城正殿）（大正14年4月14日指定）
- 首里城守礼門、歓会門、瑞泉門、白銀門（昭和8年1月23日指定）
- 園比屋武御嶽石門 （昭和8年1月23日指定）
- 崇元寺尚家霊廟（昭和8年1月23日指定）
- 円覚寺尚家霊廟（昭和8年1月23日指定）
- 冕嶽石門（昭和8年1月26日指定）
- 末吉宮本殿（昭和11年9月18日指定）
- 沖宮本堂（昭和13年7月4日指定）

## 沖縄戦を描いた映像作品等
ひめゆり学徒隊を中心に描いたものはひめゆりの塔を参照。
映画
- 『激動の昭和史 沖縄決戦』（1971年東宝。岡本喜八監督作品）
- 『太陽の子 てだのふあ』（1980年、原作：灰谷健次郎、浦山桐郎監督作品）
- 『GAMA 月桃の花』（1996年、原作：嶋津与志、大澤豊監督作品）
- 『ハクソー・リッジ』（2016年、メル・ギブソン監督作品）
- 『島守の塔』（2022年、五十嵐匠監督作品）

テレビドラマ
- 『白旗の少女』（1990年・2009年、原作：比嘉富子）
- 『さとうきび畑の唄』（2003年）
- 『ザ・パシフィック』第9章（2010年）
- テレビ未来遺産『“終戦”特別企画 報道ドラマ 生きろ 〜戦場に残した伝言〜』（2013年）

アニメ
- 『対馬丸 —さようなら沖繩—』（1982年、原作：大城立裕・嘉陽安男・船越義彰）
- 『ウミガメと少年』（2002年、原作：野坂昭如）

ドキュメンタリー
- NHKスペシャル「昔 父は日本人を殺した〜ピュリツァー賞作家が見た沖縄戦〜」2011年6月19日放映。ピュリツァー賞作家デール・マハリッジが亡父の沖縄戦での体験を追跡する[500]。
- NHKスペシャル「沖縄戦 全記録」2015年6月14日放映[501]。